# Мода 1900-х годов

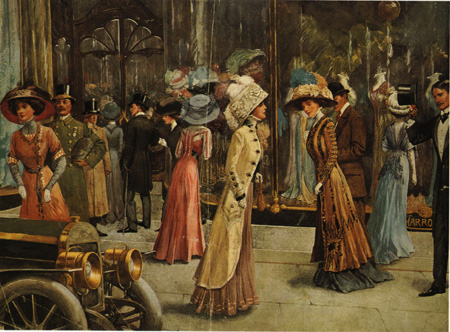
Модницы в Лондоне перед универмагом Harrods, 1909. Юбки со шлейфом и широкополые шляпы в середине десятилетия уступили дорогу более узким платьям и узким шляпам с высокими тульями. Мужчины носили цилиндры и визитки или шляпы-котелки и пиджачные пары

Мода 1900-х годов в европейских и находящихся под их влиянием странах была во многом верна традициям моды 1890-х годов. Это время характеризуют высокие жёсткие воротники, широкие женские шляпы и причёски в стиле девушек Гибсона. Введённый в конце десятилетия парижскими кутюрье новый колоннообразный силуэт с заниженной талией стал предвестником конца эпохи корсетов как неотъемлемой части женского гардероба.

## Женская мода

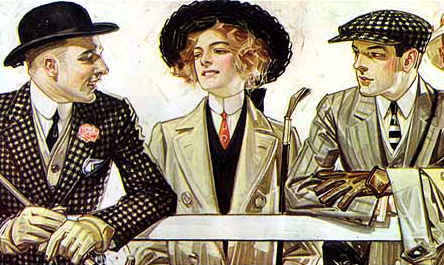
Молодые женщины переняли у мужчин высокие жёсткие воротники и узкие галстуки.
Реклама воротников, 1907 года кисти Д. К. Лейендекера

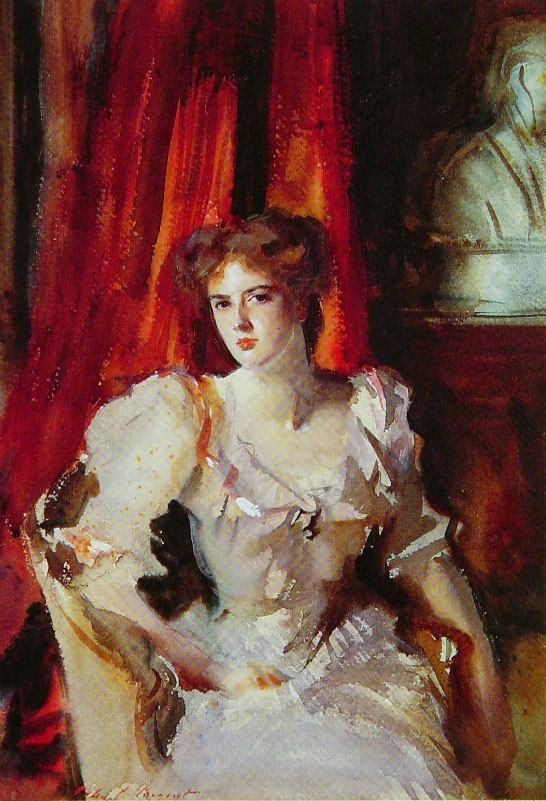
Портрет мисс Эден кисти Джона Сингера Сарджента, демонстрирующий пышную грудь, глубокий вырез и массивную причёску, ассоциирующуюся с гибсоновскими девушками, 1905

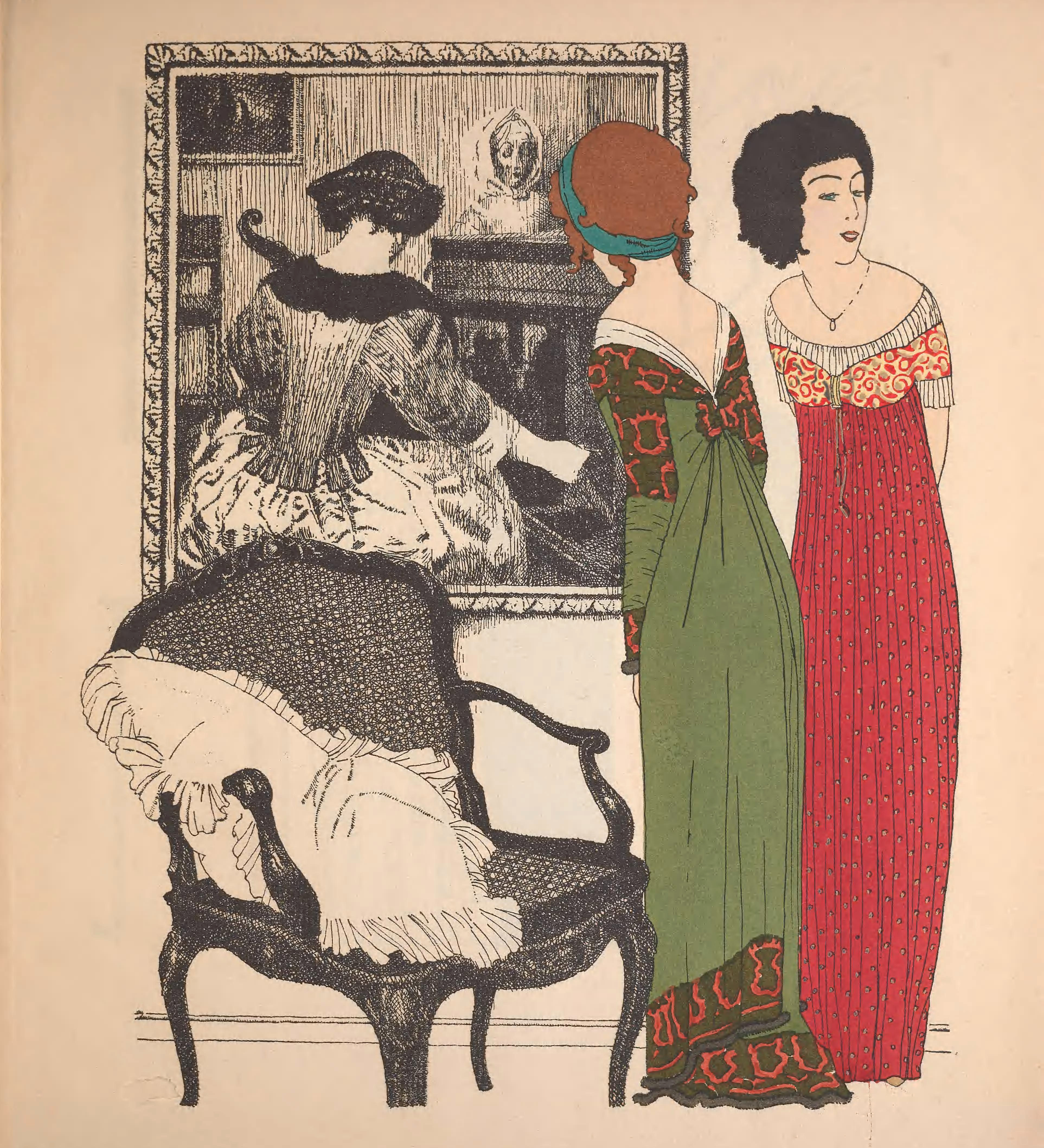
Новый силуэт, предложенные Полем Пуаре в 1908 году, стал радикальным новшеством

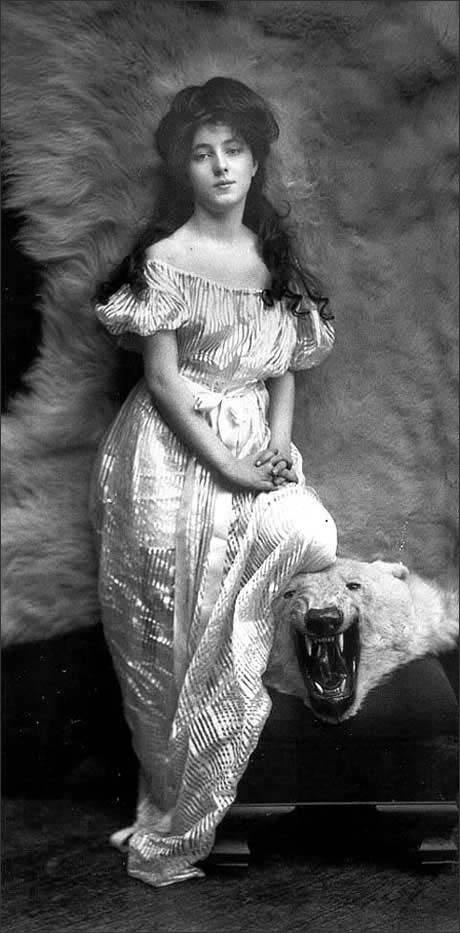
Эвелин Несбит на фотографии 1901 года, часть своих вьющихся волос собирала вверху, а остальные водопадом завитков рассыпались по её плечам

Турнюры исчезли, рукава стали увеличиваться и популярный в 1830-х годах силуэт «песочные часы» снова стал актуальным. Модный силуэт в начале 1900-х годов — уверенная женщина с пышной низкой грудью и пышными бёдрами. «Полезный для здоровья корсет» этого периода перестал сдавливать живот и создавал S-образный силуэт.
В 1897 году силуэт стал значительно тоньше и длиннее. Блузки и платья закрывались спереди наглухо и в начале XX века имели напуск впереди — «голубиную грудку» над узкой талией, скошенной наперёд. Талия часто подчёркивалась лентой или ремешком. Вырезы часто сопровождались очень высокими воротниками на рёбрах[уточнить].
Юбки волочились по полу, часто имели трены, в середине десятилетия даже у дневных платьев. Новый силуэт, с более широкой талией, подчёркнутым бюстом и узкими бёдрами начали представлять парижские модные дома. К концу десятилетия самые модные юбки укоротились до лодыжек. Силуэт в целом стал прямее, начав тенденцию, которая продлилась непосредственно до Первой мировой войны.
В начале 1910 года в обзоре богатых учениц выпускных классов частных женских школ Нью-Йорка утверждалось, что каждая выпускница в среднем тратила на одежду в год $556 (около $14 000 в ценах 2014 года), исключая нижнее бельё и потратила бы в четыре раза больше, имея неограниченный бюджет.
Нательным бельём, помимо корсета, служили нижние сорочки, панталоны и комбинации — предмет одежды, совмещавший в себе сорочку и панталоны. Женское бельё изготавливалось из лёгких тканей (хотя также изготовлялись и шерстяные дамские панталоны, в том числе вязаные, для тёплой погоды), нередко украшалось кружевами.
В качестве одежды для сна служила ночная рубашка, украшавшаяся кружевами, рюшем, лентами и бантами. Особо тщательно украшался верх переда. У многих из них был большой отложной воротник, узкий вырез, типичный в XIX веке, сходил на нет, и вырезы ночных рубашек были более открытыми, квадратной, круглой или V-образной формы. Покрой был свободным и широким, помимо ночных рубашек с длинными рукавами, также изготовлялись и с короткими, носившиеся в тёплую погоду. Материалом для изготовления служили фланель, хлопок, лён, батист, нансук и шёлк. Согласно книге «The heritage of dress; being notes on the history and evolution of clothes», изданную в Лондоне в 1907 году, авторам был известен по крайней мере один случай ношения одной молодой леди мужской пижамы вместо ночнушки. Пожилые женщины, ложась спать, надевали чепцы, в то время как женщины средних лет и девушки спали с непокрытой головой.

### Спортивная одежда и одежда на заказ
Непритязательную, шитую на заказ одежду надевали для мероприятий на свежем воздухе и путешествий. Английская блузка, женская блузка покроя мужской рубашки с высоким воротником, стала повседневной дневной одеждой и униформой работающих женщин. Шерстяной или твидовый костюм состоял из юбки длиной до лодыжки и соответствующего ей жакета, модницы носили его с лисьим мехом и огромными шляпами. На рубеже столетий получили популярность два новых головных убора: мотоциклетная вуаль для вождения автомобилей и матросская шляпа-канотье с широкими полями для тенниса, велосипедных прогулок и игры в крокет. Для занятий спортом женщины могли носить куртку-норфолк в комплекте с юбкой.

### Одежда для плавания
Как и в случае с мужской одеждой для плавания, женские купальники, состоявшие из шорт и блузки, по современным меркам были довольно закрытыми: обязательно закрывали плечи и колена (хотя были шорты, доходившие и выше колен, а иногда и до середины бедра), из-за чего блуза имела короткие рукава (в некоторых моделях «вздутые»), а также некое подобие юбочки. Также к купальному костюму прилагались длинные и неяркие чулки (в США купальщицы на смешанных пляжах носили чёрные чулки, в отличие от, например, Англии; однако в начале 1900-х американки перестали их носить), закрывавшие ноги, лёгкие туфли на шнуровке (англ. bathing shoes, bathing slippers) и чепец, благодаря которому причёска не намокала. Для подгонки на фигуре блузка опоясывалась тканым ремешком. Как правило, купальники красились в яркие цвета: например, синий, однако более консервативные женщины носили купальники тёмных цветов, например, чёрного, а также меньше отделанных. Некоторые модели имели вшитый кусок полосатой ткани, имитировавший тельняшку и матросский воротник. Купальники изготавливались из шерсти, из-за чего в них было неудобно плавать, но предполагалось, что в море женщины лишь будут прыгать через волны, держась за веревку, прикрепленную к буйку, хотя, тем не менее, купальники данной декады были гораздо удобнее и легче, чем середины-конца XIX века, результатом эволюции которых и были купальники данного десятилетия. Также купальник изготавливался из мохера или тафты. На создание костюма уходило около 8,2 м ткани. Находясь на пляже, женщины носили поверх купальника халат: чтобы окунуться в воду, снимали его, а выходя на берег, вновь надевали.
Купальники 1900-х укоротились в сравнении с XIX веком не в последнюю очередь из-за развития спорта. Поскольку из-за громоздкости купальников XIX века многие женщины не умели плавать, существовали специальные советы мужчинам для обучения женщин плаванию. Подобные советы, в частности, публиковались в журнале «Outing». Также ещё с XIX века существовали специальные «купальщики» и «купальщицы», приставленные к пляжам и обучавшие плаванию. Те, кто не смогли купить или сшить купальник самой, могли арендовать его за небольшую плату, наравне с другими пляжными принадлежностями вроде полотенец. Подобная практика, в частности, существовала и в России.
В 1905 году австралийская пловчиха Аннетта Келлерман разработала облегающий купальник (англ. figure suit), позволяющий без стеснений и с большими удобствами заниматься плаванием и другими водными видами спорта. В 1907 году она приехала в Бостон, чтобы принять участие в постановке водевиля с элементами синхронного плавания «Ныряющая Венера» (в этом году в США как раз разрешили купаться без шляп и перчаток), за что тут же была оштрафована полицией за появление в непристойном виде и затем отстранена от постановки. Вновь она была допущена только тогда, когда она приделала к купальнику длинные рукава и высокий воротник и надела чулки. Позднее, после того как она устроила заплыв на пляже Ревир-Бич (штат Массачусетс) в своём купальнике, она была арестована. На суде Келлерман была вынуждена доказывать пользу своего костюма. Тем не менее, за основу купальника Келлерман был взят новый купальник для пловчих-участниц Олимпийских игр 1912 года. Вскоре после скандала Келлерман запустила в производство свою линию купальников, которые стали очень популярны, особенно в следующем десятилетии. Российский журнал мод «Модный курьер» (№ 11 за 1907 год) так описывает подобный женский купальник:

В виду того, что обыкновенные купальные костюмы для плаванья не удобны, в этом году изготовляются специальные костюмы для плаванья; эти костюмы имеют большое сходство с мужскими купальными костюмами.
Рис. № 29 представляет собой практичный костюм из трико (шерстяной ткани). Шейный вырез обшит узенькой обшивкой с елочкой. Костюм застегивается на плечах.
— №№29-31. Костюм и чепчики для плаванья // «Модный курьер»: журнал моды, хозяйства и литературы с премиями: издание для портних. — СПб., 1907. — № 11. — С. 83.

### Расцвет высокой моды
Десятилетие также отмечено полным расцветом парижской «высокой моды» как законодателя стилей и силуэтов для женщин любого класса. Модельеры направляли одетых по последней моде манекенщиц на скачки на ипподром Лоншамп, а фотографы определяли создателей конкретных образов.
В 1908 году Кало Сер (фр. Callot Soeurs), Мадлен Вьёне (фр. Madeleine Vionnet) из модного дома Жака Дусе, и Поль Пуаре предложили новый силуэт. Стили назывались по-разному: Merveilleuse (фр. щегольской), Directoire (фр. директория) и Empire (фр. империя), отсылая к французской моде эпохи ампира начала XIX века, на которую походили их узкие юбки и завышенные талии.
Новые стили отличались облегающим силуэтом с завышенной талией или вовсе неприталенным, длиной юбок до лодыжки и длинными, похожими на туники жакетами, требовали особого «прямолинейного» корсета. Парижский корреспондент журнала «Vogue» описывал новый облик как «всё более и более прямой… объём бюста меньше, объём бёдер меньше, а объём талии больше… До чего тонкий, до чего изящный, до чего элегантный…!»[уточнить].
В России, где женская мода, помимо Парижа, также ориентировалась на Вену, главным и самым престижным домом моды был петербургский дом французской семьи Бризак (всего в Петербурге в 1900-е гг. существовало около 120 модных домов и ателье), открытый в 1855 году, бывший постоянным поставщиком императорского двора (за всю историю дома лишь две клиентки не принадлежали к царской семье: это были Анна Павлова и Анастасия Вяльцева) и в котором работало около 60 портних. На данный момент сохранилось лишь пять платьев, выпущенных домом Бризак. Другими известными петербургскими домами моды были дом Ольги Бульденковой (также бывший поставщиком императорского двора) и дом Гиндус. Самым известным модельером была Надежда Ламанова, также бывшая поставщицей императорского двора, в частности, создавшая костюмы для большого бала 1903 года, а уже после революции создавшая несколько неповторимых коллекций, получивших высокую оценку от советской власти и стала основоположницей советского дизайна и конструирования. Ламанова предпочитала работать в технике наколки, или муляжным способом, когда ткань накалывается на манекен булавками, без использования плоской выкройки. Этот метод является вершиной портняжного мастерства, и до сих пор модели от-кутюр выполняются в этой технике.
В отличие от европейских стран, где цветовая гамма была преимущественно неярких цветов, в России были популярные насыщенные и яркие цвета: малинового, лилового, всех оттенков красного. Однако на улице яркую одежду не носили.

### Причёски и шляпы
В середине десятилетия носили огромные широкополые шляпы, отделанные множеством перьев (выше всего ценились перья страуса, цапли и райской птицы) и иногда даже украшенные чучелами птиц (например, те, кто мог себе это позволить, украшались чучелами самцов колибри) или декорированные лентами и искусственными цветами. В моде были массы вьющихся волос, закреплённые сверху (при необходимости, на подушечках из конского волоса, которые назывались «крысами») и собранные в узел[уточнить]. Большие шляпы надевали к вечерней одежде. Женщины среднего достатка носили шляпы более скромные и размером поменьше.
К концу десятилетия шляпы получили свисающие вниз небольшие поля, которые затеняли лицо и низкие тульи. Общий эффект тяжеловесности остался.
Главным требованием к шляпам этого десятилетия было то, чтобы она едва держалась на голове и касалась прически, и было совершенно незаметно, как она прикреплена. А крепились они с помощью проволочного каркаса шляпы.
В 1908 году французской модисткой и дизайнером Каролин Ребу была создана шляпка-клош, напоминающая колокол. «Звёздный час» данного фасона шляпок настанет в 1920-е годы.
Незамужние девушки в России зачастую носили косы, завязывавшиеся чёрным, а по праздникам и походам в театр — белым бантом.

### Обувь
Обувь была узкой и зачастую на ней делался акцент. Её отличал оттянутый мысок и средней высоты каблук. Производились и были доступны модели со шнуровкой, пуговицами и лакированной кожей. Существовала обувь на любой случай: туфли на шнурках для строгих костюмов, туфли-лодочки с ремешками для праздничных выходов или лакированные лодочки с перламутровыми пряжками и, наконец, боты, часто отороченные мехом для спасения от холода при поездках в экипажах зимой.

### Аксессуары
Женские перчатки доходили до локтя.

### Галерея стиля 1900—1906 годов

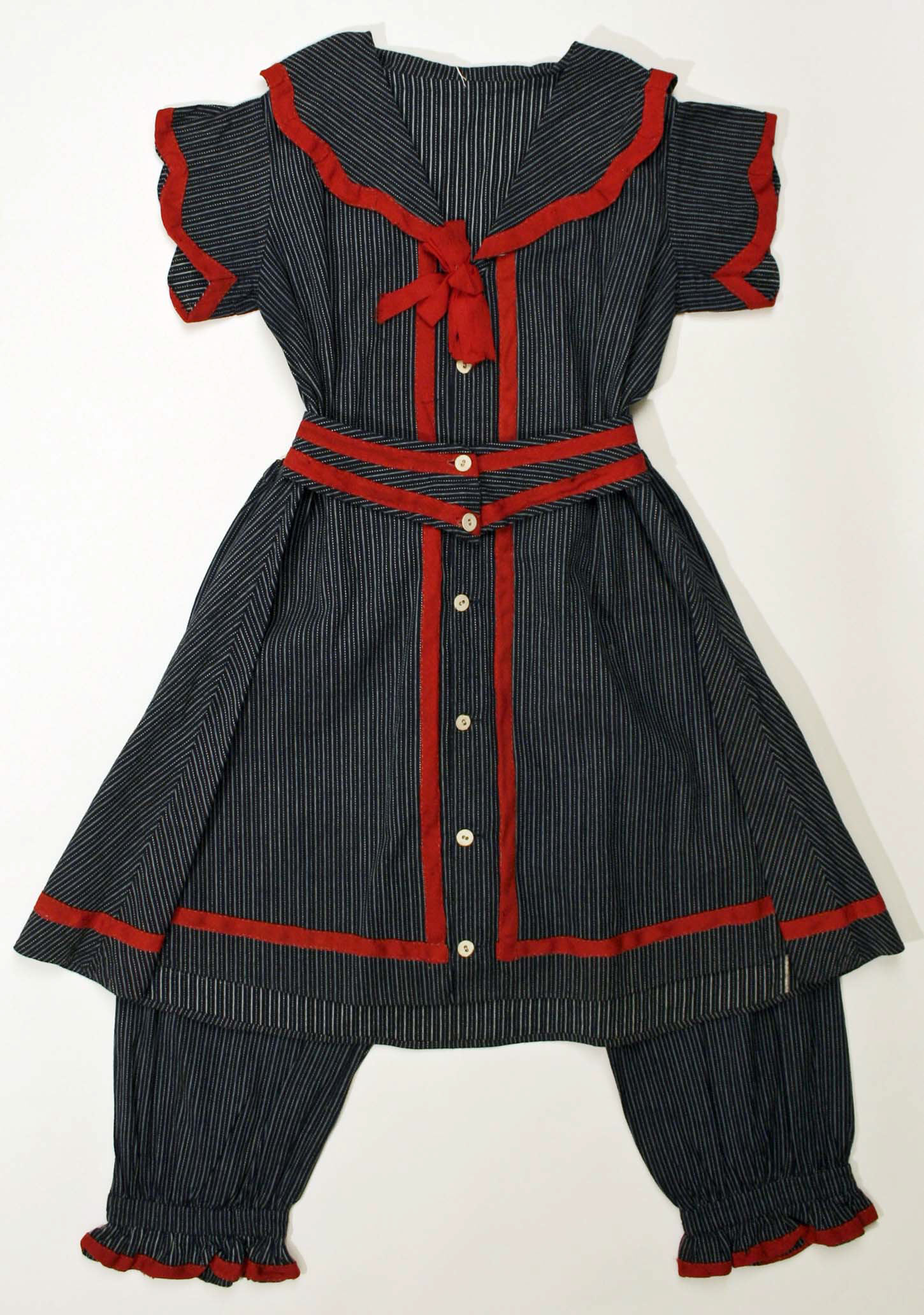
Купальник, 1900-е годы, Великобритания, 1900-е годы. Из собрания Метрополитен-музея (Нью-Йорк).
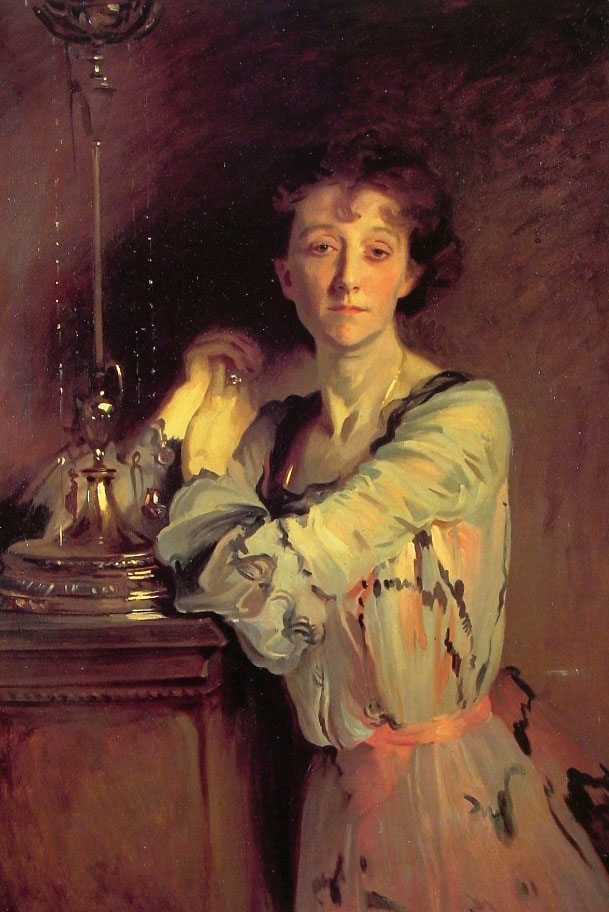
Портрет Ады Рассел, Джон Сарджент (1900). Ада одета в полупрозрачное платье из ткани с узором с напуском спереди над мягкой поясной лентой. В то время такое платье называлось «чайным».
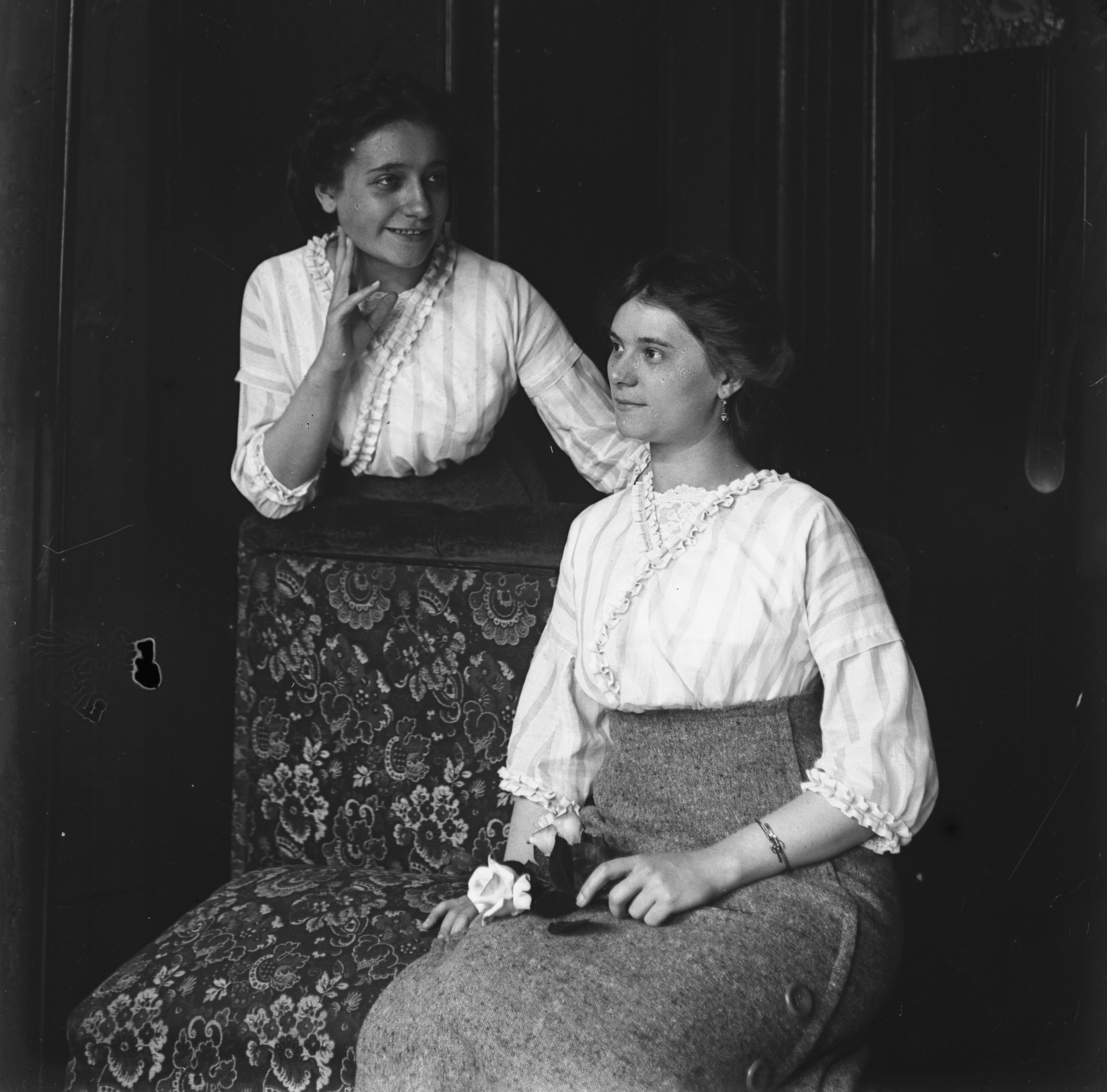
Фотография двух женщин, 1901 год
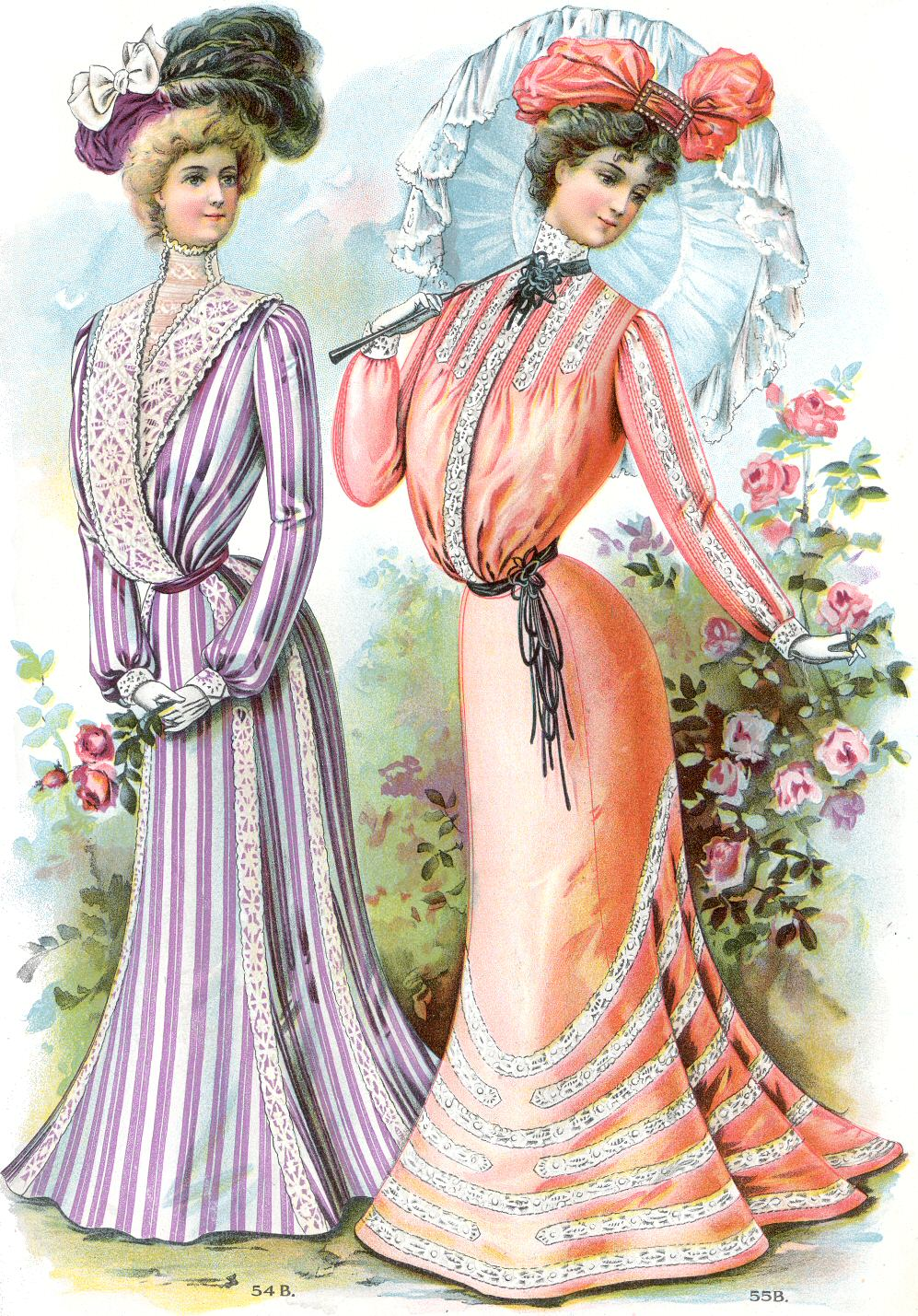
Модная иллюстрация лета 1901 года демонстрирует скошенную талию, лиф «зобастый голубь», маленькие вырезы и большие шляпы, украшенные лентами.
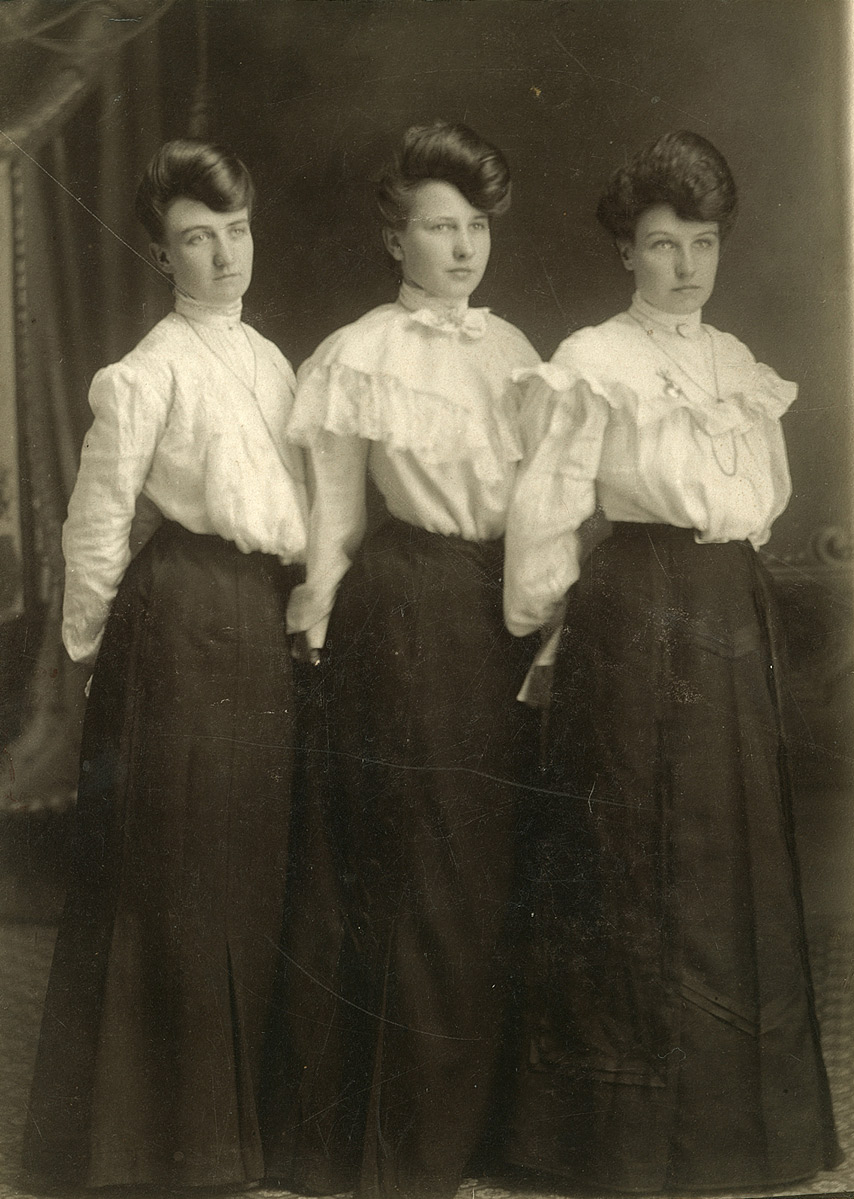
Сёстры Спенсер, около 1902 года. Они одеты в английские блузы с «голубиной грудью» и юбки-колокола. Подобные юбки были основой одежды для среднего класса.
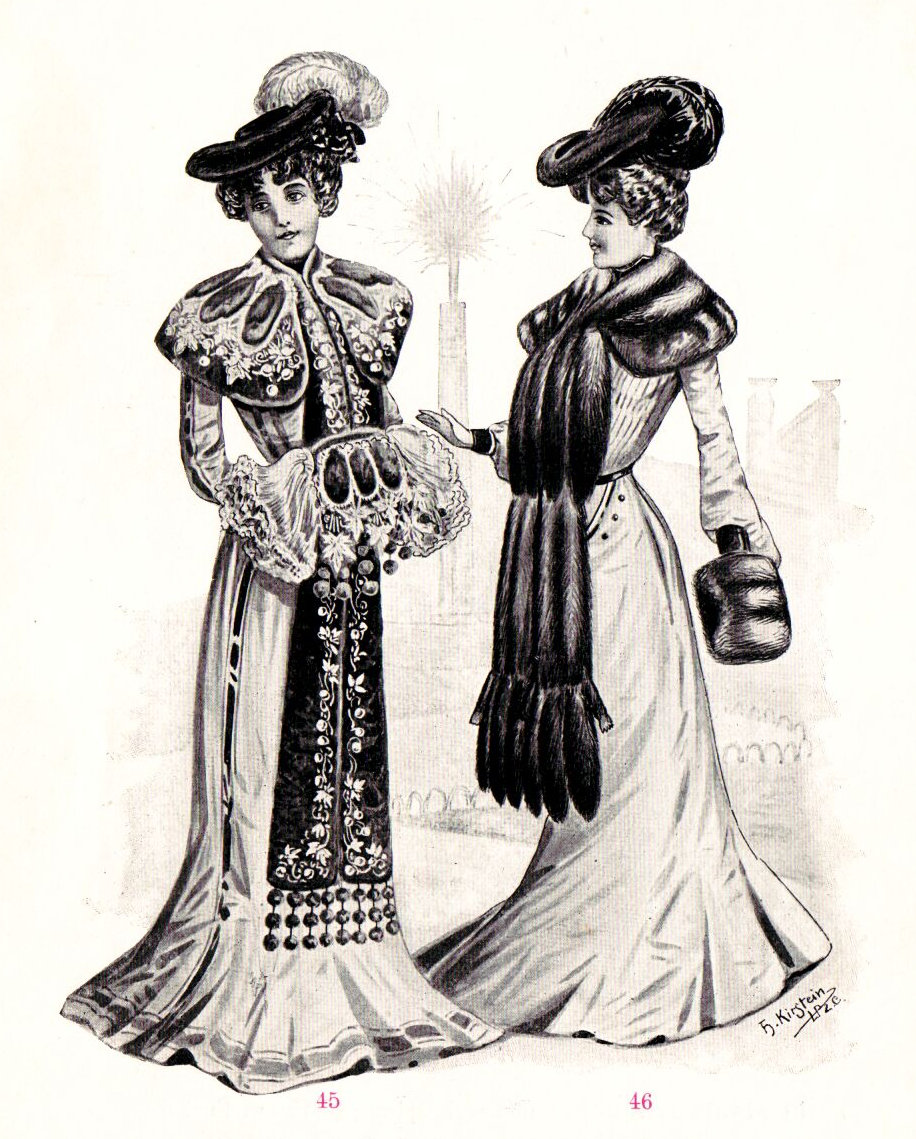
Фасоны меховой одежды из немецкого каталога 1902-1903 гг., на даме справа — палантин из куницы-белодушки, в руках такая же муфта; на даме слева — палантин из меха крота и ондатры.
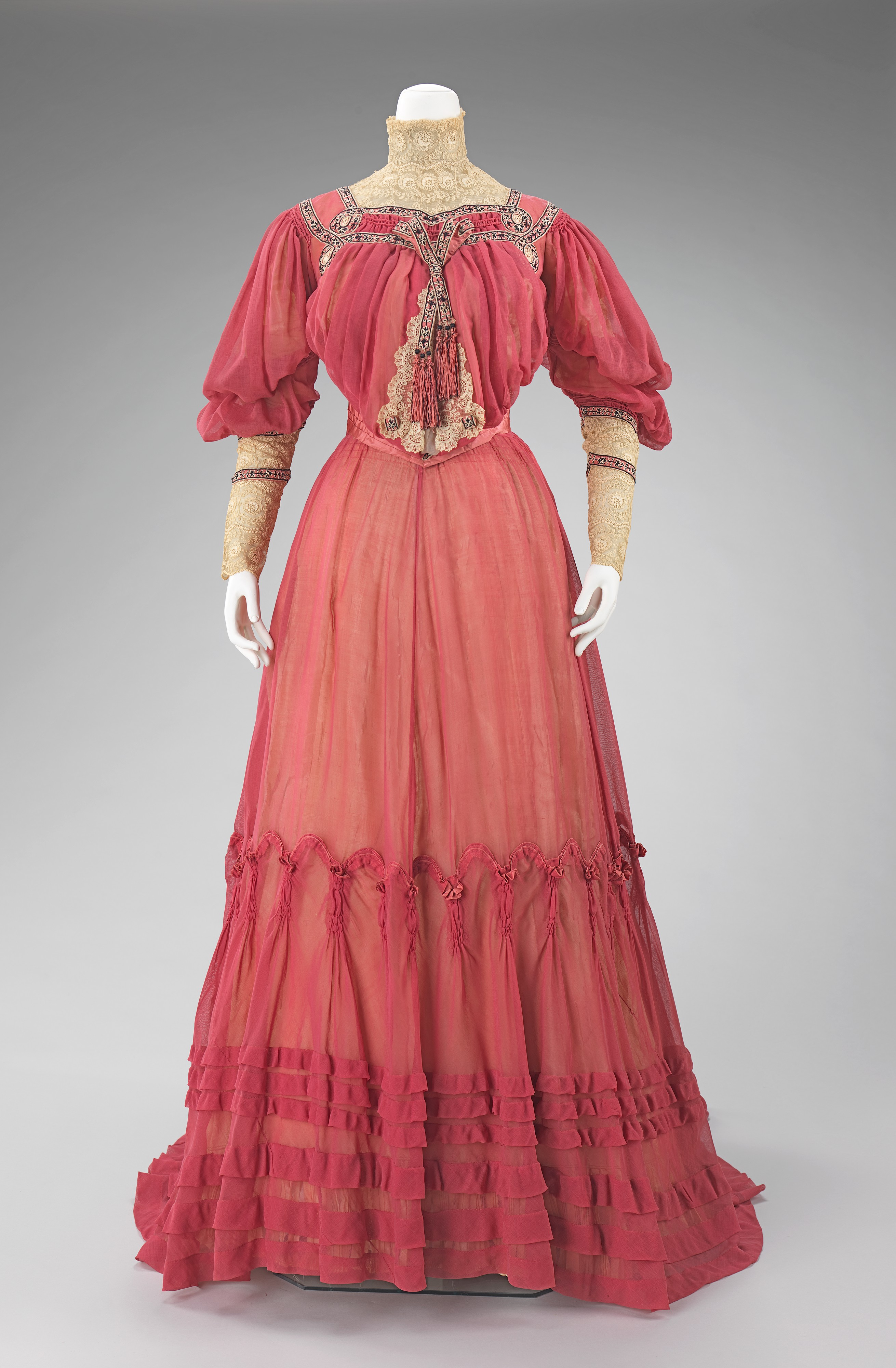
Дневное платье, 1903 г., из экспозиции Метрополитен-музея.
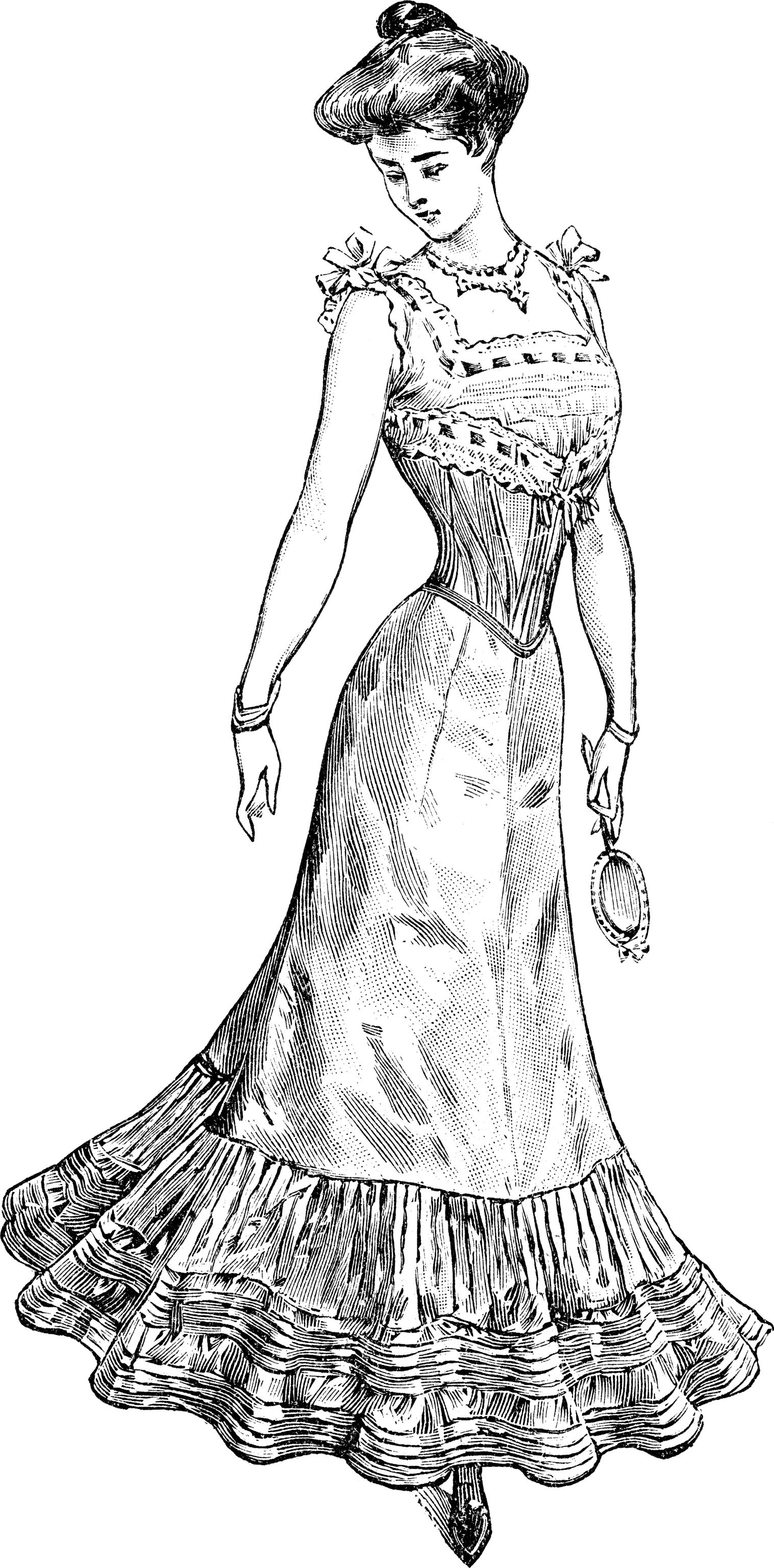
Нижнее бельё (камисоль (или, вероятнее, верхняя часть комбинации), корсет, нижняя юбка-колокол), 1903-04 гг.
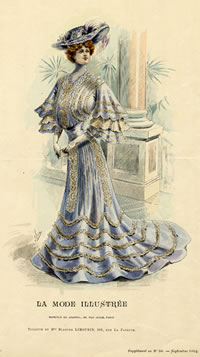
Цветная вклейка изображает послеобеденное платье с треном из лёгкого тонкого материала, произошедшее от чайного платья, к которому надевают широкополую шляпу и перчатки, 1904 г.
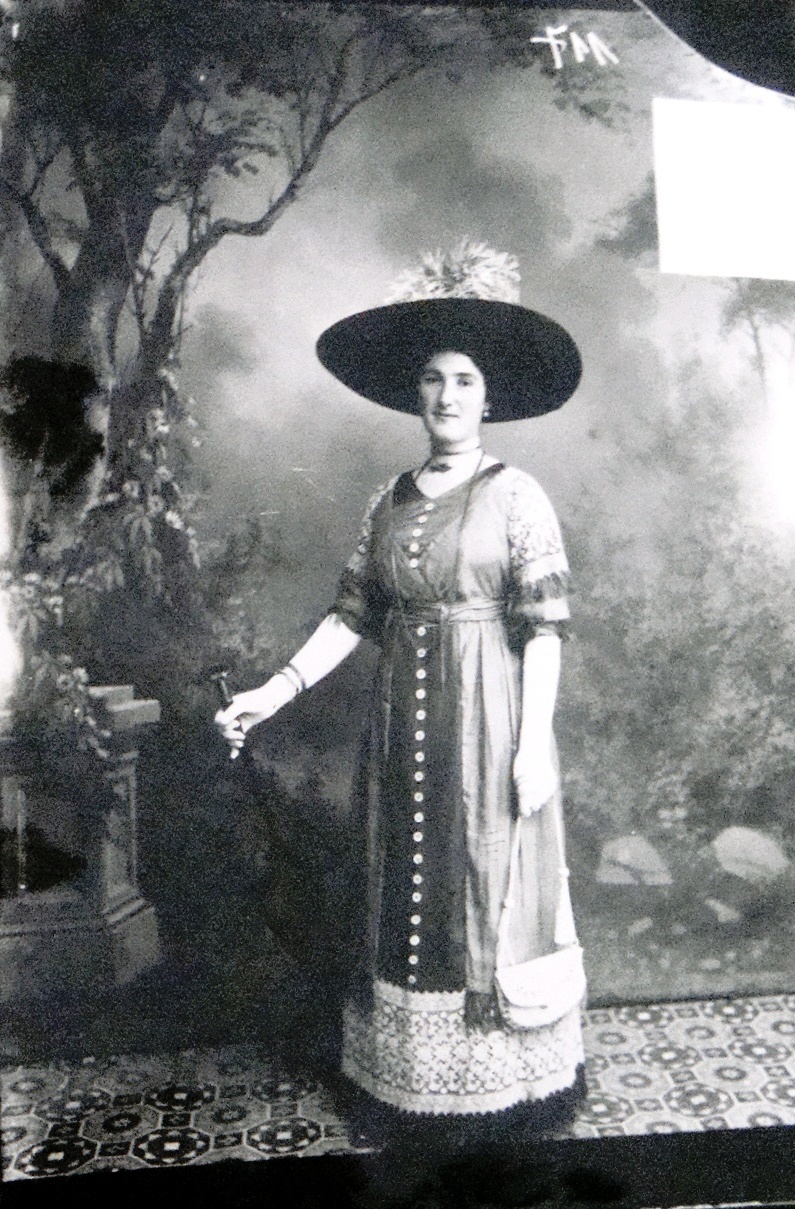
Жительница Монастира (Османская империя, ныне Битола, Северная Македония), фотография братьев Манаки, 1904 г.
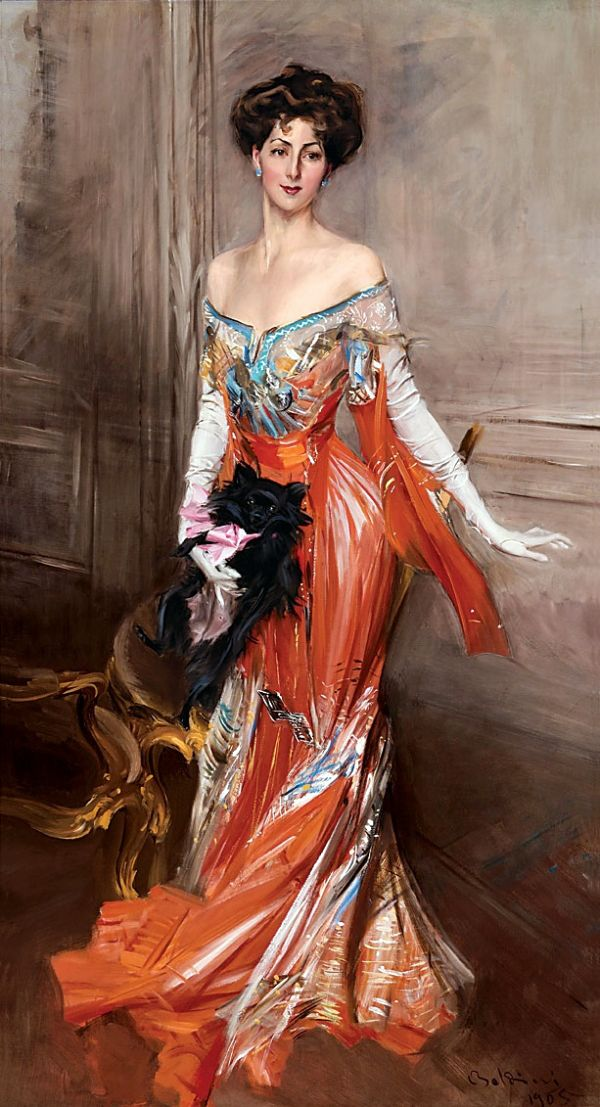
Портрет Элизабет Уортон Дрексел, 1905 г., надето оранжевое вечернее платье с открытыми плечами и длинные перчатки
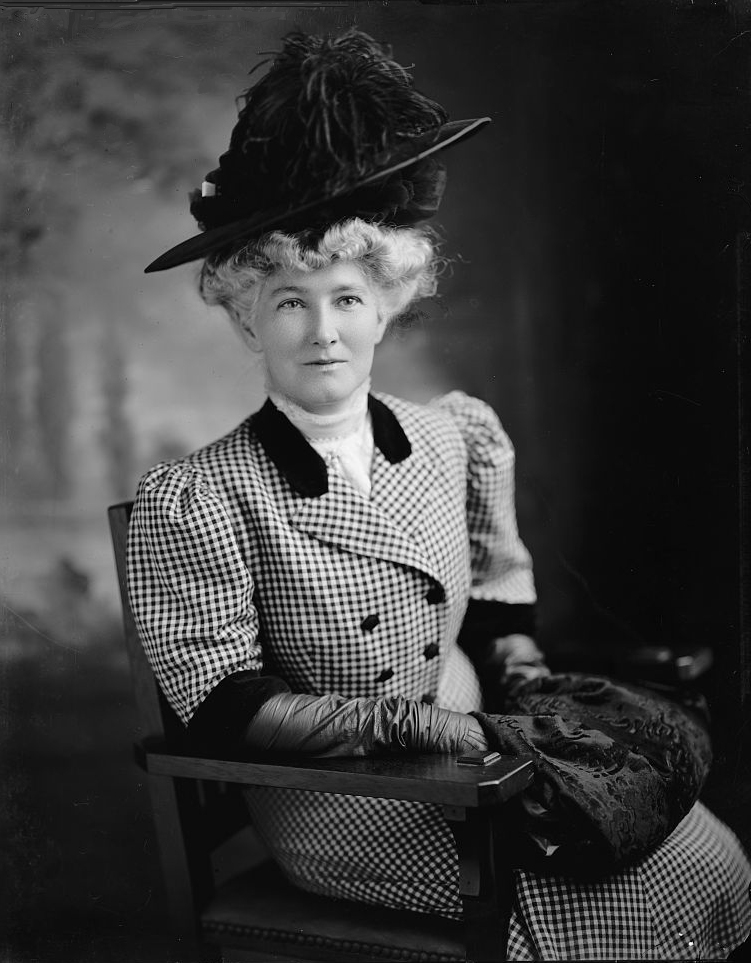
Джейн ван Миддлсворт Беллис Суза, жена Джона Филипа Суза, «короля маршей», фото около 1905 г. На ней надет клетчатый костюм с рукавами до локтя и длинными перчатками, в руках она держит ридикюль-муфту.
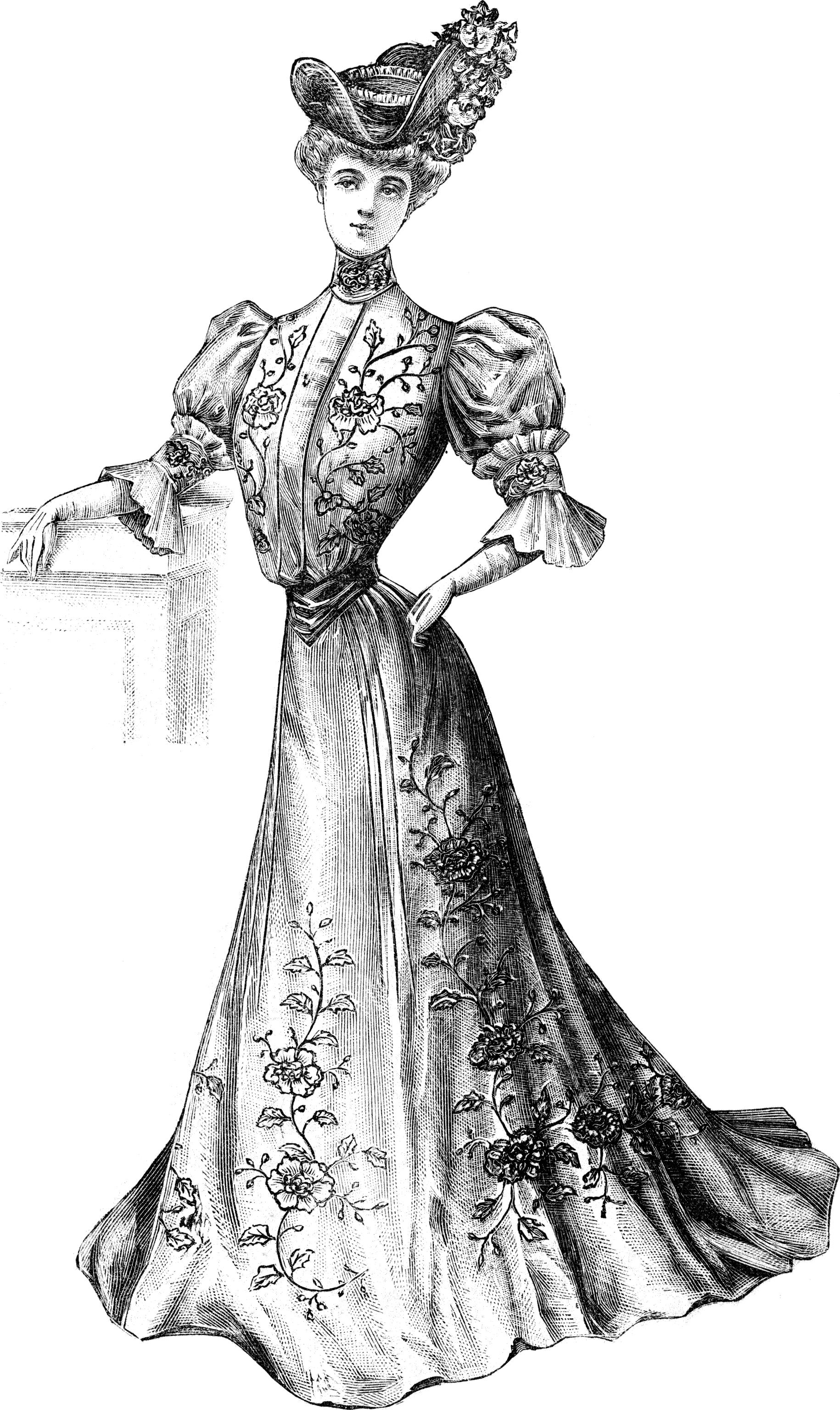
Французское платье 1906 года, отделанное вышивкой или ажурными басонами. Пола широкой шляпы загнута вверх с одной стороны. Рукава до локтя сопровождаются перчатками.
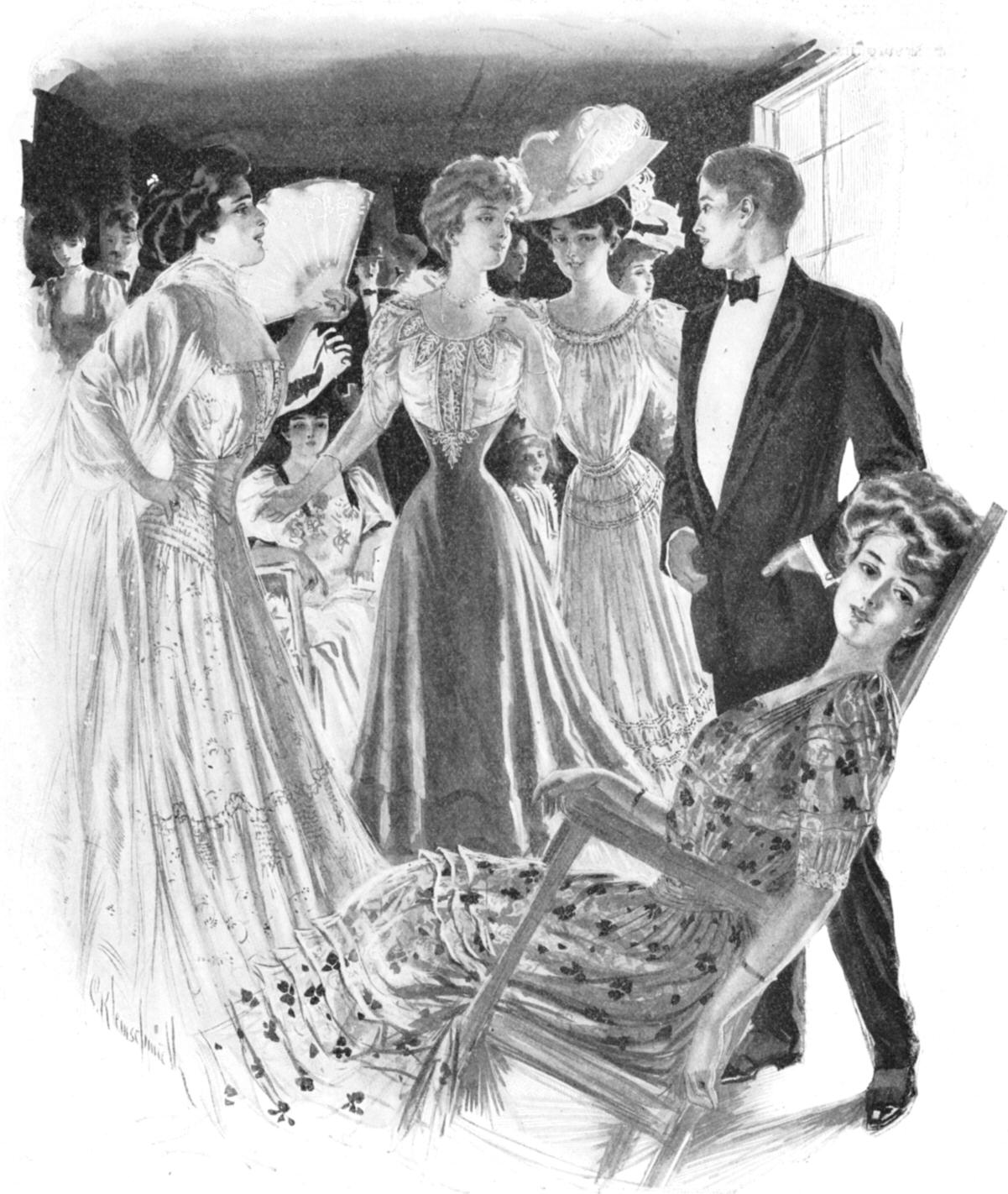
Модные летние вечерние платья в 1906 году имели короткие рукава или длиной в три четверти. Некоторые дамы носили шляпки, а мужчины надевали смокинги.

### Галерея стиля 1907—1909 годов

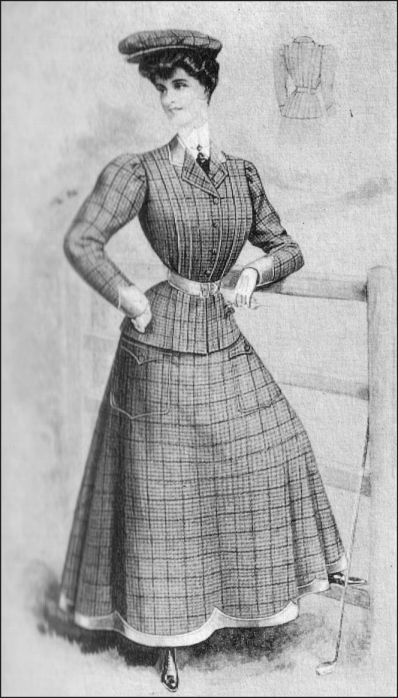
Костюм для гольфа 1907 года, состоит из строгого жакета и юбки длиной до лодыжек с накладными карманами.
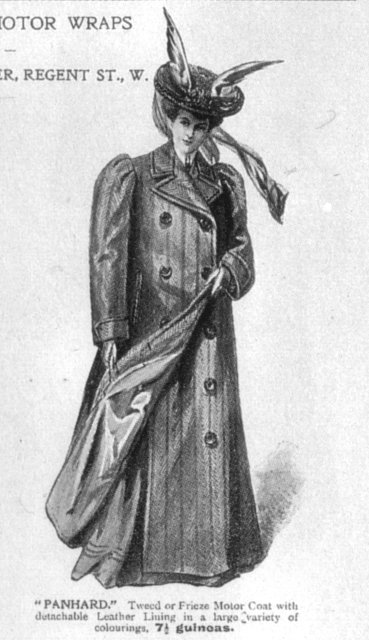
Пальто для вождения автомобиля носилось с модными шляпами, обёрнутыми вуалью, крагами и зачастую — защитными очками, 1907 год.
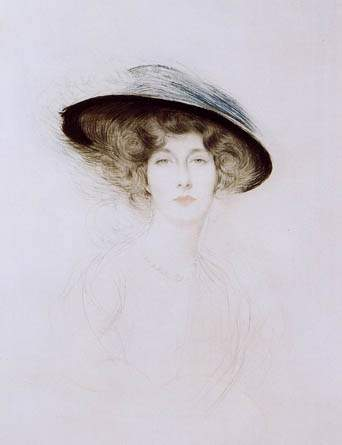
Портрет Лианы де Пужи 1908 года кисти Поля Эллё.
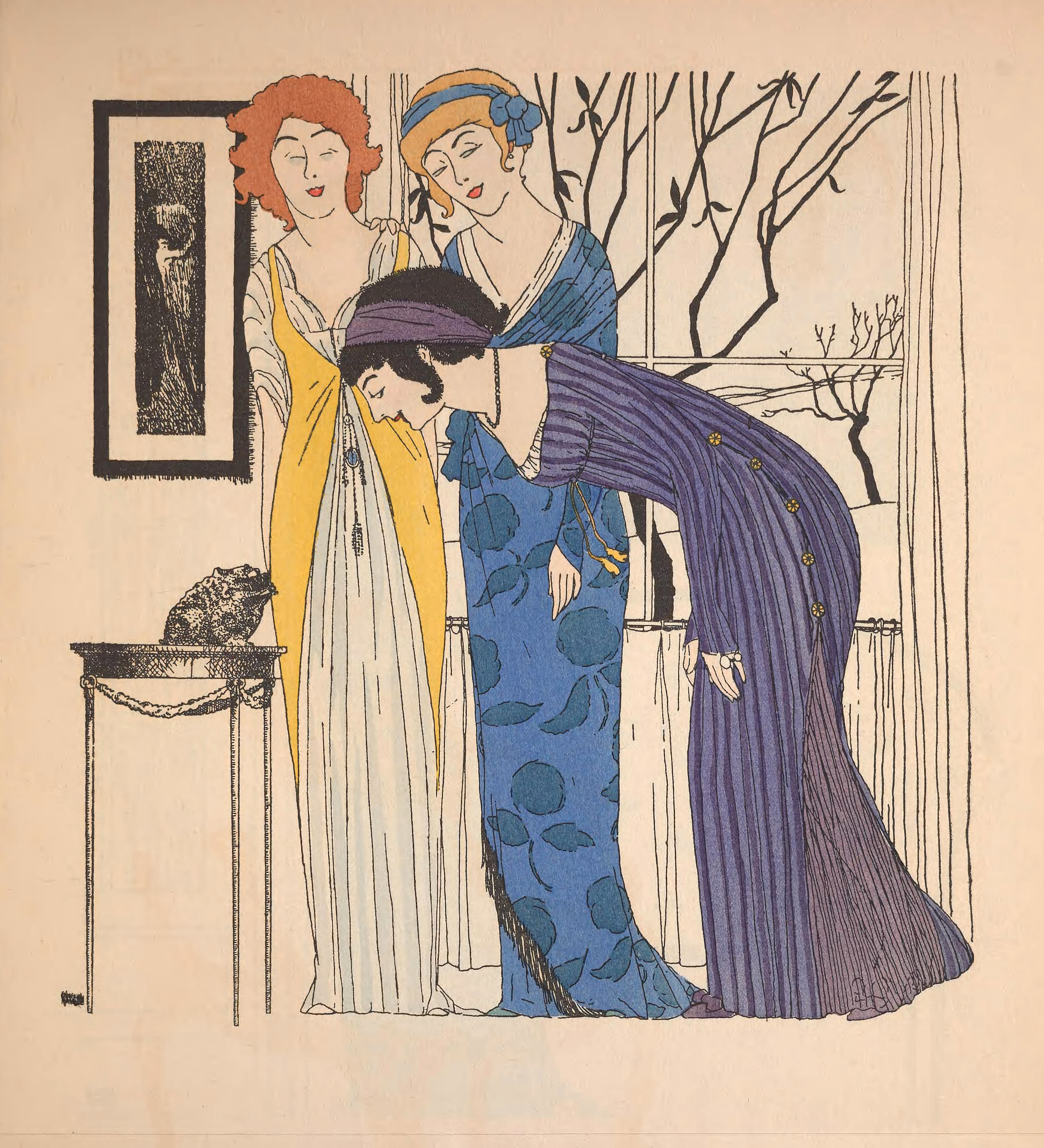
Платья Поля Пуаре открывают путь новому силуэту, завышенной талии и узким юбкам до лодыжек, 1908 год.
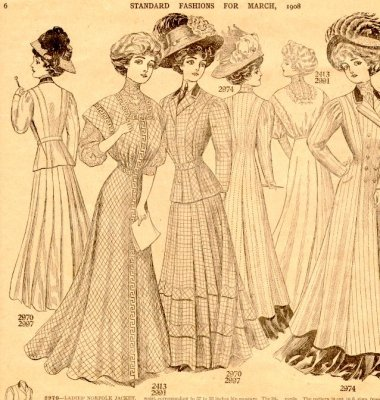
Газетная вставка за 1908 год демонстрирует более консервативный крой, нежели последние парижские моды, но талии располагаются выше, фигура тоньше и более прямая, чем в первую половину десятилетия.
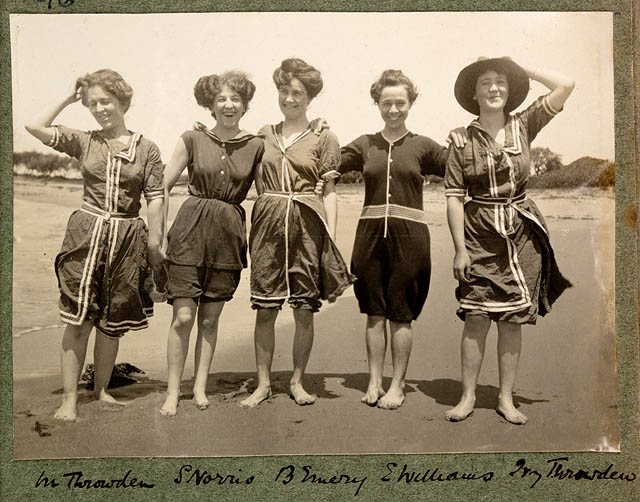
Купальники 1908 года
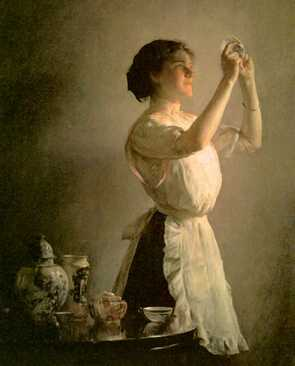
Фартук, верх скроен по фасону с голубиной грудкой, 1909 год.
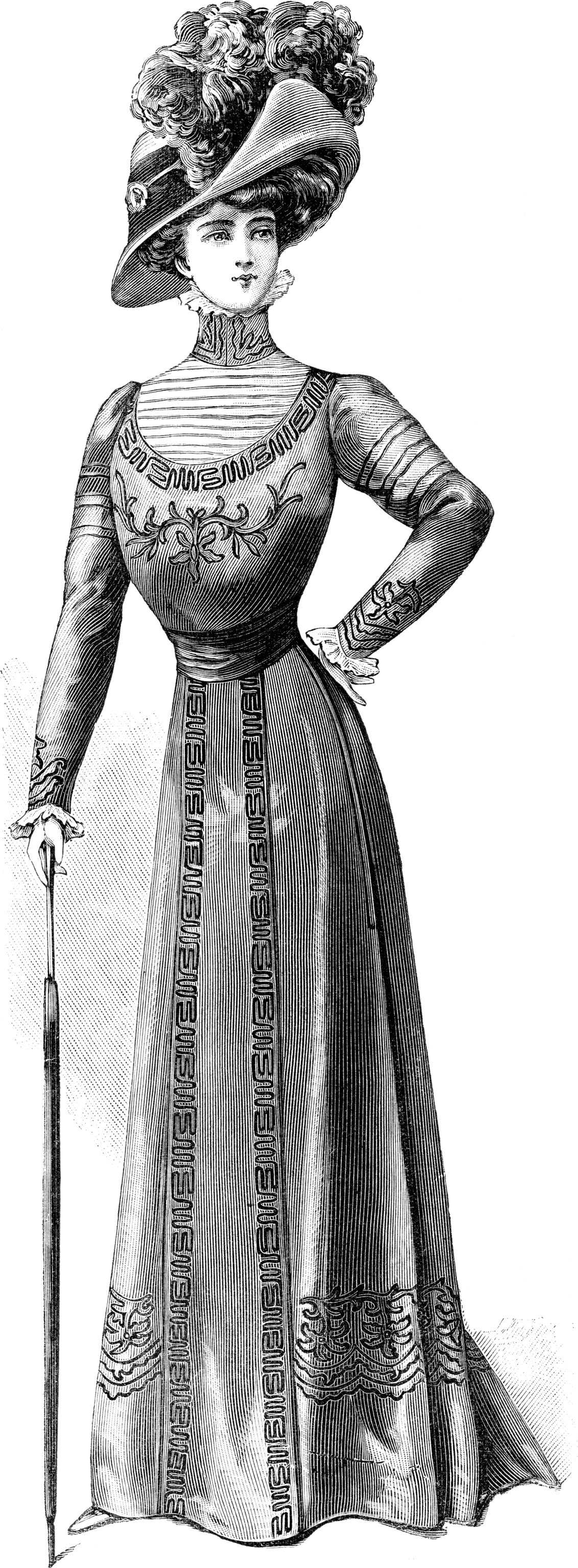
Костюм высокой моды 1909 года имеет узкий силуэт. Лиф прилегает к телу, хотя талия по прежнему скошена, а тулья шляпы высока.
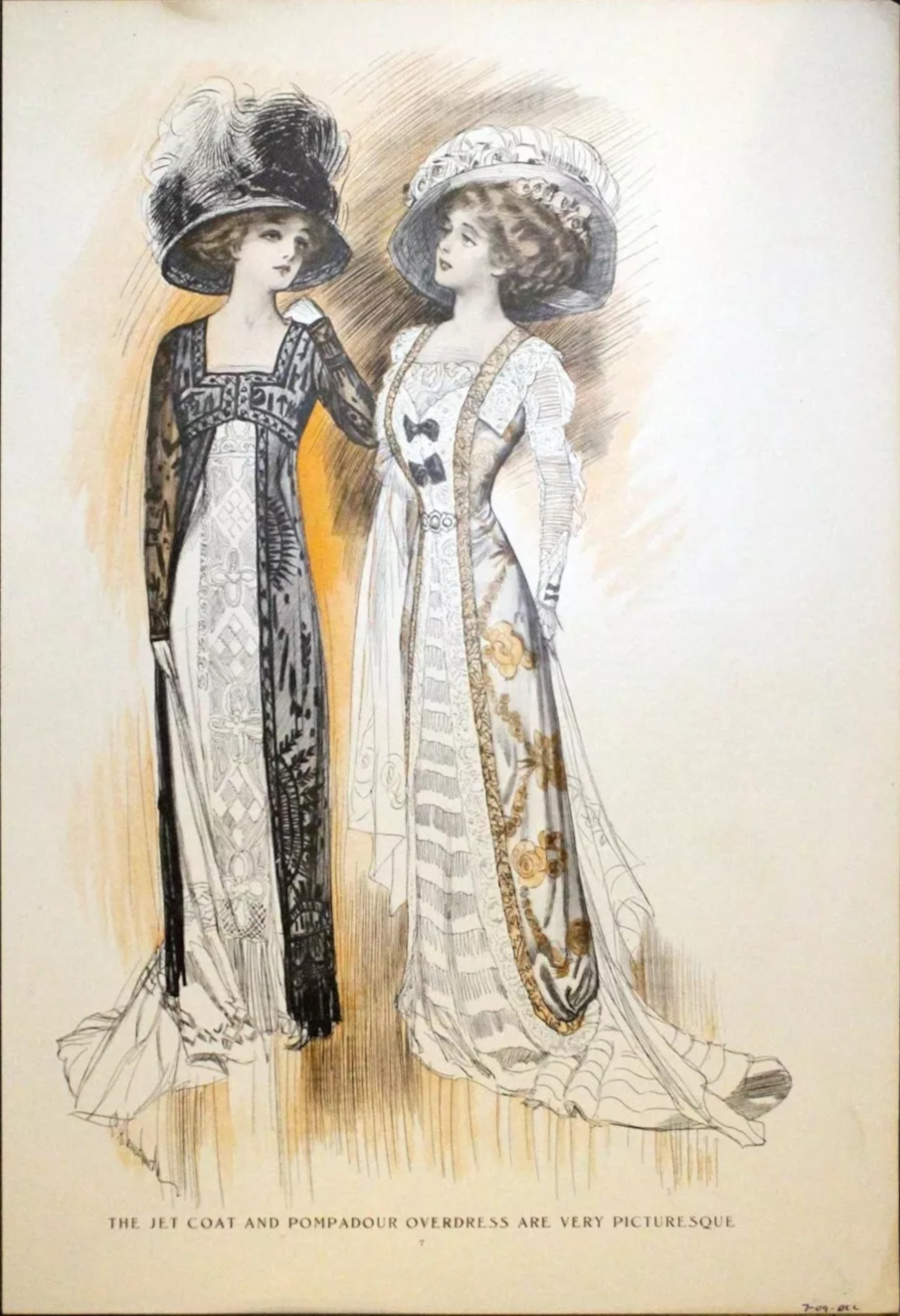
Платья 1909 года с завышенной талией сочетаются с высокими шляпами.
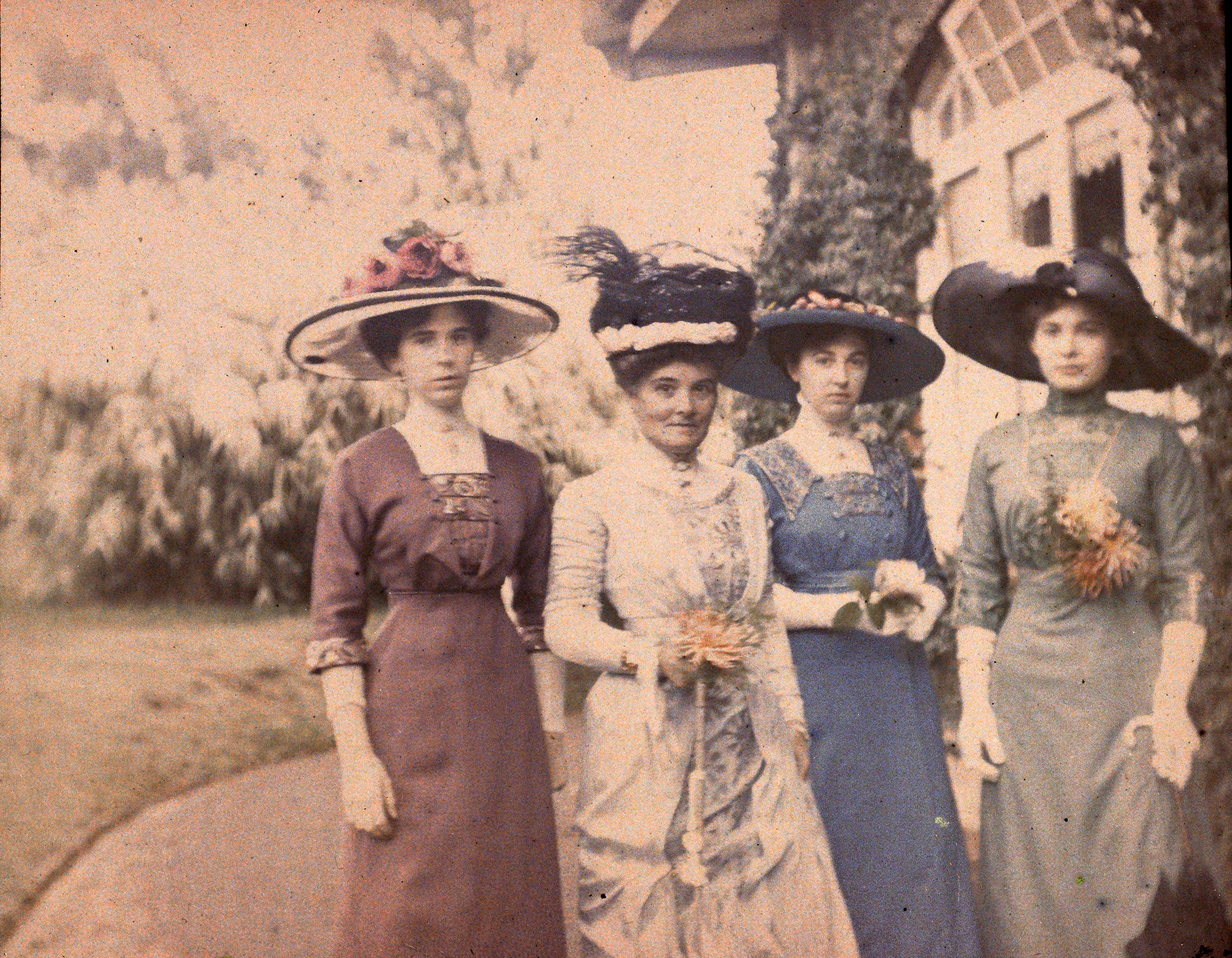
Жена и дочери австралийского издателя Уильяма Галлика (англ. William Gullcik), автохром 1909 г.

### Галерея женской моды в России

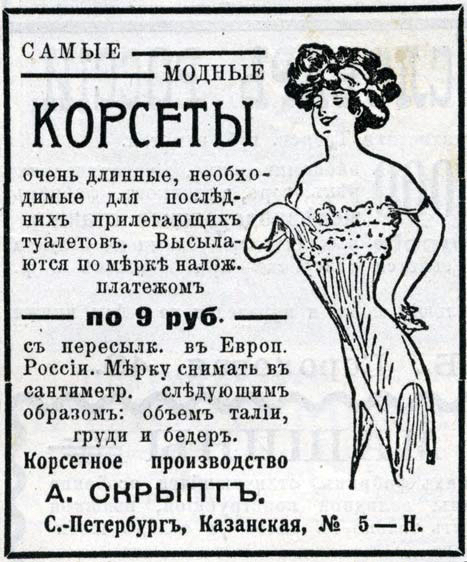
Реклама корсетов, ок. 1900 г.
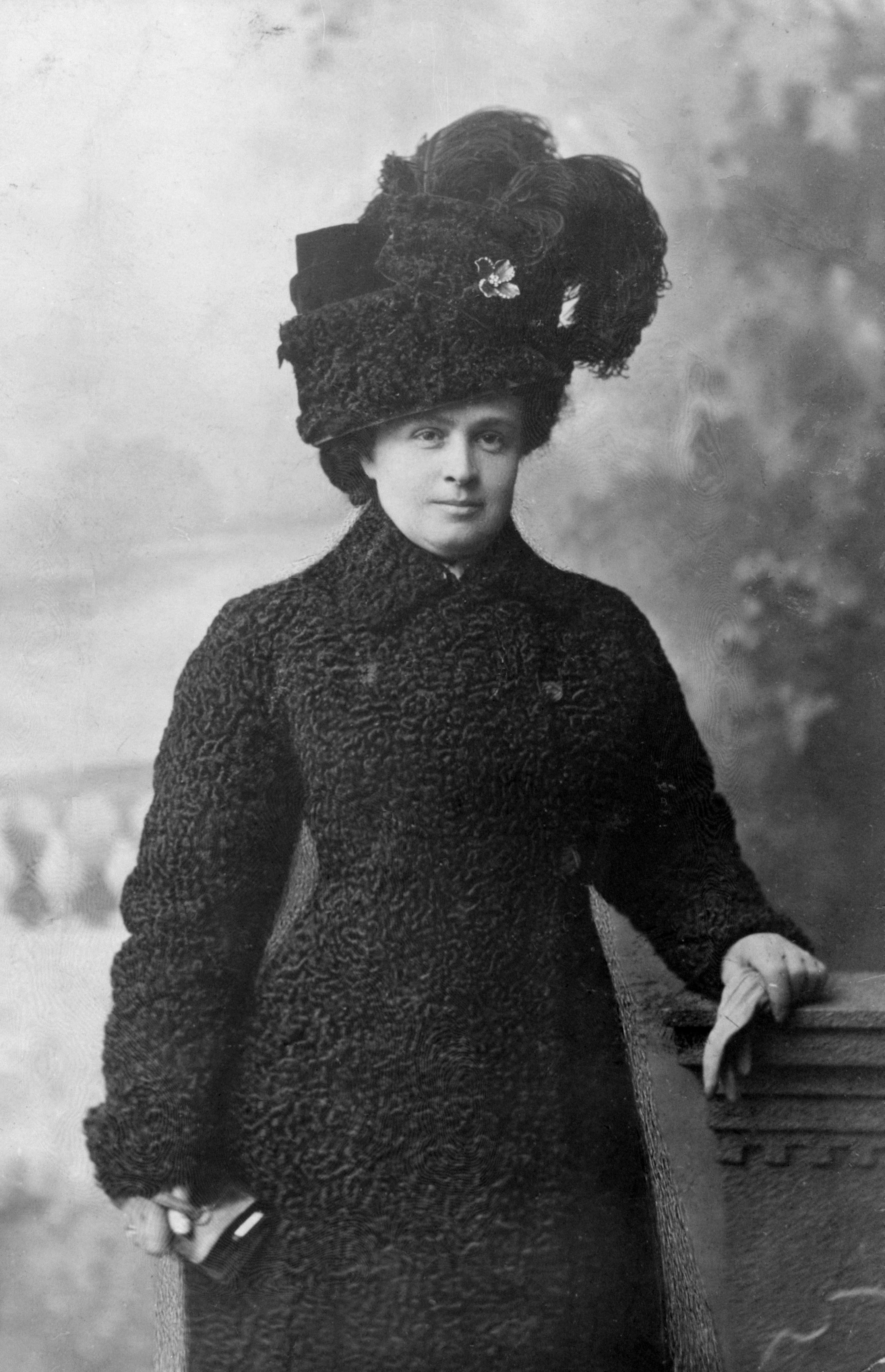
Горожанка в зимней одежде, Гродненская губерния, ок. 1900 г.
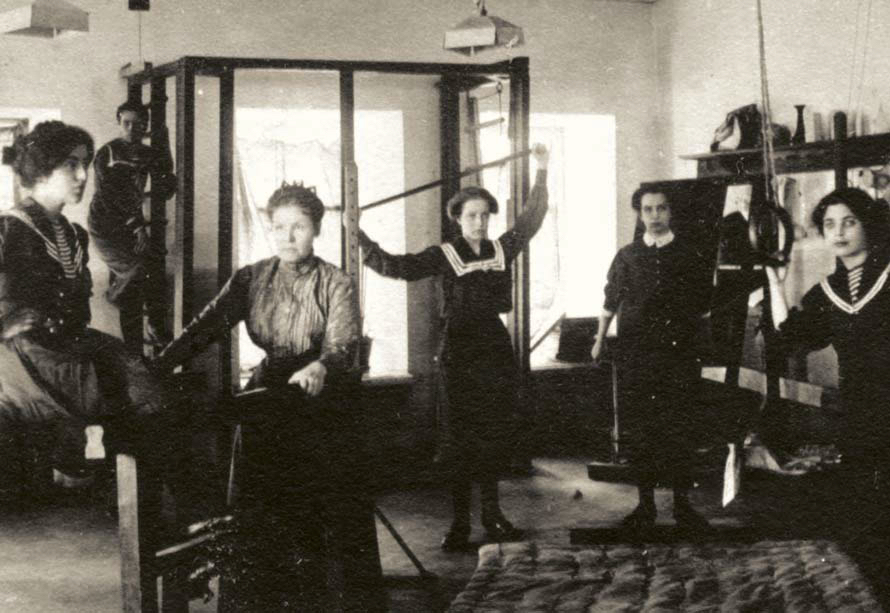
Гимназистски занимаются спортом в матросках, 1900-е
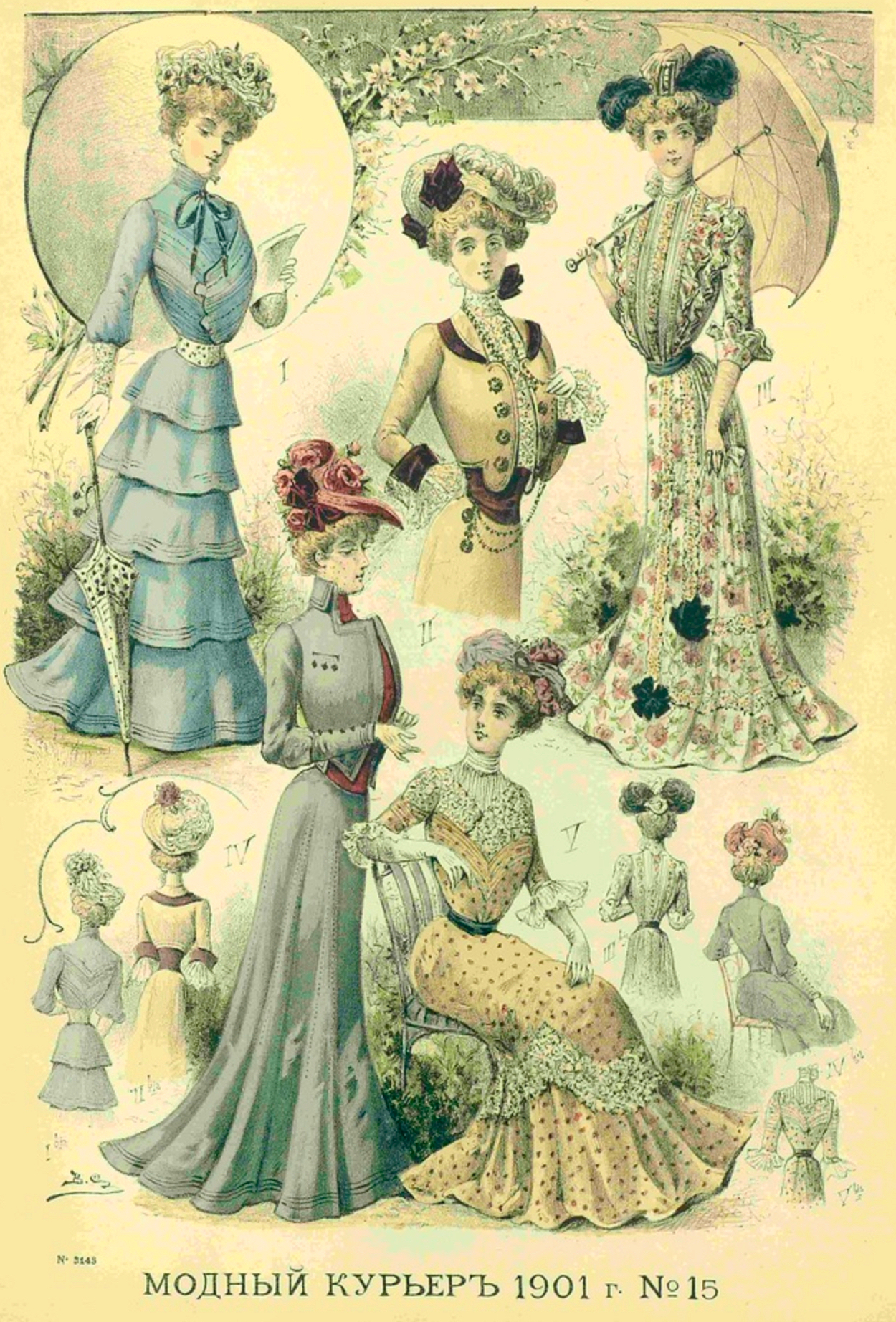
Журнал «Модный курьер», 1901 год
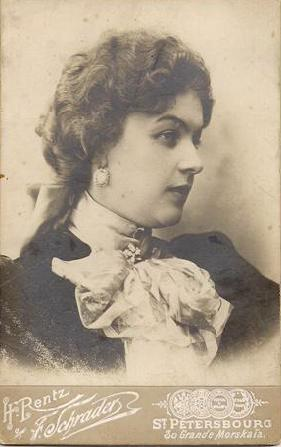
Анастасия Вяльцева, 1903 год
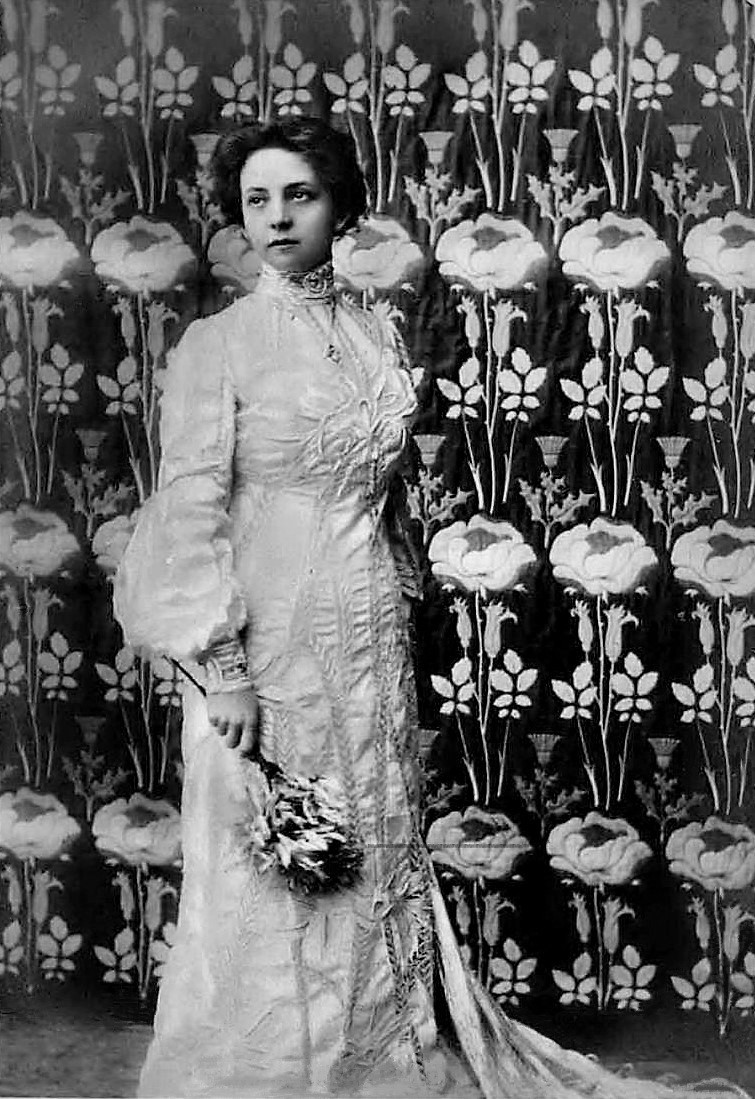
Актриса Вера Комиссаржевская, ок. 1903 г.
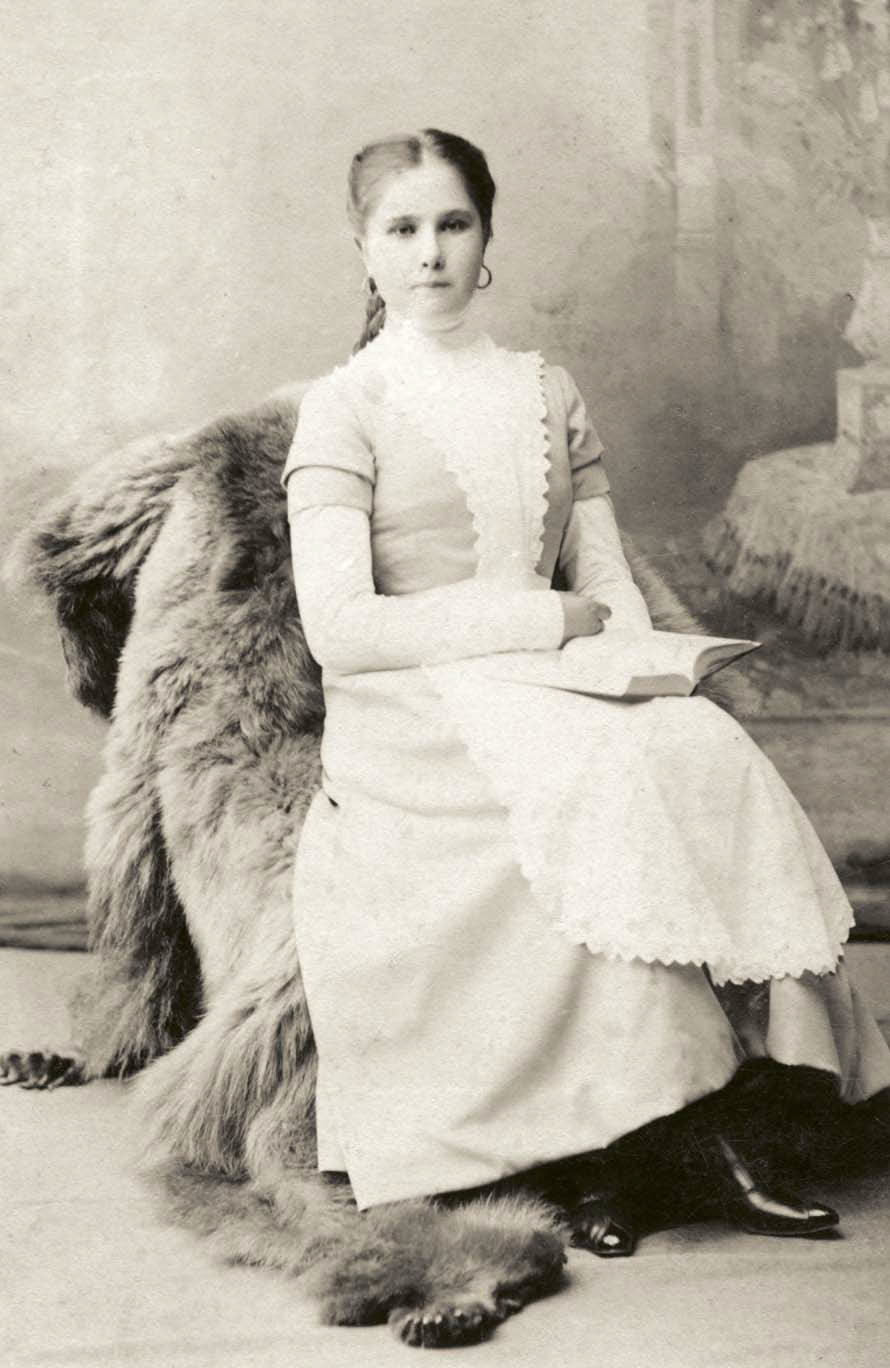
Воспитанница одного из петербургских институтов благородных девиц, 1904 г.
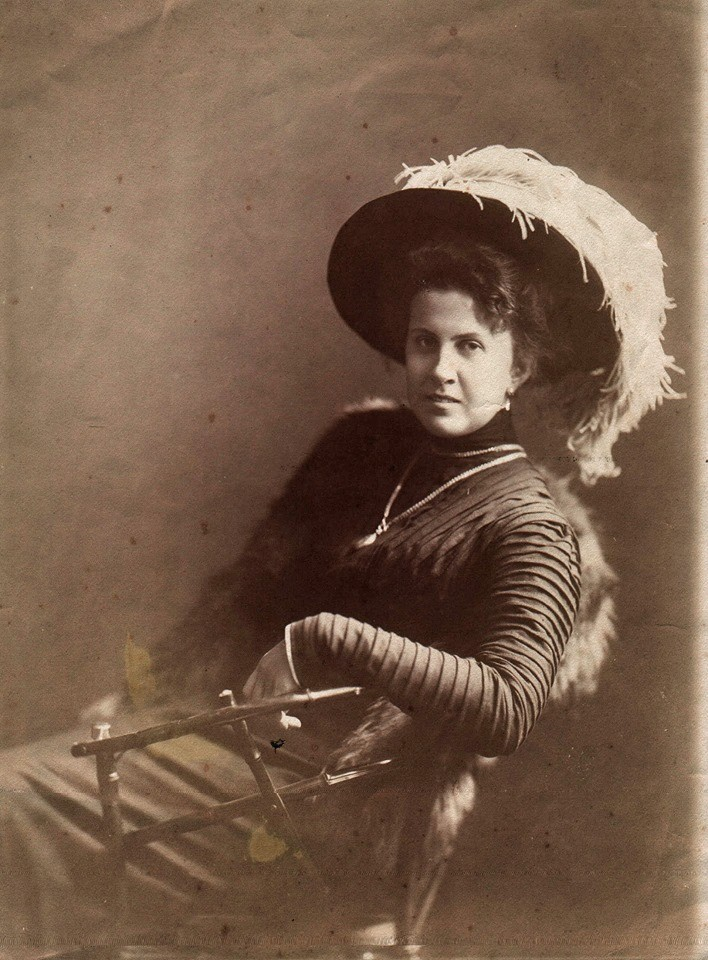
Благотворительница Елизавета Пасхалова, около 1905 г.
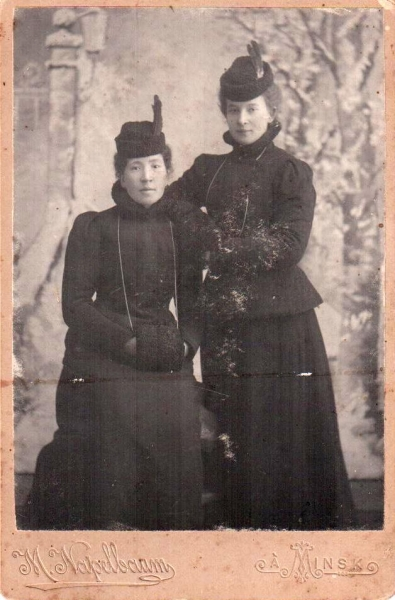
Жительница Минска Софья Герасимович с родственницей, 1906-1907 гг.
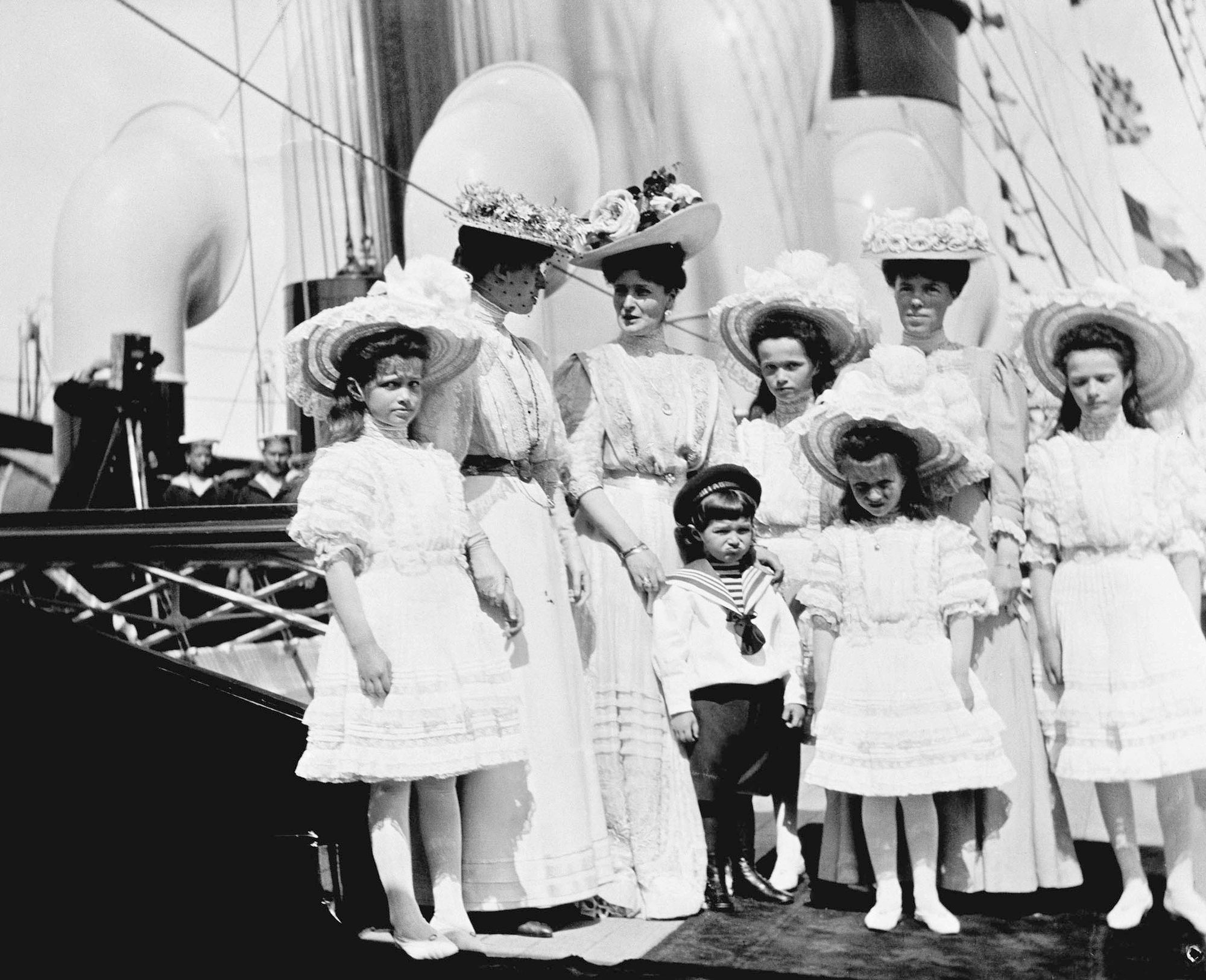
Дети и жена Николая II и его родственницы (кузина, британская принцесса Виктория; сестра, княгиня Ольга Александровна) на палубе яхты «Штандарт», Ревель, 1908 г.
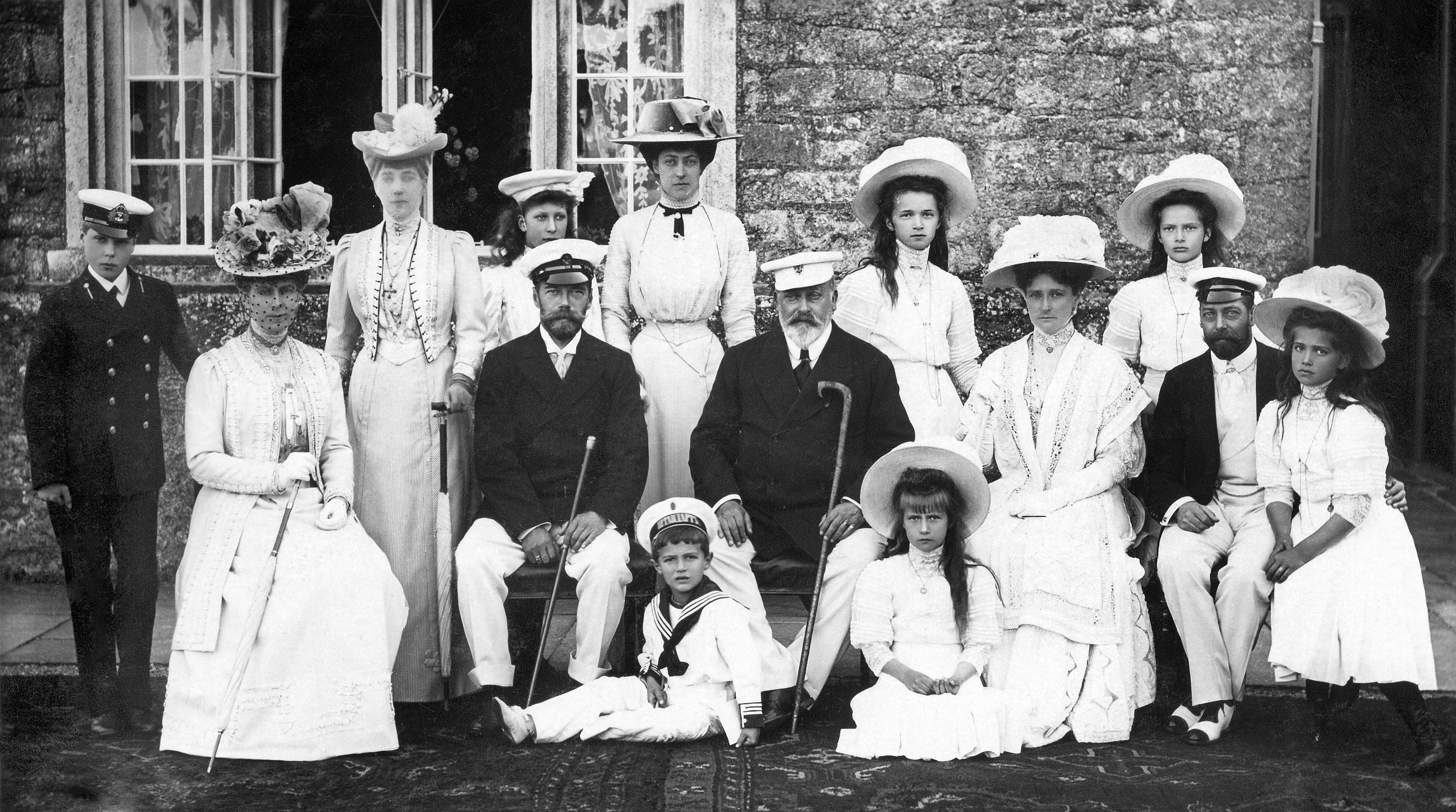
Семьи Николая II и Эдуарда VIII в Осборн-хаусе, 1909 г.

### Одежда простых женщин
Женщины из небогатых слоёв населения западной и центральной Европы носили чепцы и шляпки, в восточной же Европе предпочитали платки и косынки. В холодную погоду на плечи надевали шаль, которую скрещивали на груди. В России горожанки-простолюдинки стремились обзавестись саком (дамским пальто простого покроя) или жакетом с небольшими буфами на плечах, плотно обтягивавшей талию, шившейся из тисненого чёрного плюша. Бельё же было гораздо более скудным, чем у более обеспеченных женщин, в России же многие простолюдинки и вовсе не носили панталон.

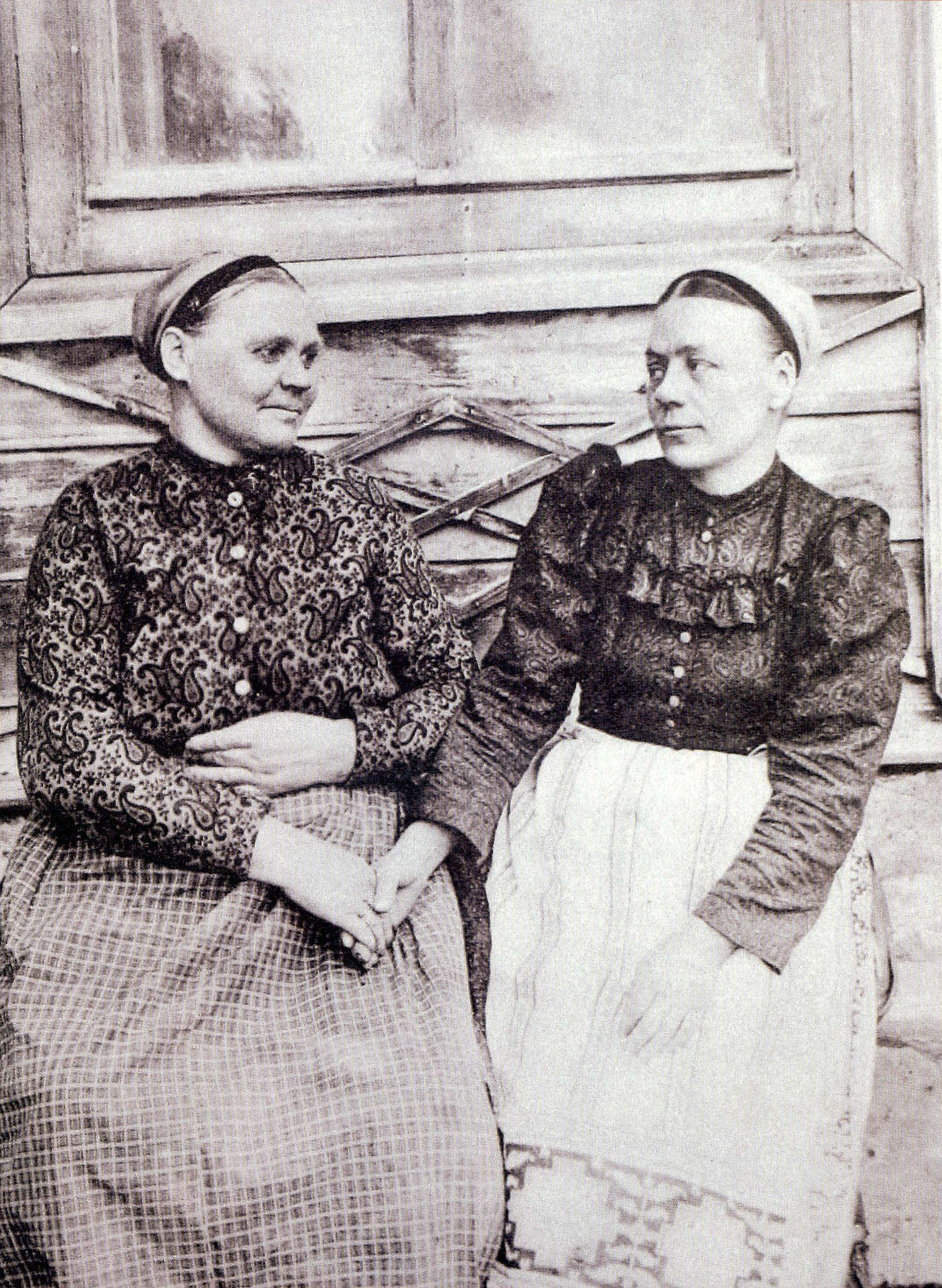
Женщины в «парочках», Новгородский уезд, 1903 г.
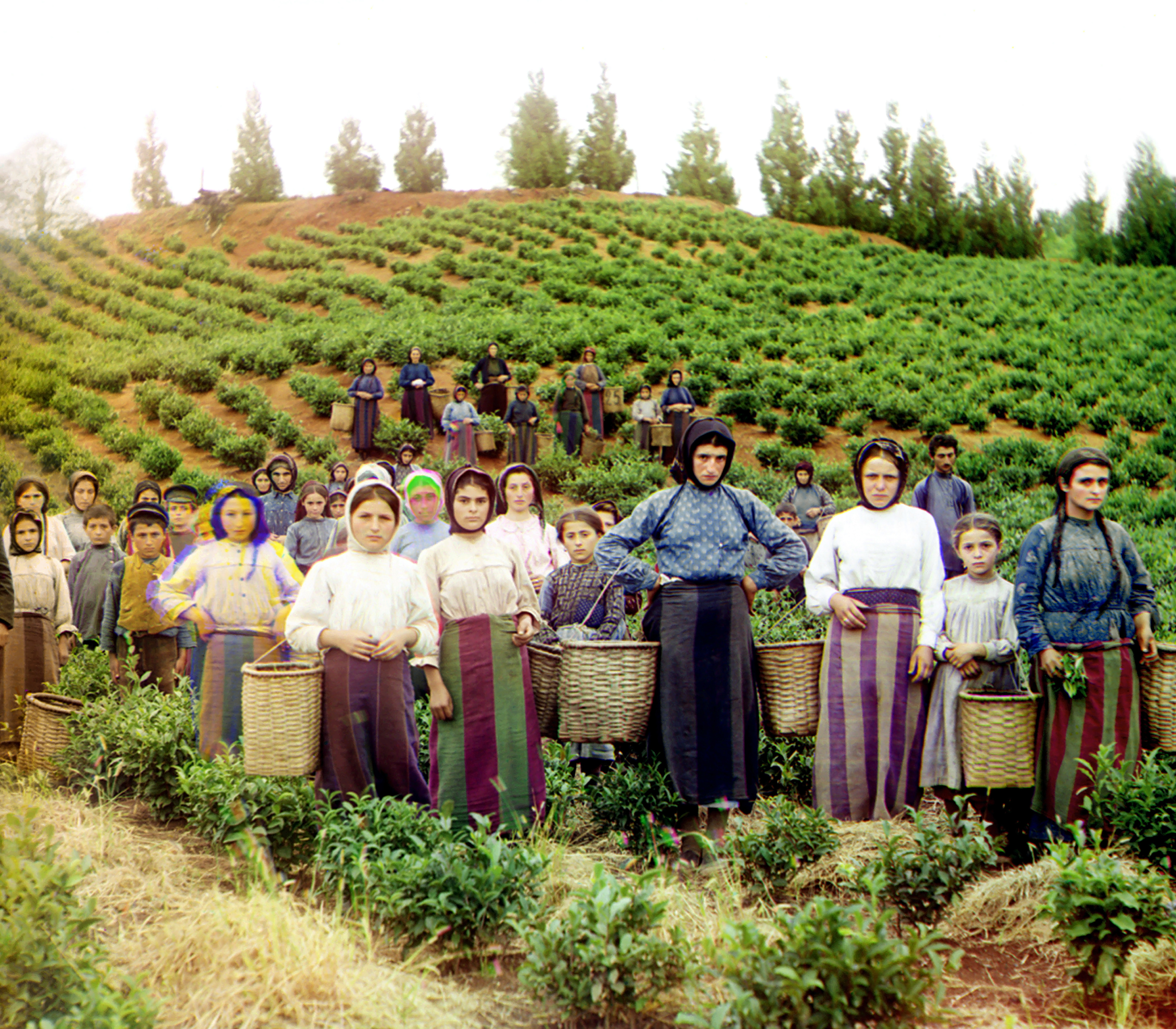
Сборщицы чая в Чакви. Фотография Прокудина-Горского.
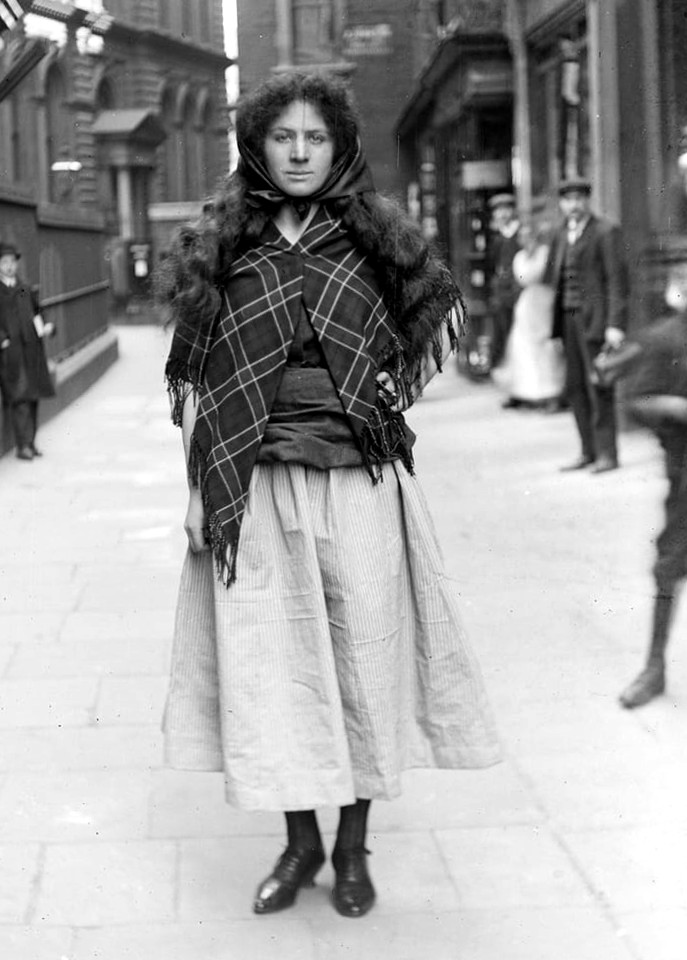
Английская суфражистка Барбара Эйртон-Гулд в костюме рыбачки, май 1909 года.
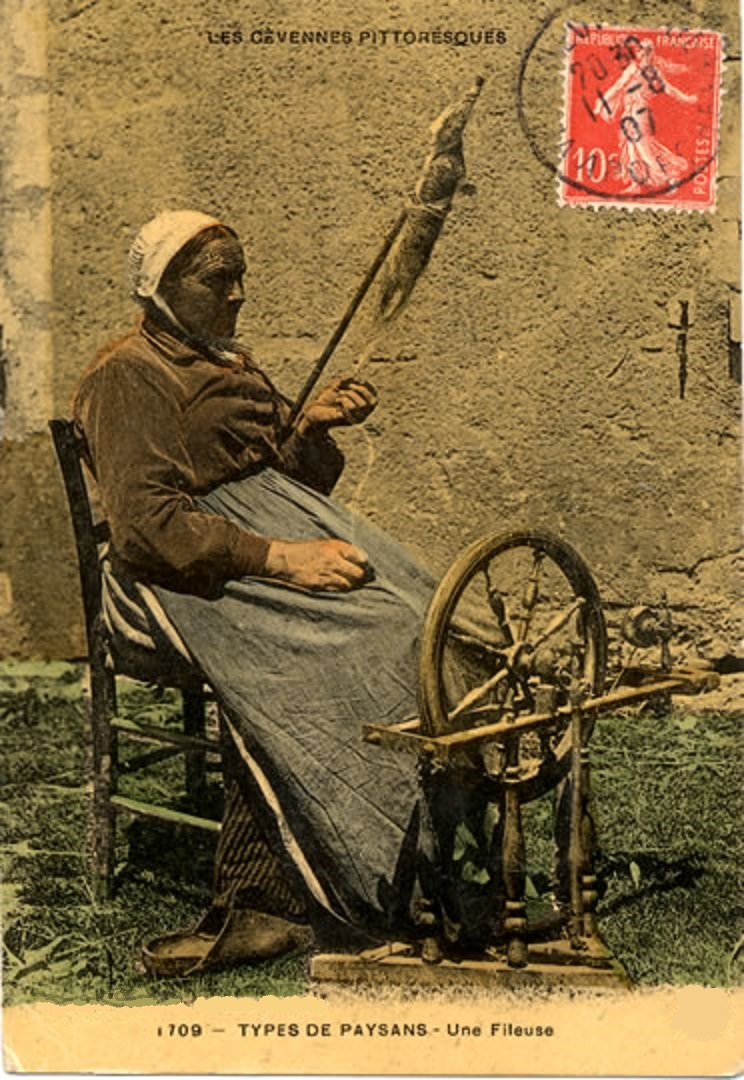
Старая французская крестьянка за прядением. Открытка 1907 г.
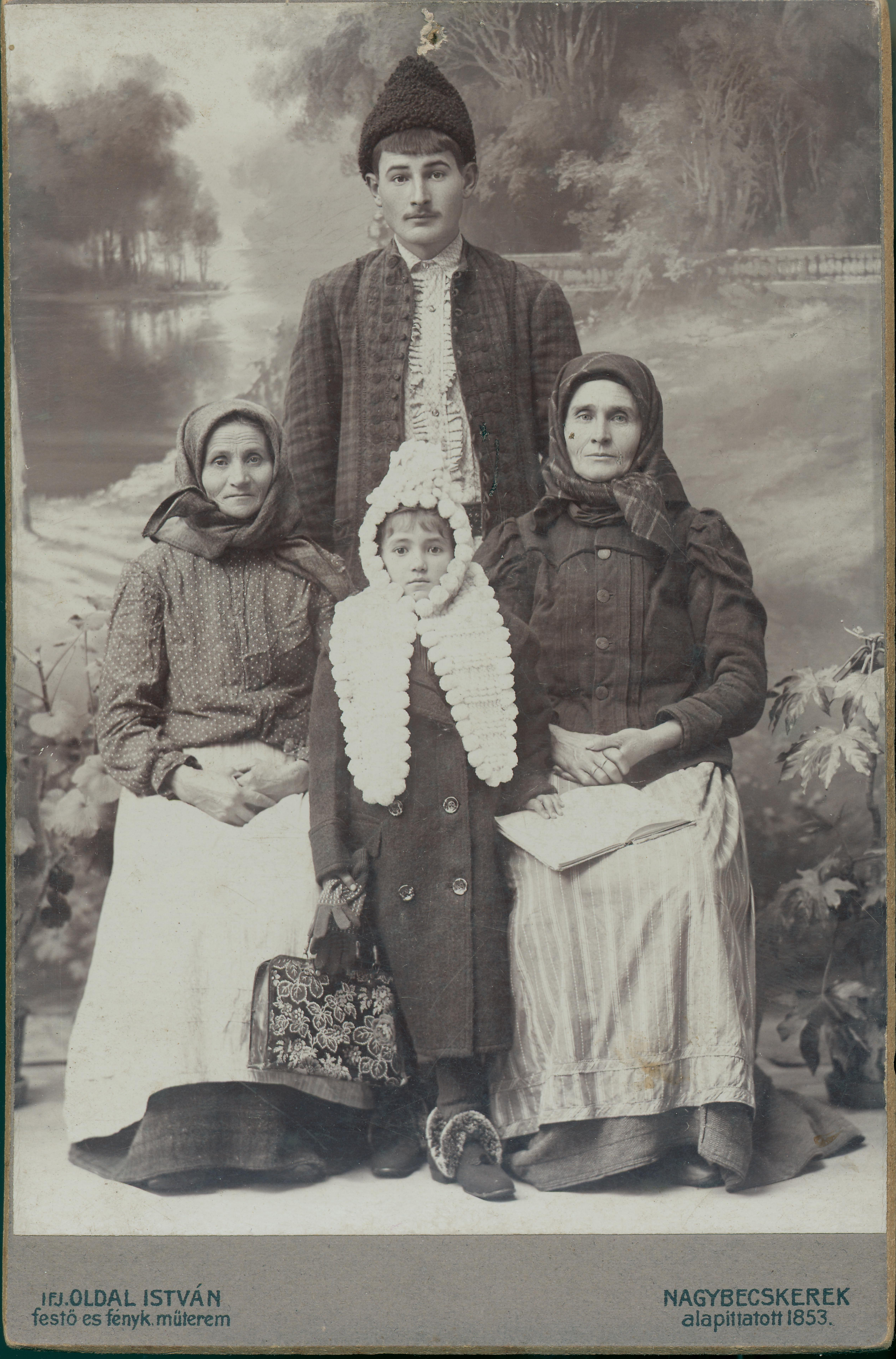
Сербская семья из Воеводины (в то время — Австро-Венгрия), после 1902 г.

## Мужская одежда

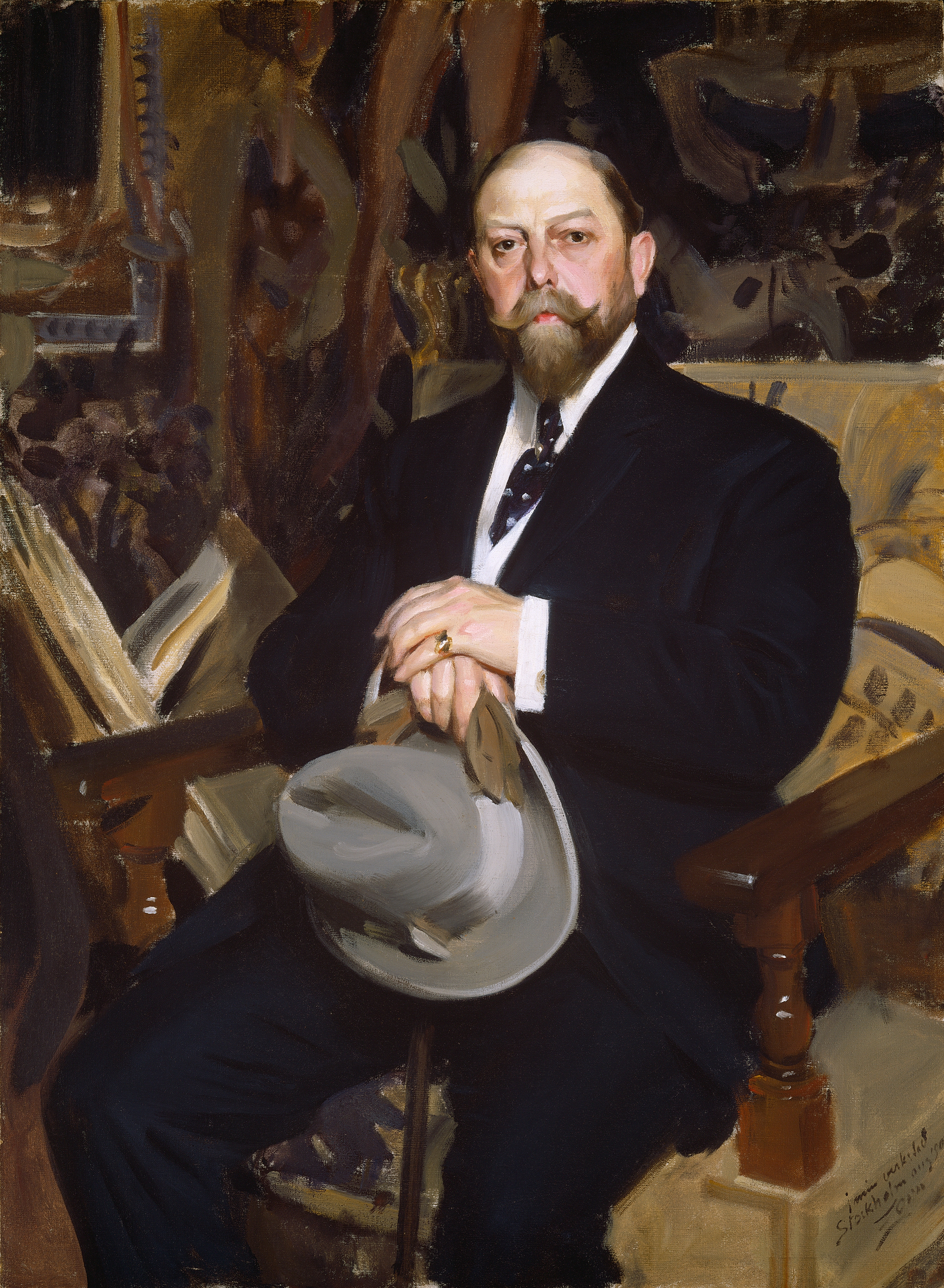
Портрет Хьюго Рейсингера кисти Андерса Цорна, 1907 г. Изображаемый одет в тёмный костюм с белым жилетом и галстук в горошек. В руках он держит модную шляпу «хомбург».

Вытянутый, стройный, атлетичный силуэт, характерный для 1890-х годов, оставался актуальным. Преобладали короткие стрижки (например, в России были популярны «бобрик», он же «ёжик» и «а-ля Капуль»), бородки были менее острыми, стало модным завивать усы. В России борода носилась преимущественно старшим поколением, она была отличительным атрибутом врачей. Самыми популярными фасонами бород в России были «клинышкой» или «лопаткой», также встречались эспаньолки. Безусыми в России были главным образом актёры.

### Костюмы для разных сфер жизни
В общем и целом, цветовая гамма продолжала быть тёмной, но летом можно было надевать более светлые костюмы. Люди свободных профессий: художники, театральные артисты, адвокаты, репортёры носили яркую одежду, чтобы выделиться среди остальных.
Пиджаки прямого кроя, предшественники смокингов, продолжали вытеснять сюртуки в качестве одежды для неформальных и полуофициальных мероприятий. Носили как костюмы-тройки, состоявшие из просторного пиджака и соответствующих ему жилету и брюкам, так и сочетающиеся пиджак и жилет с контрастирующими брюками или сочетающиеся пиджак и брюки с контрастным жилетом. Обычно костюмы были однобортными. Брюки стали короче, чем раньше, часто имели отвороты, а складки на них утюжились новым инструментом — прессом для брюк. Что касается жилетов, их крой сохраняется, популярна высокая застёжка, открывающая только часть галстука с узлом. Костюмы из льна и хлопка носили в тёплый период, шерстяные — в холодный. Зимой носили шерстяные пальто на вате, меховые дублёнки и полушубки длиной до колена или икр, и шубы, достигавшие до ступней, и которые могли покрываться тёмным сукном.
Помимо традиционных пиджаков, были популярны блейзеры классического тёмно-синего (англ. navy) и более ярких цветов, а также полосатые фланелевые пиджаки. Они выкраивались с накладными карманами и медными пуговицами. Были и просторные пальто подобного стиля, с накладными карманами и фактурными пуговицами. Такая одежда была предназначена для активного отдыха, парусного спорта и другой относительно чистой не городской деятельности. Также для активного отдыха надевали пиджаки в яркую полоску (например, бело-красную), белые брюки и соломенные шляпки-канотье.
Спортсмены носили цветные, но не слишком яркие пиджаки и пальто. Также в качестве спортивной одежды использовались вязаные предметы одежды, в частности свитеры (хотя в России они распространятся только в следующее десятилетие). Что, интересно, в каталоге универмага «Мюр и Мерилиз» за зиму 1902 г. указанные вязаные двубортные куртки для мужчин названы «вязаными жилетами».
Что касается тех видов загородной деятельности, где загрязнения и контакт с агрессивной средой были обычным делом, для них продолжали использовать куртку-норфолк пиджачного типа (англ. Norfolk jacket), доходившую до бёдер, известную в России под названием «охотничья куртка». Её шили из прочного твида или аналогичной ткани, как правило с клетчатой фактурой и неярких цветов, дополняли несколькими складками на груди и спине, кармашками на груди и более широкими карманами на подоле, а также вшитым тканым поясом, который стягивал куртку по талии. Куртка этого фасона по одной из версий была изобретена ориентировочно в 1860-х годах (по другим данным, в 1880-х) лордом Норфолком, любившем ходить в ней на охоту на уток, и в честь которого и была названа куртка. По другой версии сам герцог был ни при чём, а название куртки произошло от графства Норфолк. В комплекте к куртке шли и бриджи с застёжкой под коленом, а вместе они составляли норфолкский костюм (он же охотничий в России). Такой костюм хорошо подходил для езды на велосипеде за городом, охоте или игры в гольф. Помимо норфолка, были известны и некоторые другие виды курток, схожие по виду и функционалу.
Для официальных утренних и дневных мероприятий в Европе и крупнейших городах мира было принято надевать визитку с брюками в полоску. Наиболее формальным вечерним костюмом оставался тёмный фрак и подходящие ему брюки с тёмным или светлым жилетом. Менее формальным был смокинг с отделанным спереди шёлком или атласом воротником-шалью, плавными скруглёнными лацканами и одной пуговицей. Смокинг полагалось надевать к формальному ужину дома или в мужском клубе с белой сорочкой, чёрным жилетом и чёрным галстуком. Однако активно распространялись смокинги именно в США. Консервативные английские круги до Первой мировой войны считали появление в смокинге вопиюще вульгарным и непристойным и стали свыкаться с ним только в 1920-е годы. В России начала XX века смокинги носились в буржуазно-аристократических кругах и у музыкантов, а официанты носили их наряду с пиджаками.
Домашней одеждой у богачей и представителей среднего класса служил халат-шлафрок и курительный пиджак.

### Сорочки (рубашки) и галстуки
Верхняя сорочка могла иметь либо не иметь воротник. В первом случае воротник был отложным, был пришит к рубашке и изготавливался из такой же ткани и с такой же фактурой, что и рубашка. Такие рубашки часто носили бедняки и средний класс, у богачей она была неформальной. В последнем случае использовались жёсткие съёмные воротники. Первоначально они шились из хлопка и льна, но к началу XX века изготавливались из полотна, бумаги и целлулоида. Главными их плюсами являлись удобство в стирке (а целлулоидные вообще не требовали стирки) и возможность их накрахмаливания, однако они были очень жёсткими, и поэтому надавливали шею. Чтобы они не мялись, их хранили в специальных круглых коробочках и гладили на специальных машинах. Довольно часто у мужчин был комплект из нескольких съёмных воротников, чтобы каждое утро надевать чистый и новый, а также для создания иллюзии того, что у него много рубашек. Среди фасонов съёмных воротников были воротник на стойке (первоначально высота достигала 7,5 м, впоследствии высота постепенно уменьшилась до 2 см), отложной воротник (самый популярный фасон в России), стояче-отложной (впоследствии, как и отложной, ставший популярнее стоячего воротника), и т. н. «воротник-бабочка»: стоячий воротник с отвёрнутыми уголками, который чаще всего носился с фрачным костюмом. Ходить без воротника считалось недостойным джентльмена, бедные слои общества и сельское население не могли себе позволить подобный аксессуар. Съёмный воротник был непременной частью формы служащих контор, банков и магазинов, в связи с чем появилось выражение «белый воротничок», дожившее до наших дней. Точно такую же функцию выполняли манжеты, которые также могли быть съёмными. Костюмные рубашки были жёсткими спереди, иногда декорированные специальными запонками, и застёгивались сзади. На рубашках такого типа присутствовала льняная манишка прямоугольной или округлой снизу формы, бывшая белой или более светлой, чем остальная рубашка. Застёжка на пуговицах доходила не до подола рубашки, как сейчас, а до низа манишки. На манишках вечерних и бальных рубашек могла присутствовать вышивка. Были и съёмные манишки, надевавшиеся поверх рубашки и вместо неё, в России они назывались «гаврилками». Как и в случае с воротниками и манжетами, наличие нескольких манишек создавало иллюзию обилия рубашек в гардеробе. Обеспеченные люди носили манишку повседневно, а рабочие — с выходным костюмом. Особенно ценились манишки среди мелких клерков, многих приказчиков, официантов, музыкантов и прочих людей, которым требовалось носить крахмаленную сорочку с пиджаком или смокингом. В самом низу манишки — как и пришивной, так и съёмной, мог присутствовать язычок с петлицей, который застёгивался на пояс штанов или кальсон.
Также были популярны полосатые сорочки ярких цветов (светло-синий и темно-синий, красный, гелиотропный зелёный цвет (сине-фиолетовый), розовый и оливковый цвета), которые носились в неформальных случаях. К цветным рубашкам прилагались и цветные съёмные воротники и манжеты. Белые съёмные воротники могли носиться и с цветными рубашками но не наоборот: с белыми рубашками цветные воротники не носили. В России, в особенности у купцов, небогатых горожан и на селе, таким же успехом пользовались традиционные рубахи-косоворотки. Они шились из льна, сатина, ситца, а у обеспеченных — из шёлка. Повседневные, как правило, были одноцветными или имели незамысловатые узоры (в крапинку или клетку), в то время как праздничные косоворотки украшались вышивкой. В отличие от рубашек европейского фасона, косоворотки всегда носили навыпуск и опоясывали шёлковым или шерстяным кушаком или же ремнём (хотя молодые поморские парни в это время могли также и заправлять их в штаны). Поверх косовороток, также как и обычных рубашек, также мог носиться жилет.
С фраком полагалось надевать белый галстук-бабочку, фрачную сорочку и специальный воротник с уголками. Среди повседневных галстуков был популярен узкий фасон. Для дневных и утренних мероприятий завязывался пластрон, для вечерних — галстук-бабочка. Цветовая гамма галстуков была преимущественно тёмной, хотя также были популярны красные, синие и белые галстуки.

### Нижнее бельё и одежда для сна
В данный период рубашка (сорочка) считается нижним бельём и скрывается под жилетом и пиджаком. В неформальных ситуациях мог сниматься пиджак, однако до одной рубашки раздевались редко (например, у себя дома при отсутствии гостей). Рубашка надевалась либо на голое тело, либо на нижнюю рубашку (нижнюю сорочку, фуфайку). Под брюками носились длинные кальсоны (подштанники), изготавливавшиеся из шерстяных, льняных или хлопчатобумажных тканей (например, хлопкового холста, тика или льняного полотна), на поясе присутствовало две-три пуговицы и хлястик или же завязки для регуляции на талии. У богачей пуговицы на поясе и ширинке изготавливались из перламутра. Некоторые кальсоны имели штрипки, облегавшие ступню. Существовали три вида кальсон: с резинкой на нижнем крае штанин, с завязками сзади на поясе и на нижнем крае штанин и с пуговицами вместо завязок. Второй и третий виды покроем больше походили на верхние штаны, и постепенно вытеснялись первым. Во многих европейских странах, например, Германии и России, а позднее в СССР, кальсоны с завязками сохранялись до Второй мировой войны. Вариант кальсон с завязками до сих пор предусмотрен в различных ГОСТах. Для жаркой погоды, а также для ношения с бриджами, предусматривались полукальсоны до колена. В дорогу и для активной деятельности, например, охоты, надевались толстые кальсоны.
В качестве белья для сна использовалась ночная рубашка. Она могла доходить до колен, икр или лодыжек. Во многом покрой почти не отличался от дневной рубашки, но отличие от дневной, воротник был пришит изначально, хотя существовали фасоны без воротника наподобие фуфайки. По бокам подола были разрезы (разрезы были и у дневных рубашек), зад мог быть длиннее переда. В Великобритании, Австралии и Северной Америке они стали вытесняться пижамами, появившимися в 1890-х годах (а по другим данным, и вовсе в 1870-х), в свою очередь, ночные рубашки носились преимущественно стариками, консервативными мужчинами и селянами. В США в данное десятилетие пижамы носились в постель преимущественно в крупных городах, за их пределами значительная часть американцев спала в ночных рубашках и нижнем белье, а если позволяла погода, то и нагими. Окончательно мужские ночные рубашки исчезли из мужского гардероба после Первой мировой войны. Также спали в нижнем белье, что особенно касалось бедняков. Старики в постель надевали ночные колпаки, полностью вышедшие из употребления у молодёжи и мужчин средних лет.
Ввиду отсутствия центрального отопления в большинстве домов того времени бельё для сна менялось в зависимости от времени года. Например, зимние ночные рубашки (как и мужские, так и женские) изготовлялись из байки.

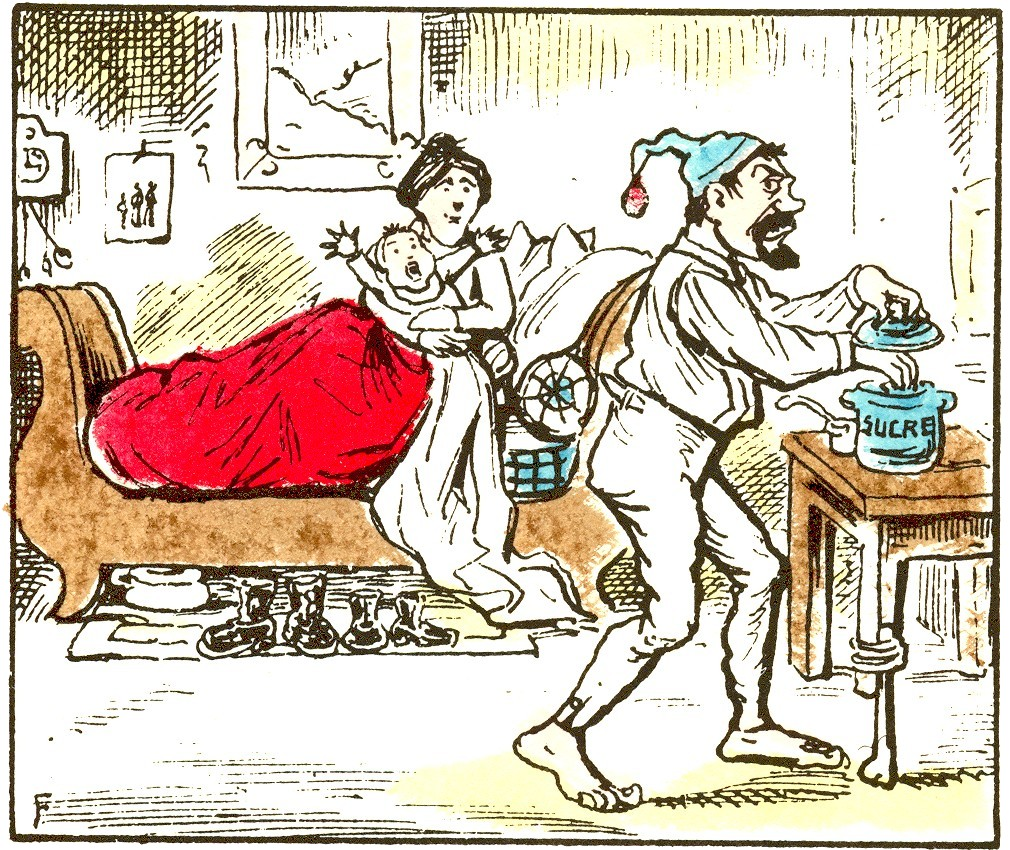
Сегмент из французского лубка «День пролетария», 1902 год.
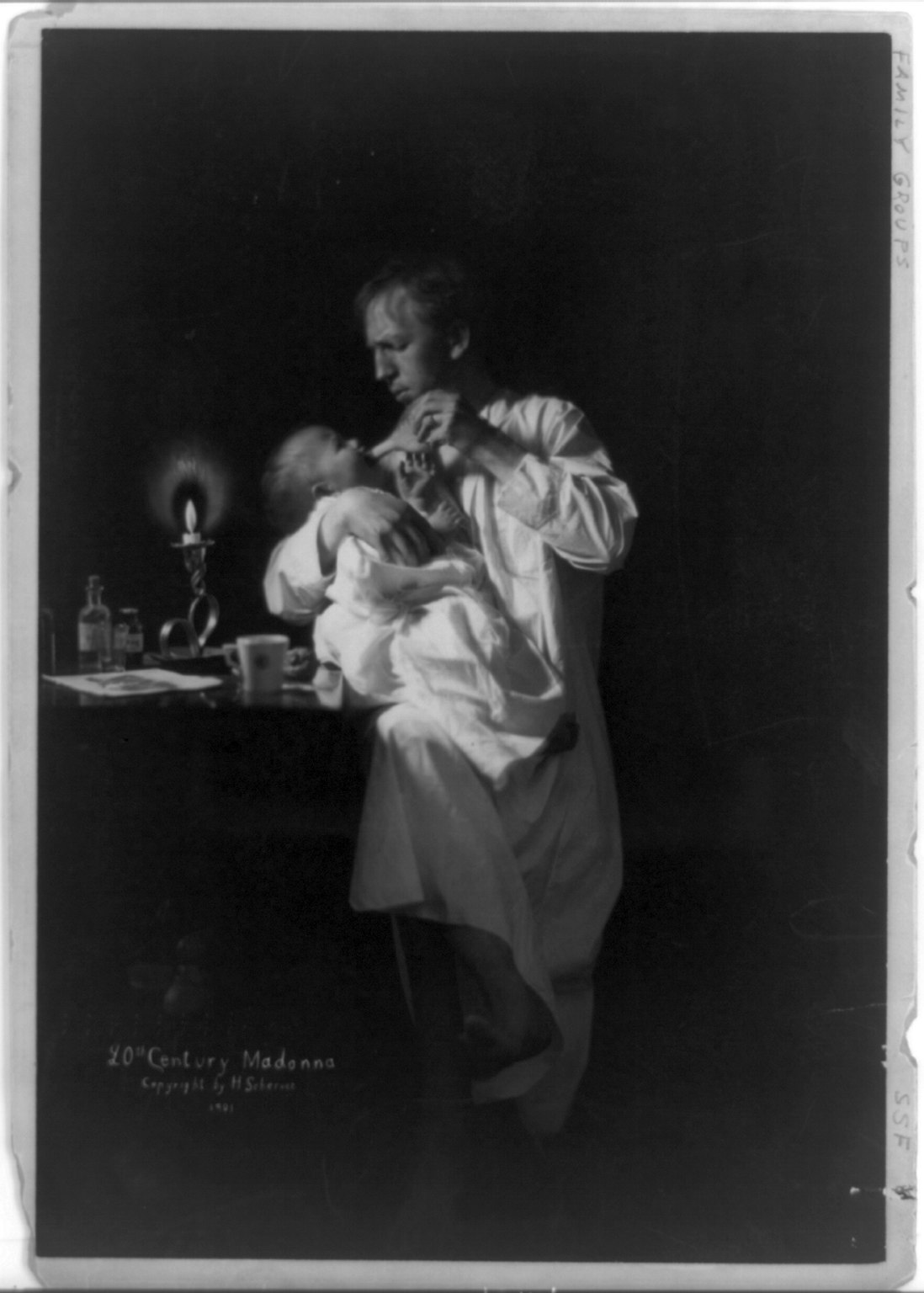
«Мадонна XX века», 1901 г. (мужчина в ночной сорочке)
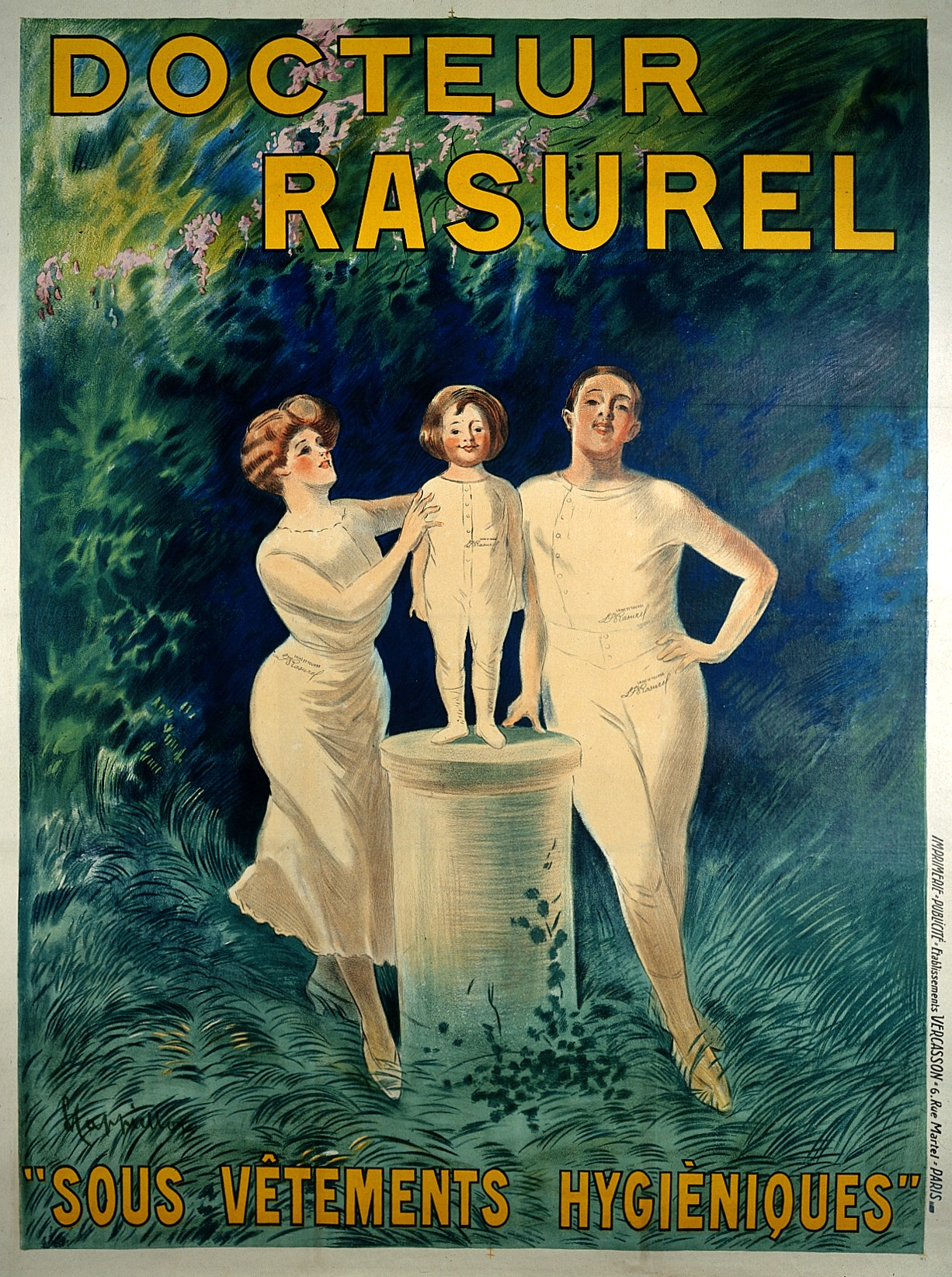
Рекламный плакат нижнего белья Rasurel, Франция, 1906 г.
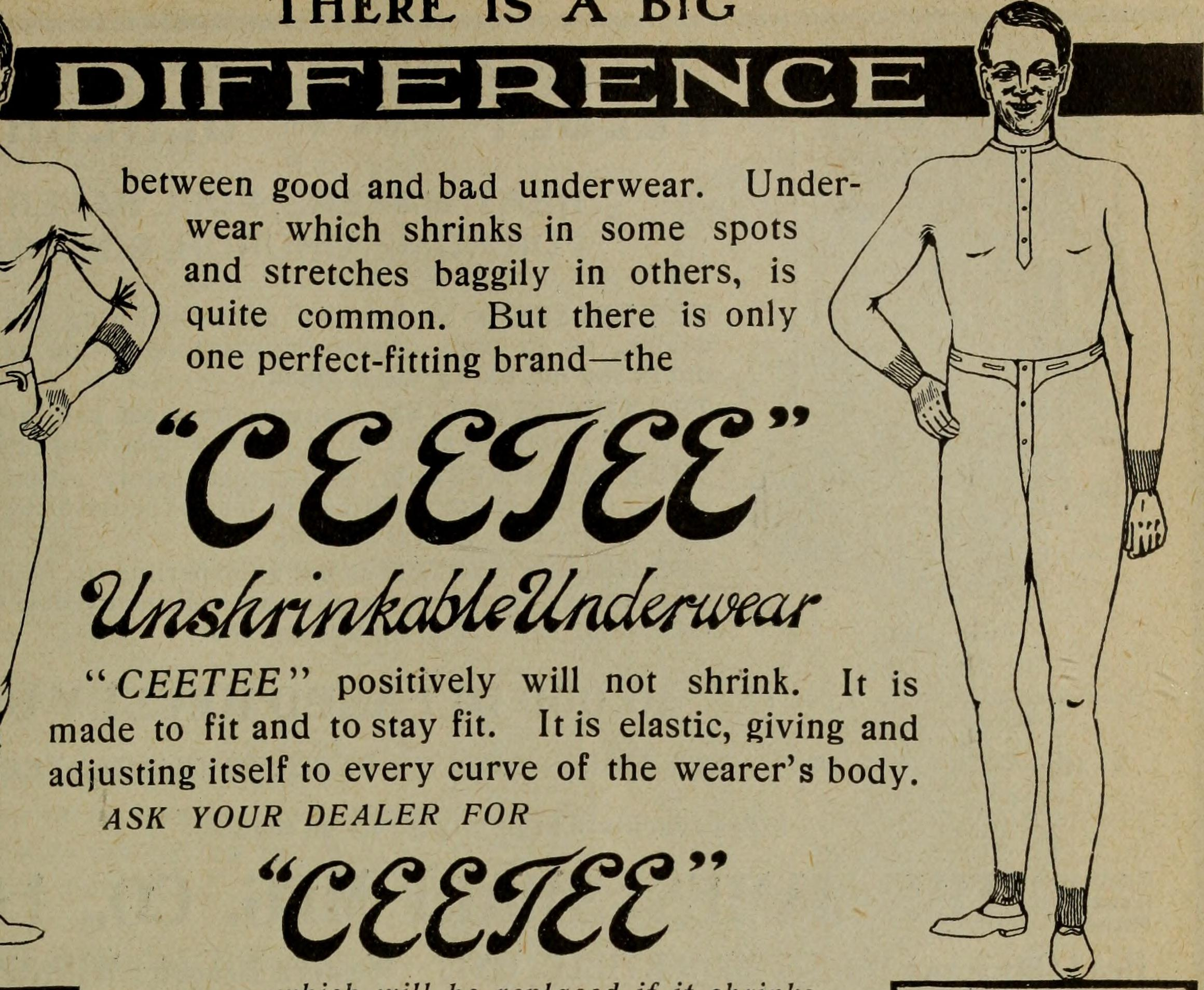
Реклама мужского белья в американском журнале «Busyman's Magazine», 1907 г.

### Одежда для плавания
Так как оголять торс было неприлично (что и подкреплялось правилами купания во многих курортах и пляжах), мужчины для отдыха на пляже использовали купальный костюм, который закрывал торс, плечи и бёдра. Купальники-трико (англ. tank swimsuit), изготавливавшиеся из хлопчатобумажного трикотажа или камиволи и обладавшие круглым вырезом, короткими рукавами и штанинами (как правило, до колен), были либо тёмных цветов (синий, чёрный), либо полосатые (бело-красные или бело-синие). Подобный купальный костюм с незначительными изменениями существовал с середины XIX века. В данном десятилетии появились модели без рукавов (на лямках) и раздельные купальники, состоявшие из майки и плавок, окончательно вытеснившие купальники-трико уже тогда в Америке, а в остальных странах — в следующем десятилетии. Зачастую майка, носившаяся как и навыпуск, так и заправлявшаяся в плавки, подпоясывалась хлопчатобумажным или парусинным ремешком с никелевой пряжкой. Некоторые из соображения экономии надевали купальник у себя дома или в номере отеля и шли на пляж в купальном халате (в 1903 году появились специальные модели халатов для ношения на пляже), такая практика называлась «купание в макинтоше». Мужчины, как и женщины, также могли арендовать купальники. Кроме того, мужчины, как и женщины, надевали на ноги обувь, прототип современных коралок, изготавливавшуюся из белого хвоста и имевших кожаную подошву, но зачастую мужчины их не носили и купались босиком. Бедняки и иногда маленькие мальчики купались голышом, например в водоёмах лондонского Гайд-парка мужчины могли купаться голыми вплоть до 1906 года, с другой же стороны во многих купальнях Российской Империи допускалось купание нагишом (хотя, например, в городских купальнях Феодосии а также в частной купальне «Саглык-Су» в Алупке купальные костюмы были обязательны для лиц обоего пола начиная с 10 лет, также купание в купальниках было обязательным на ялтинских пляжах, где аренда купальников стоила три копейки; а в морских купальнях Новороссийска и Геленджика к ношению купальника подталкивало то, что они были не раздельными, а смешанными). В Скандинавии, Центральной и Восточной Европе помимо них мужчины купались в трикотажных трусах-плавках на резинке (тогда они назывались «купальные штаны» или «купальные брюки»), и которые могли быть не только полосатыми, но и в крапинку или однотонные. На пляже, понятное дело, в плавках старались не появляться. Во влажном состоянии плавки были довольно тяжёлыми, из-за чего были склонны спадать.

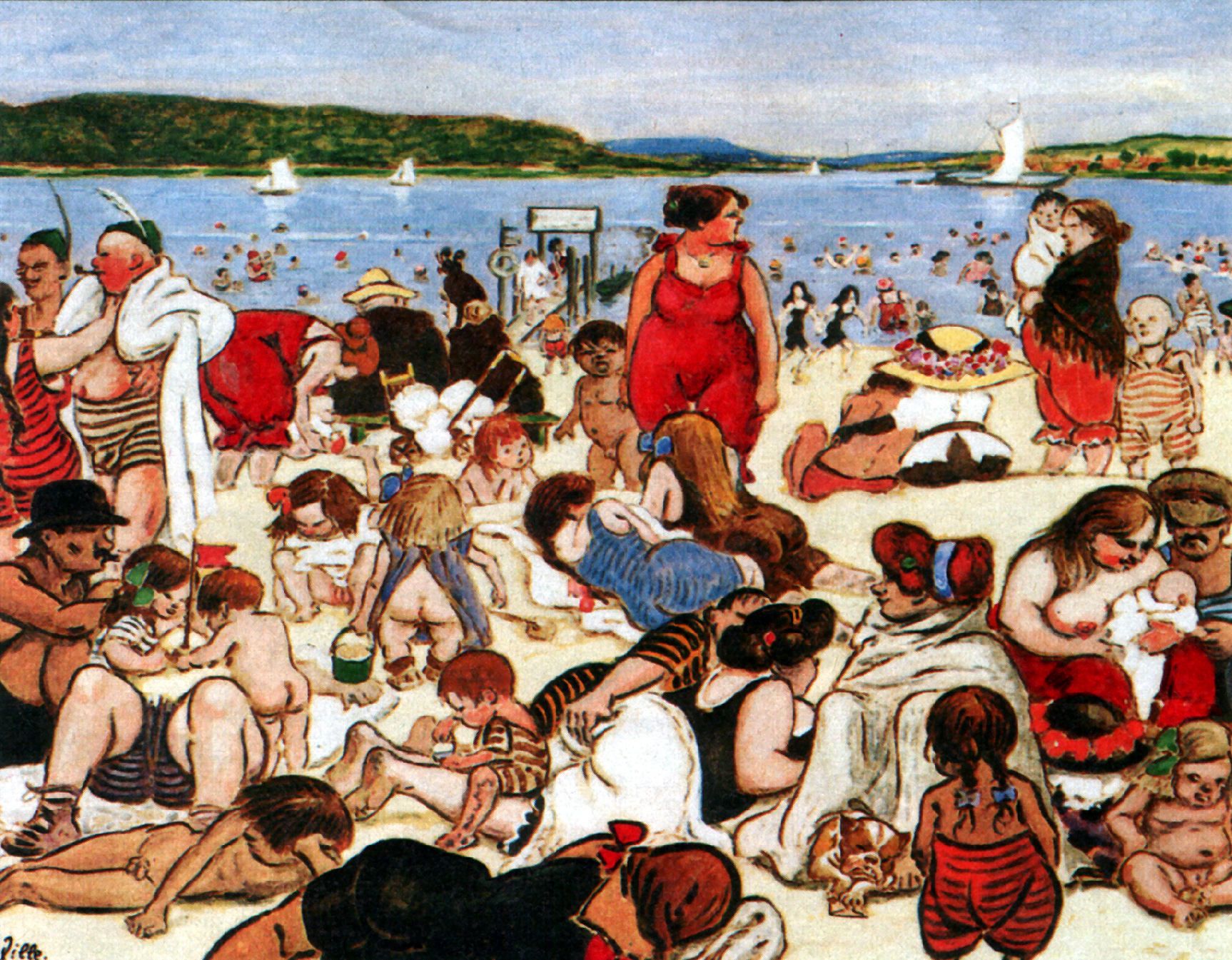
Генрих Цилле, «Пляжная жизнь в Берлине (нем. Berliner Strandleben)», 1901 год. На мужчинах можно увидеть не только купальники-трико, но и плавки.
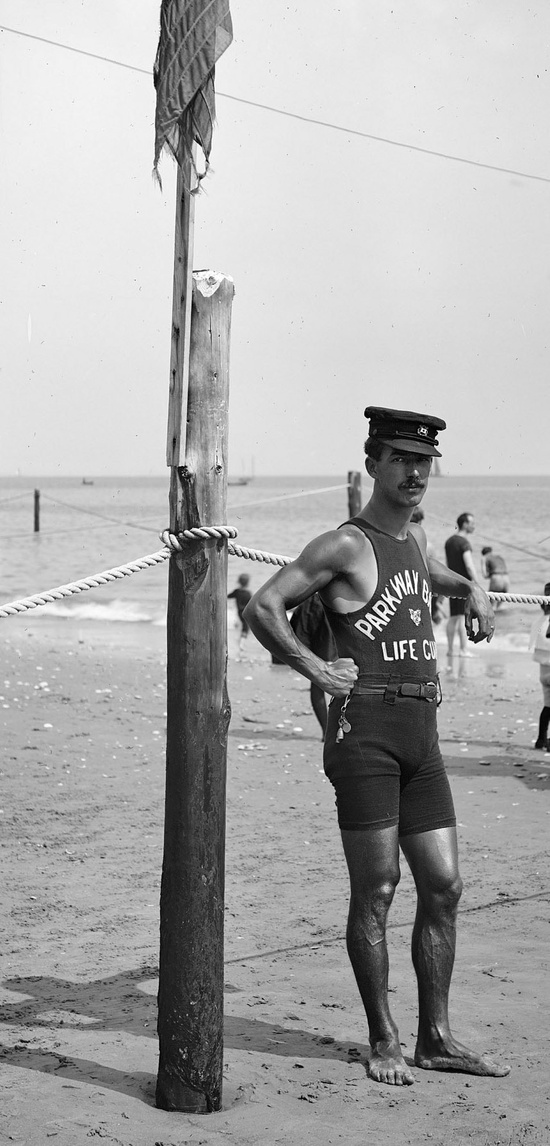
Пляжный спасатель, Нью-Йорк, между 1901-м и 1906-м годом.
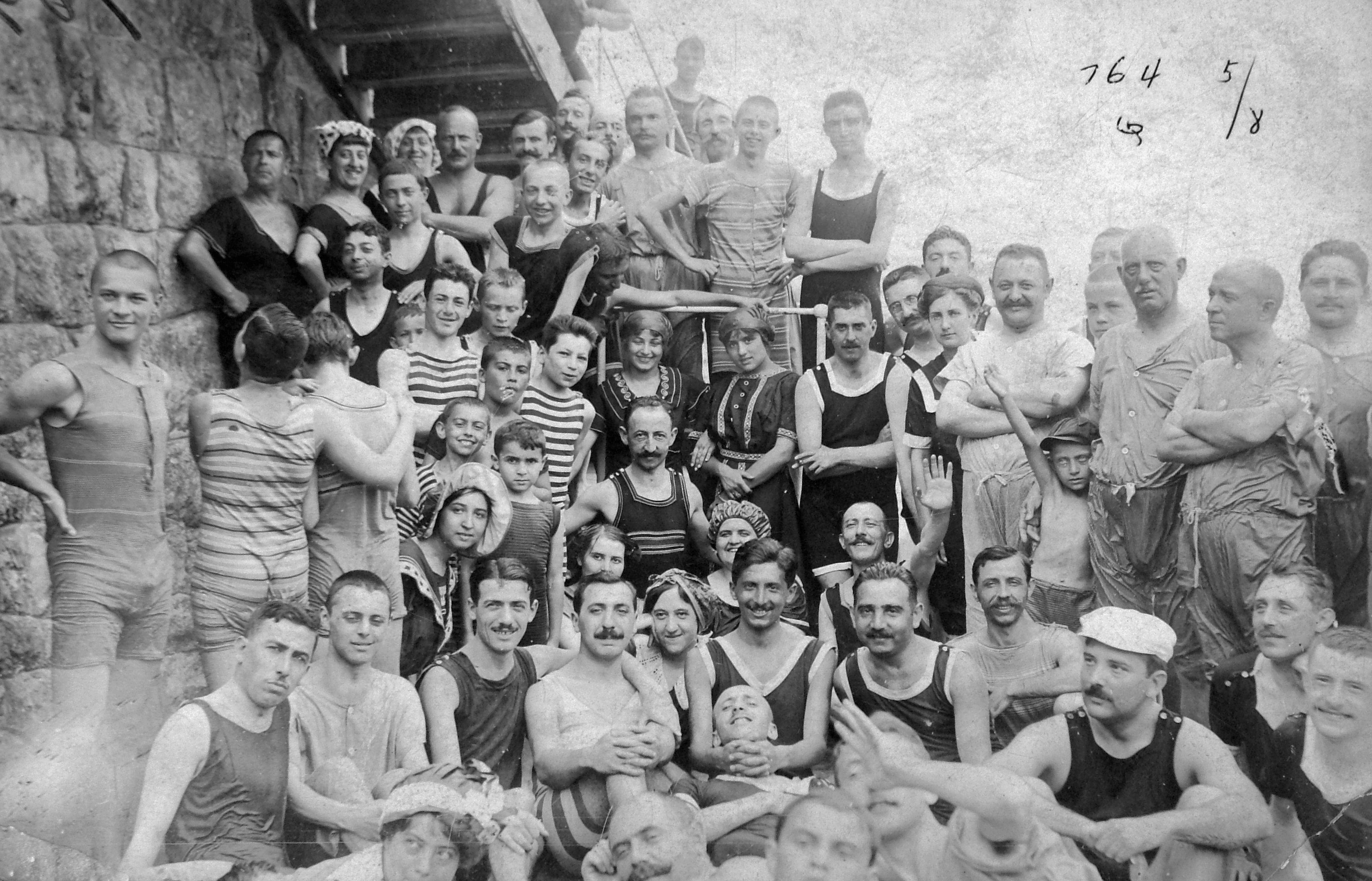
Пляжники в Опатии (ныне Хорватия), 1903 г.
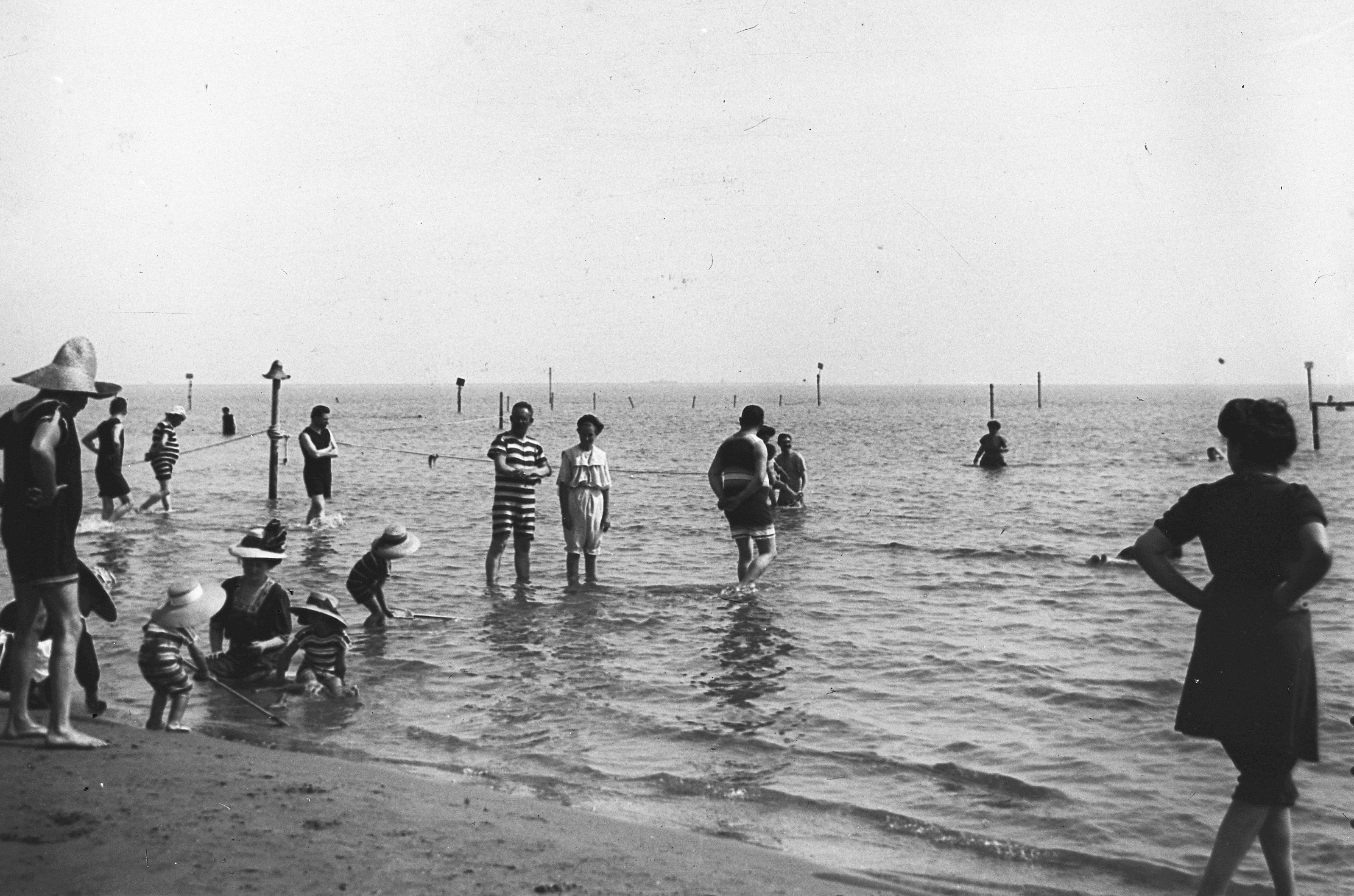
На пляже, 1906
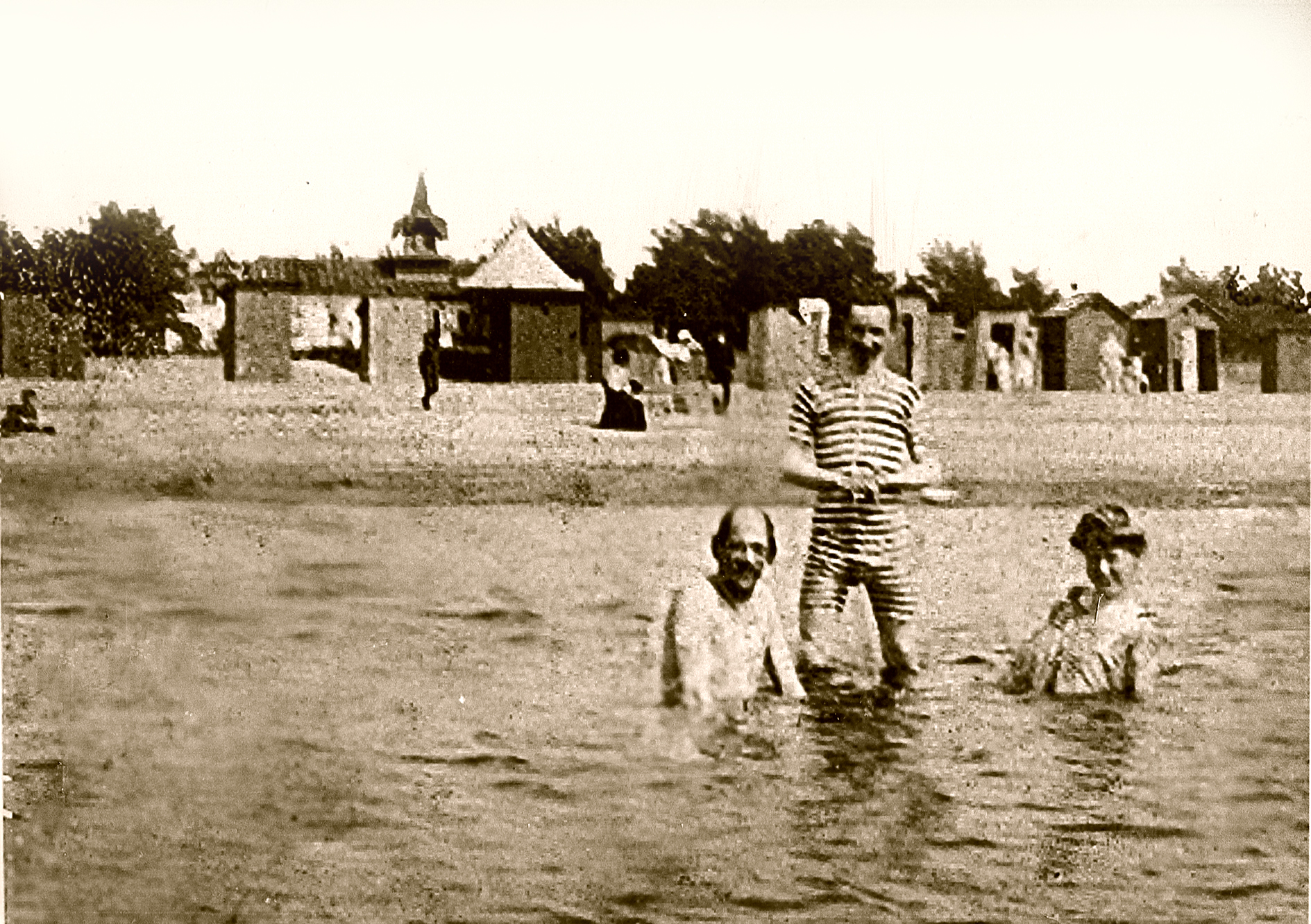
На пляже в Оллиле (ныне Солнечное), 1907 год.
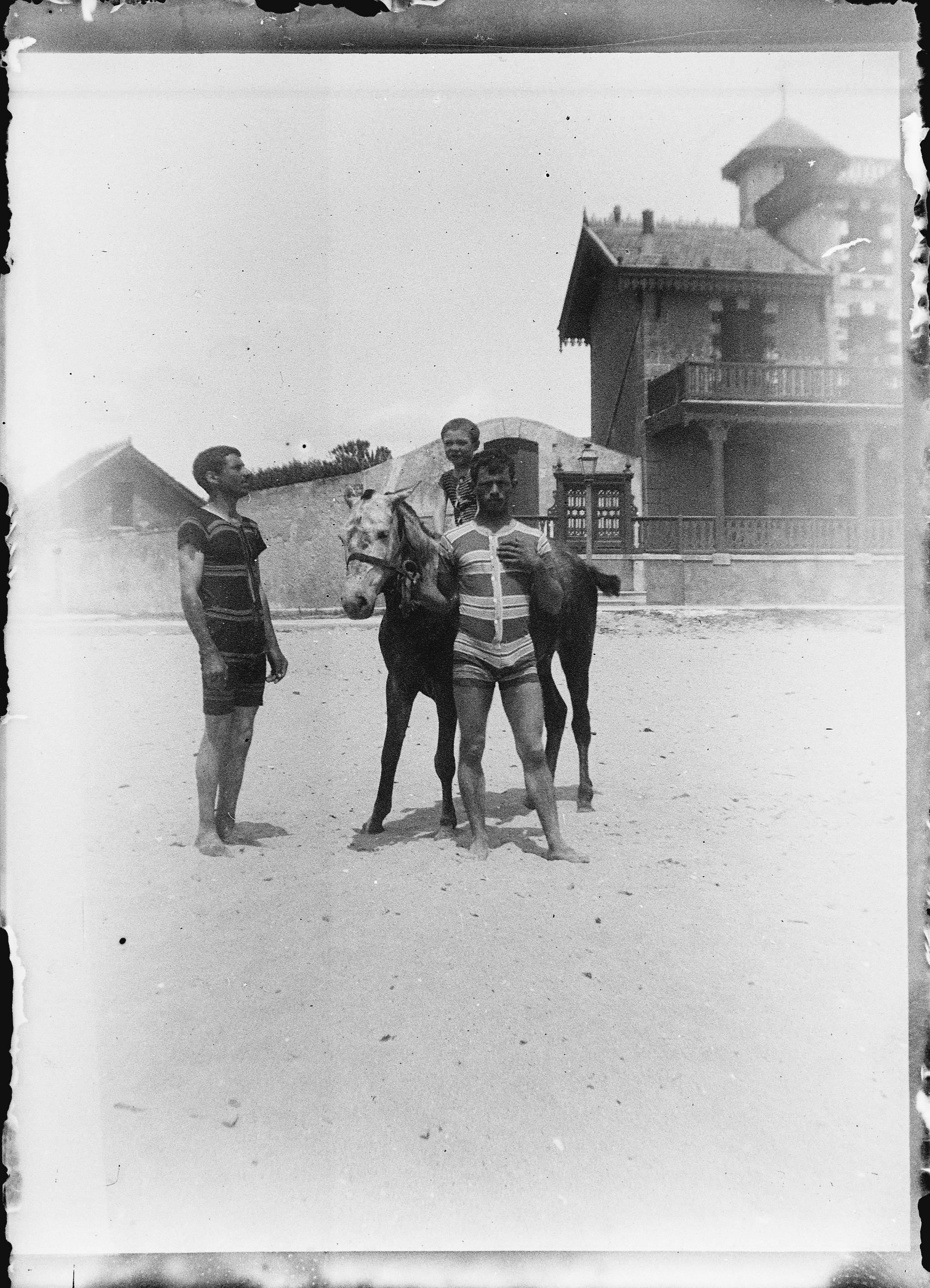
Двое мужчин и мальчик на лошади, Франция.
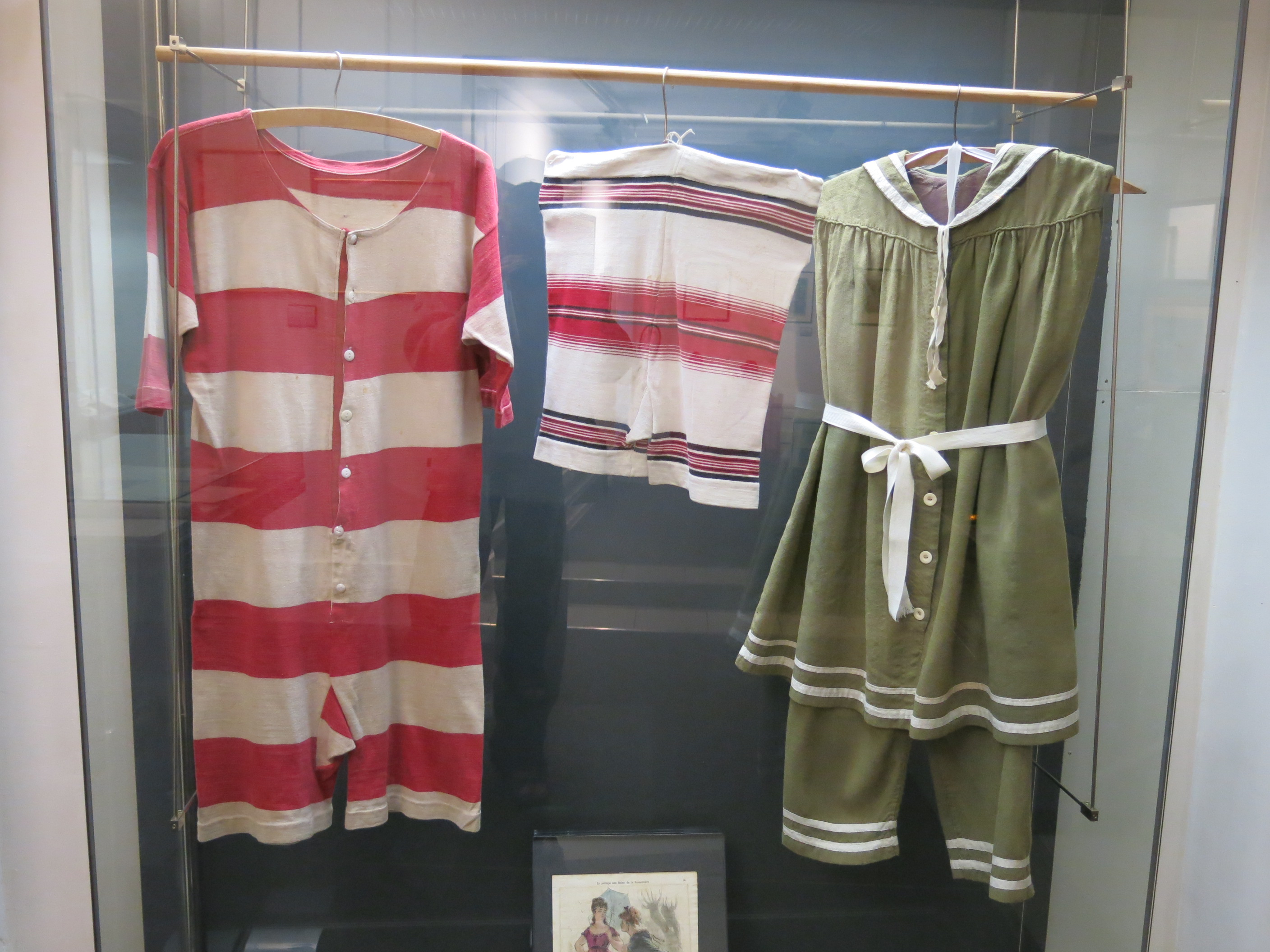
Купальные костюмы 1900-х годов, экспозиция музея истории и искусств (фр. Musée Municipal d'Art et d'Histoire de Colombes) в Коломбе (Франция). Слева направо: мужские трико и трусы-плавки, женский купальник.

### Обувь и аксессуары
Обязательной частью официального костюма для высшего общества оставался цилиндр. Для повседневной носки использовались шляпы-хомбург из мягкого фетра и жёсткие фетровые котелки. В жаркую летнюю погоду в неформальных ситуациях надевались соломенные шляпы вроде панамы или канотье с чёрной лентой. Для небогатых слоёв населения были характерны кепки и картузы. Кепки могли носиться и зажиточными людьми, но как правило это происходило на охоте, за городом, на некоторых спортивных мероприятиях.
Среди мужской обуви можно выделить туфли, ботинки и сапоги. Первые два типа были на шнуровке, сапог же был сплошным и без застёжек. Туфли, как правило, носились в городе при тёплой погоде и на приёмах в помещении. При прохладной и холодной погоде в городе, а также за городом обычно носили ботинки, закрывавшие щиколотку. Среди цветов можно выделить оттенки чёрного, серого и коричневого. Для особо официальных случаев были предназначены парадные ботинки с белым верхом и пуговицами по бокам — балморалы. В эдвардианскую эпоху появились классические оксфорды — мужские туфли с закрытым типом шнуровки, когда союзка нашита поверх берцев. Норфолкский костюм носился с шерстяными гетрами до колена и крепкими кожаными ботинками на шнуровке, поверх которых также могли надевать высокие гамаши. Если же нужно было отправиться на охоту, можно было надеть кожаные краги либо заменить ботинки на полноценные сапоги. В России зимой носили валенки, изготавливавшиеся из валяной шерсти.
Сапоги были популярны в Германии, Скандинавии и странах Восточной Европы. В России особым шиком считались сапоги со складками (сапоги гармошкой). Кроме того, они были частью военной униформы.
В холодную пору в городе носились шерстяные шарфы, кожаные перчатки, зимние шляпы и меховые шапки. В восточной Европе, в том числе и России, в холодные зимы носили мурмолки, папахи, бадейки (маленькие круглые шапки с плоским дном) и шапки-пирожки («гоголь»), отдалённо напоминавшие пилотки. Также в России существовали меховые шапки, отдалённо напоминавшие современные ушанки, но их больше носили дети. Среди российских рабочих были распространены теплые шапки из чёрной мерлушки или «под котик». На случай скверной погоды за городом имелись плащи, пальто, шарфы, шляпы и шапки грубого покроя (твид, шерсть и некоторые другие материалы). Городские аксессуары были более утончёнными, нежели практичные загородные.

### Галерея стиля 1900—1905 годов

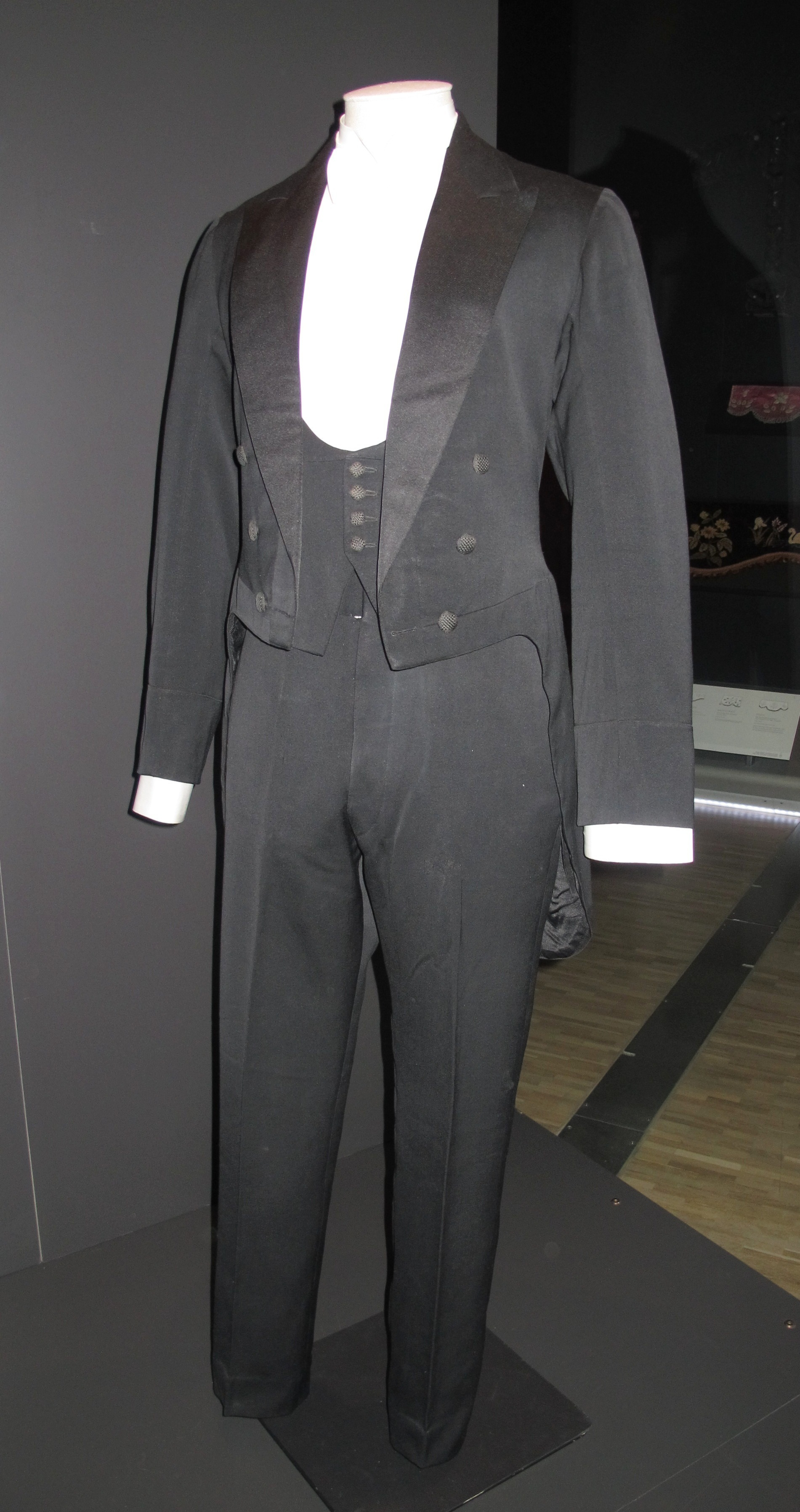
Вечерний костюм, 1900-е гг. Из собрания музея Окленда.
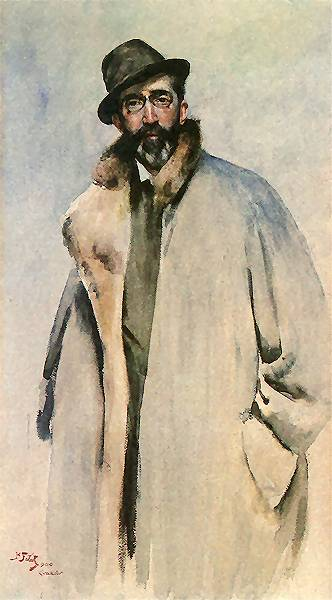
Портрет Антона Водзицкого в пальто с меховым воротником и шляпе-хомбурге, 1900 г.
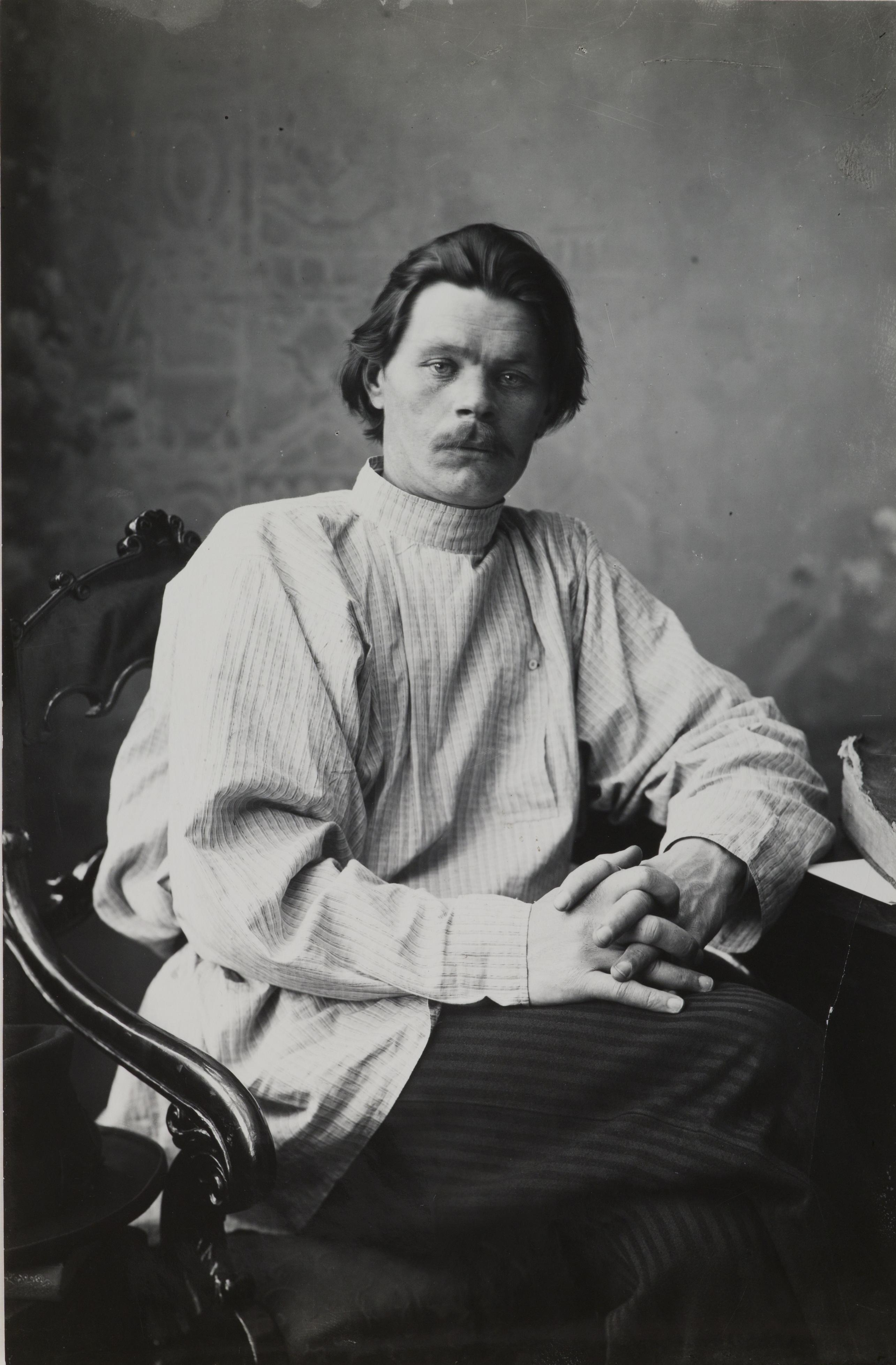
Максим Горький в косоворотке, 1900 г.
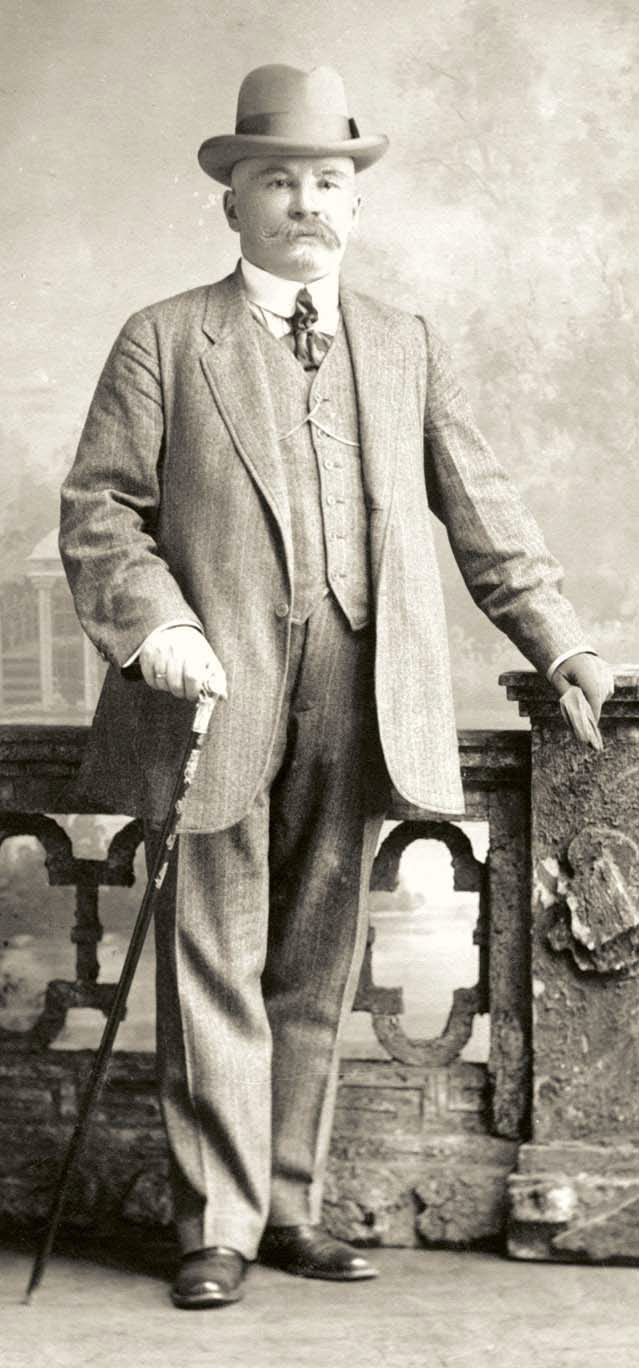
Костюм-светло-серого цвета с хомбургом, 1900 год
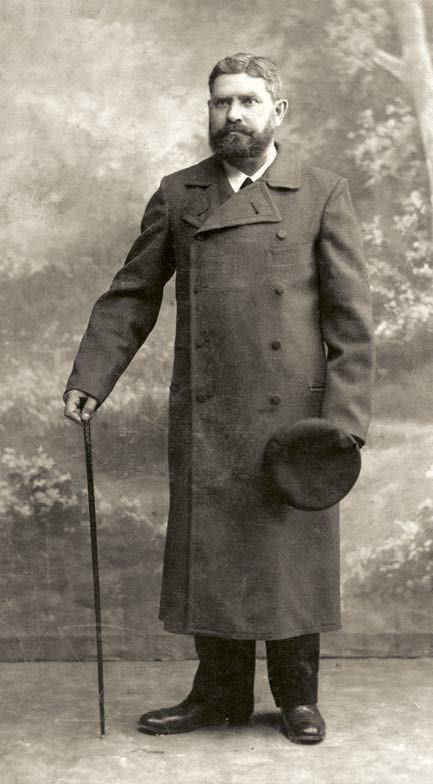
Петербургский приказчик в двубортном пальто и с фуражкой, 1900 год.
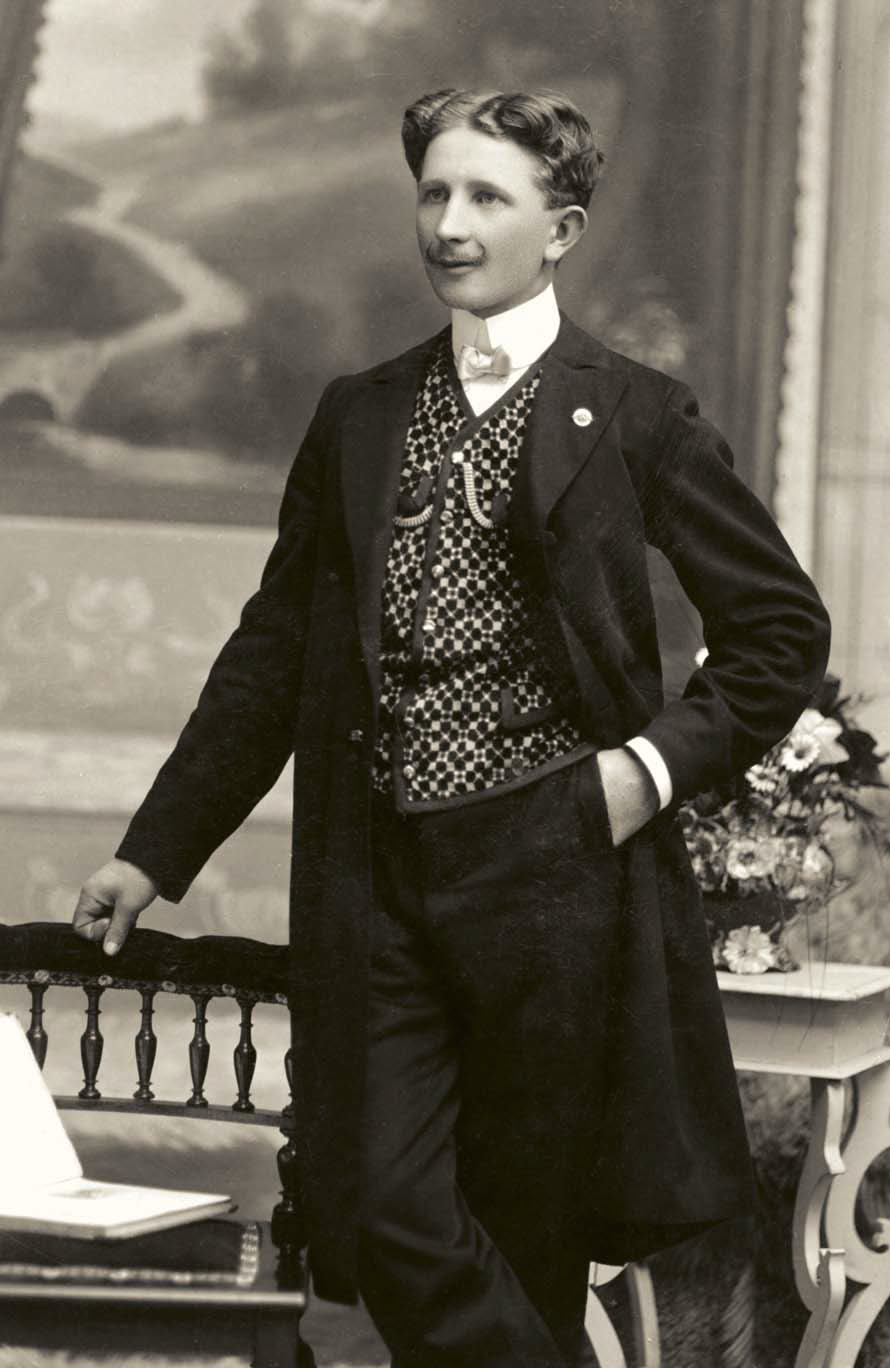
Парикмахер в сюртуке, штучном щегольском жилете со стрижкой а-ля капуль, 1900-е гг.
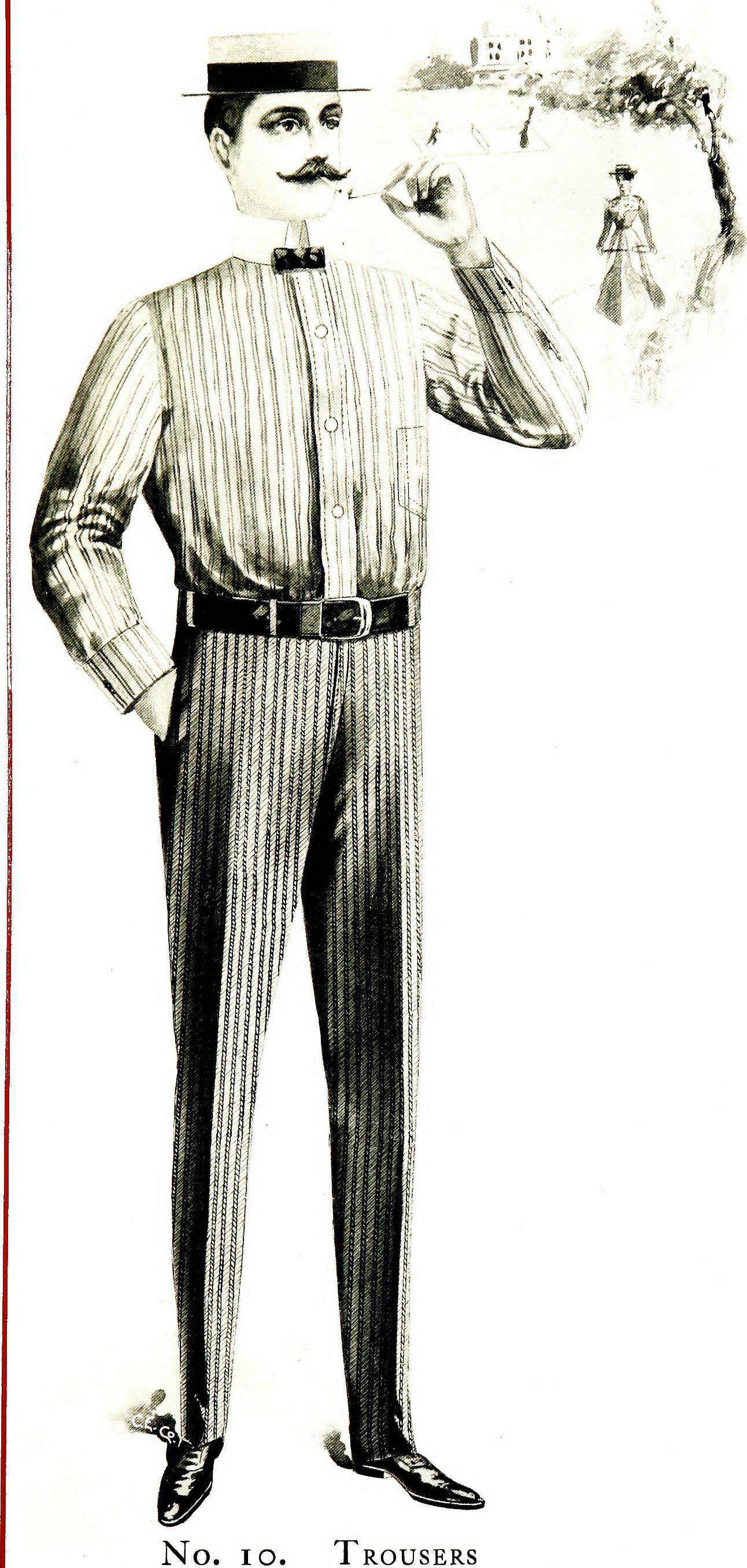
Одежда для отдыха, штаны заправлены ремнём. Из каталога «B. Kuppenheimer & Co», Чикаго (США), весна 1900 года.
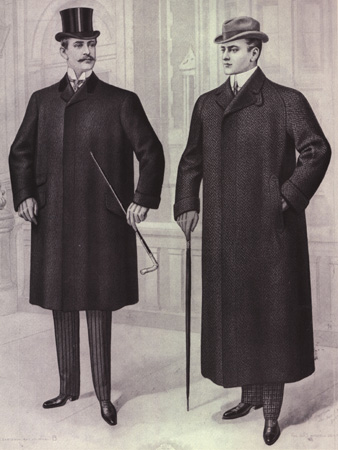
Модная иллюстрация: слева короткое пальто с цилиндром и, видимо, визиткой, и справа длиннополое пальто, с хомбургом и деловым костюмом, декабрь 1900 г.
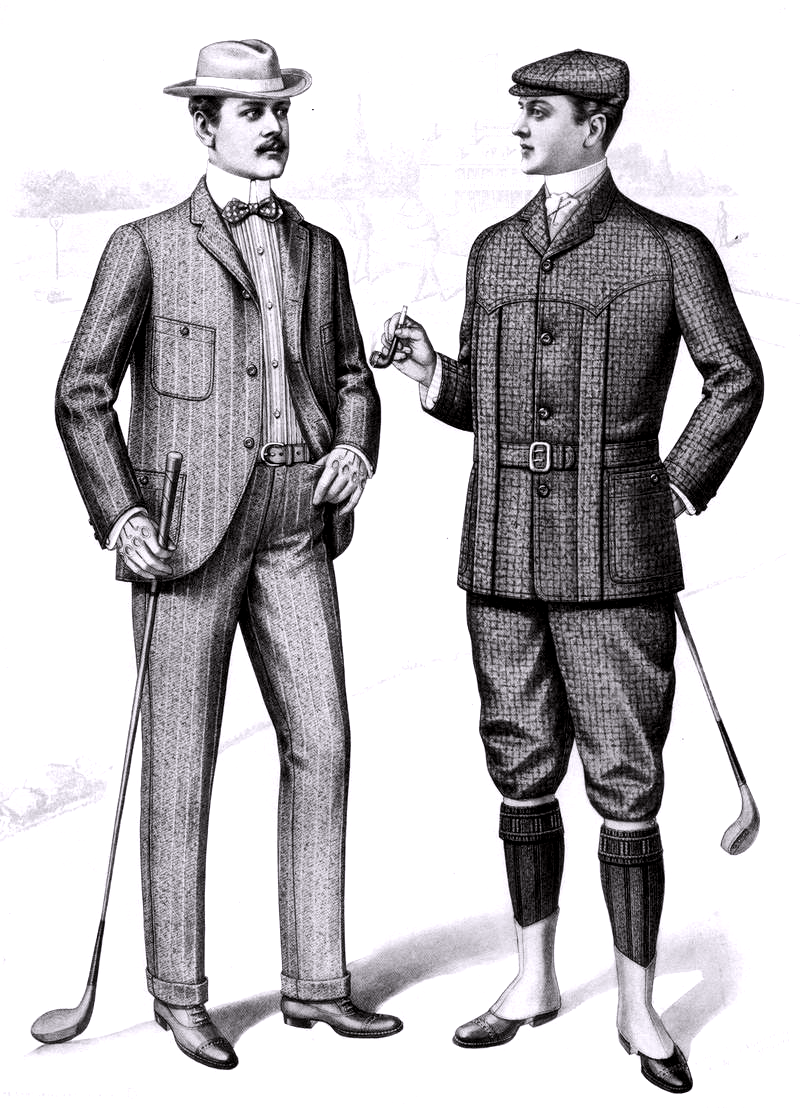
Модная иллюстрация из журнала Sartorial Arts Journal: костюм с накладными карманами (слева) и костюм для гольфа, состоящий из норфолкского пиджака и бриджей-никербокеров (справа), 1901 г.
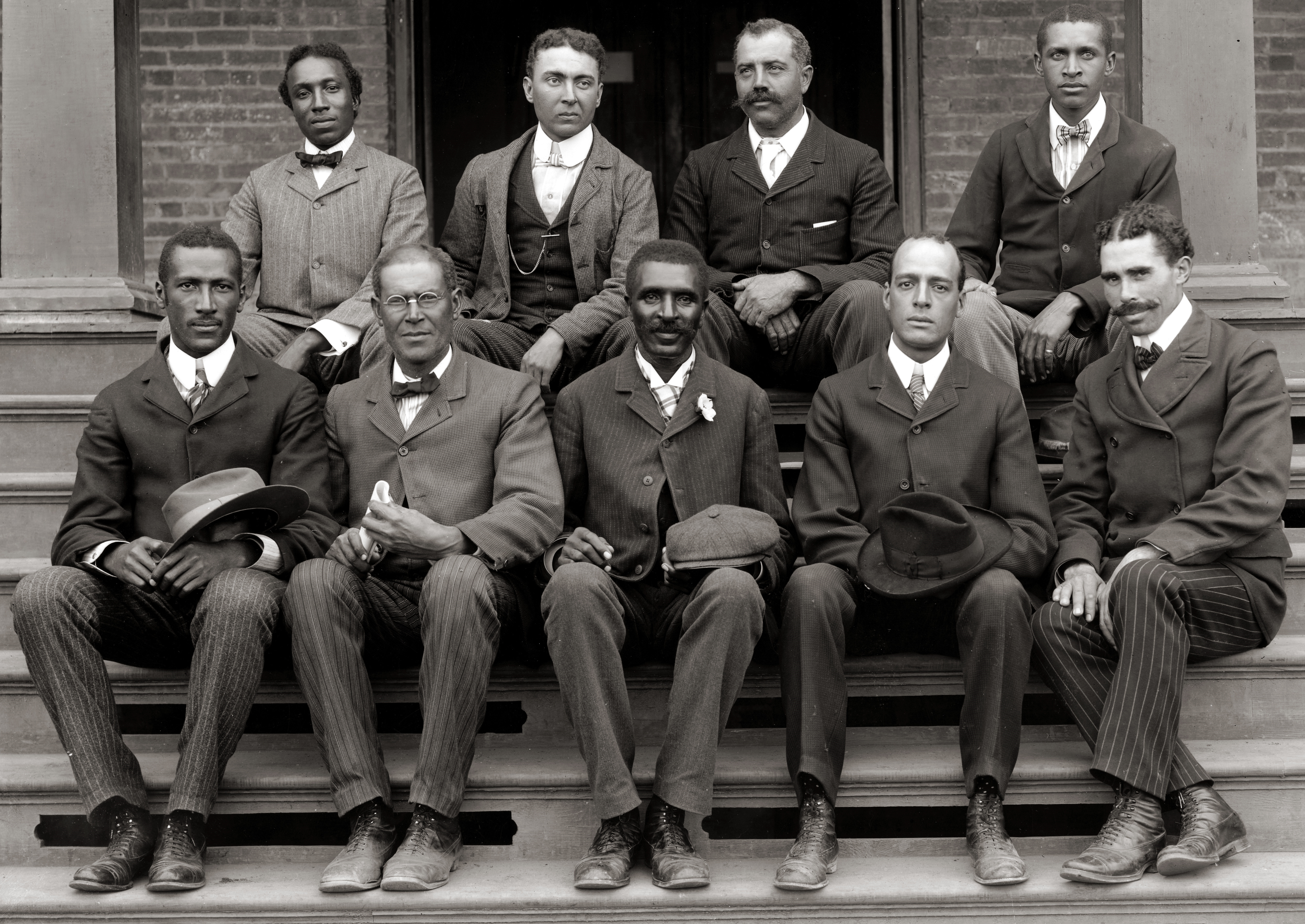
Сотрудники института Таскиги[англ.] (Алабама, США), 1902 г., носят костюмы с небольшим вырезом и контрастирующие брюки, часто в полоску.
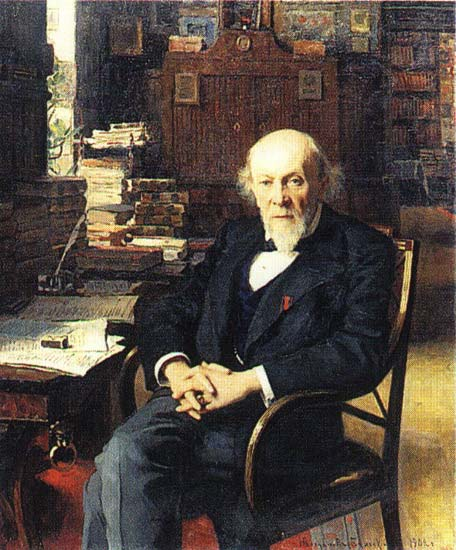
Портрет историка Н. П. Барсукова кисти Богданова-Бельского, 1902 год.
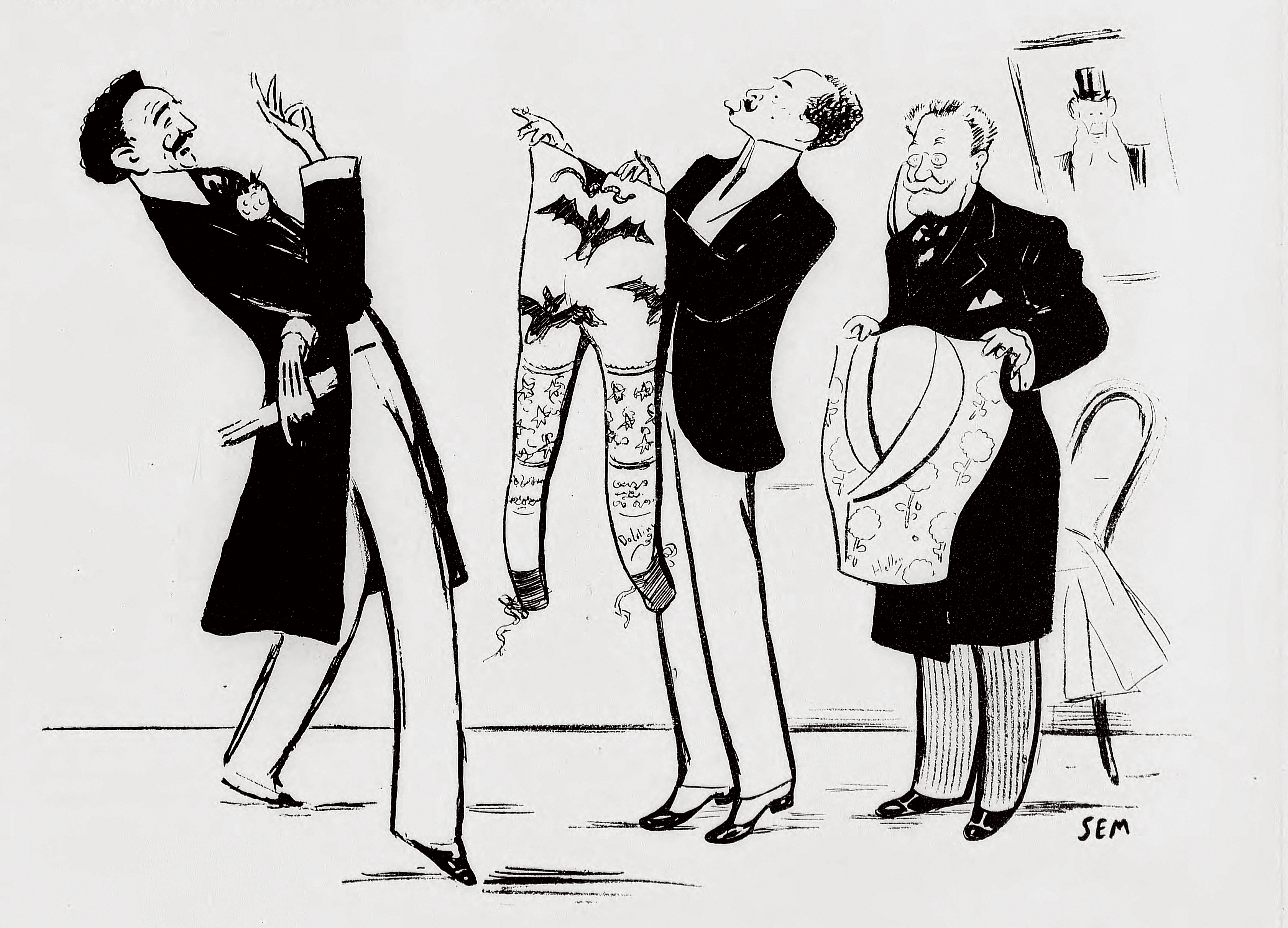
Карикатура на примерку одежды у «Charvet Place Vendôme», одного из лучших французских ателье, 1903 г.
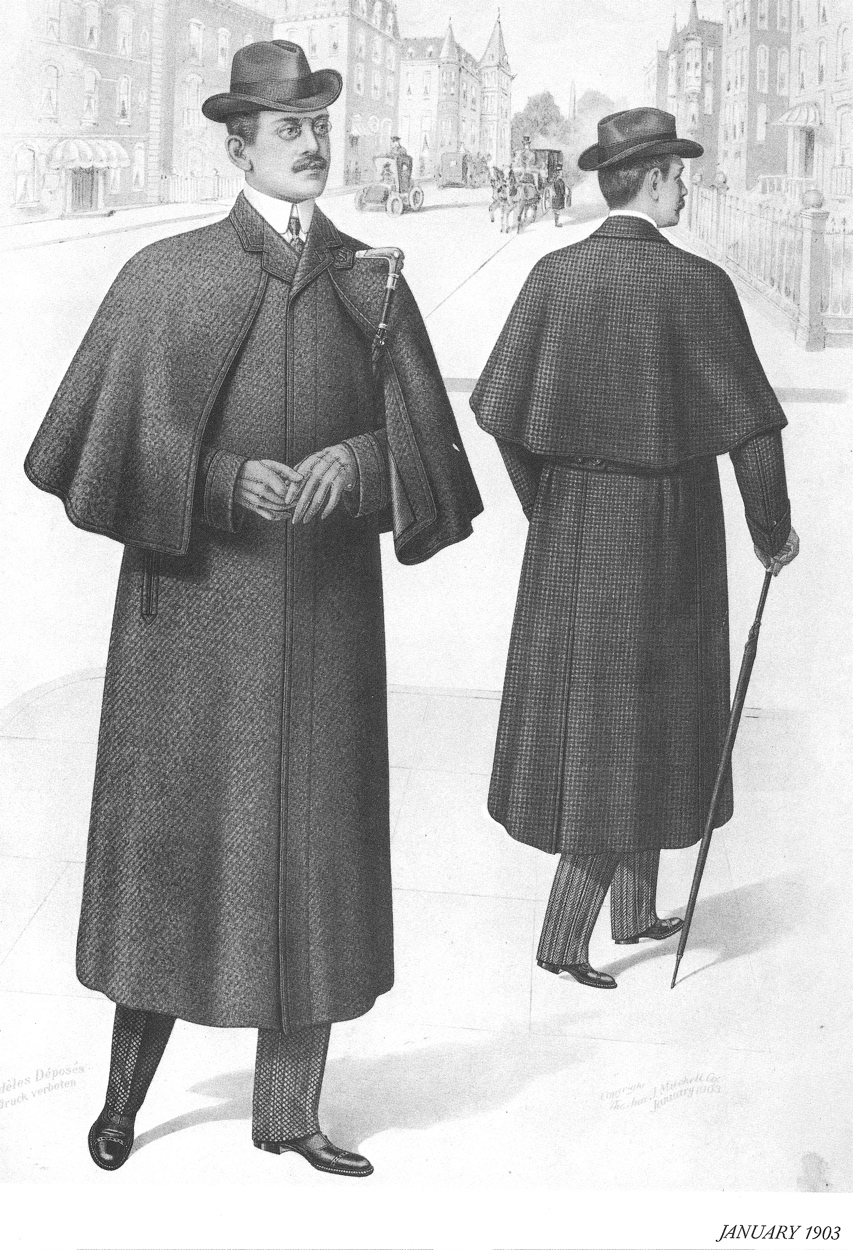
Пальто «ольстер» c пелериной и шляпа-хомбург, модная иллюстрация, 1903 г.
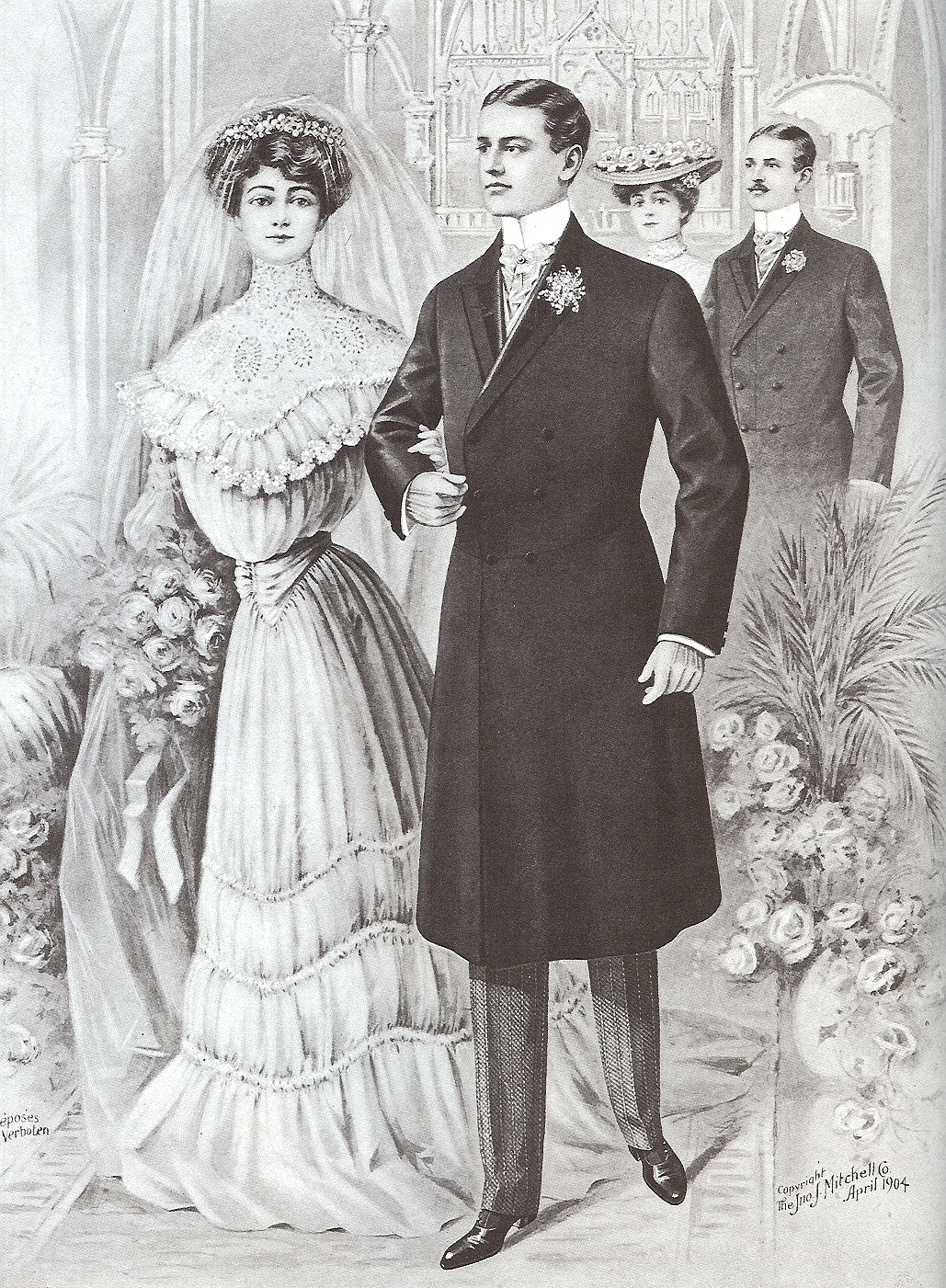
Парадный сюртук, 1904 г.

### Галерея стиля 1906—1909 годов

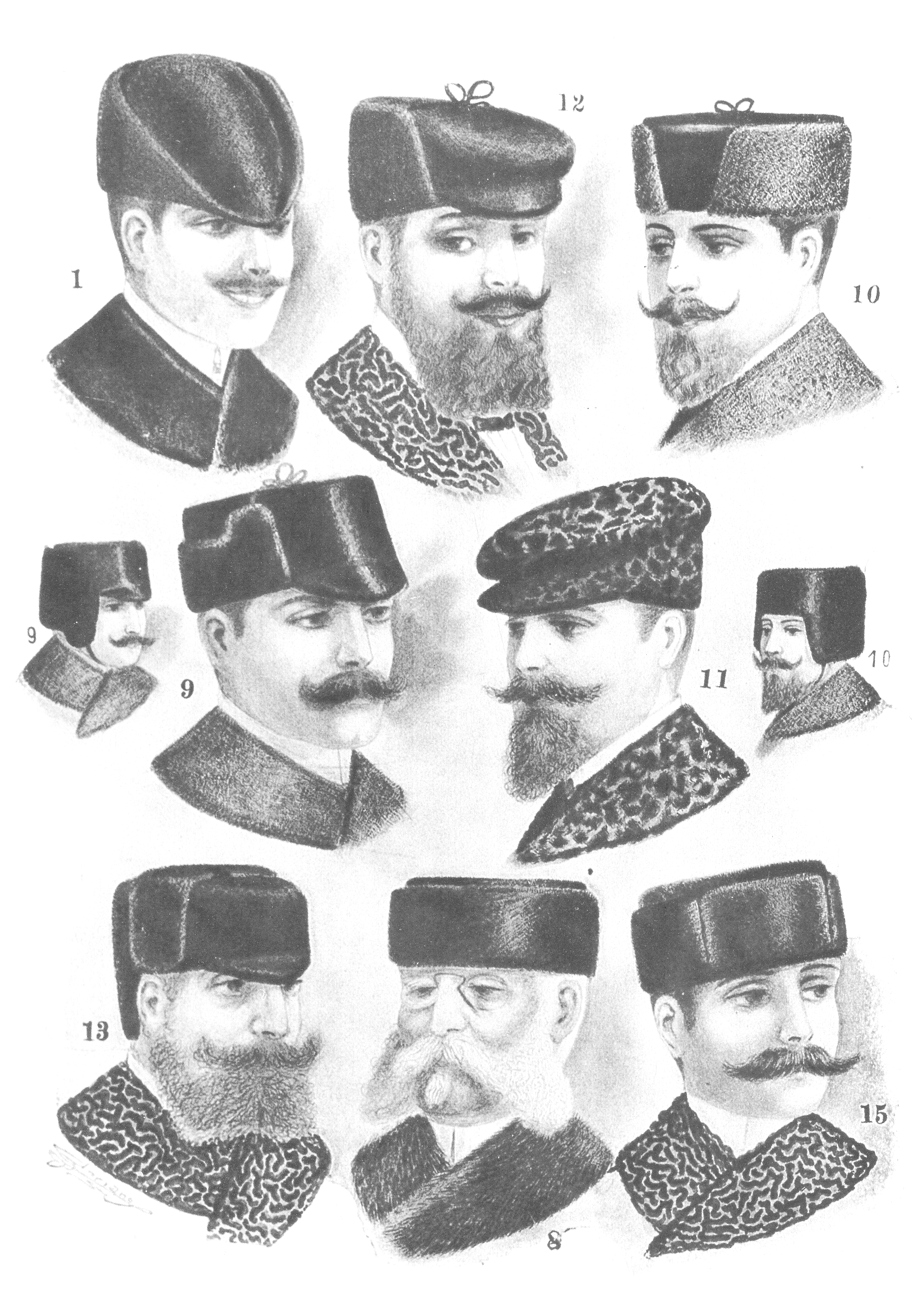
Меховые шапки, 1906 г.
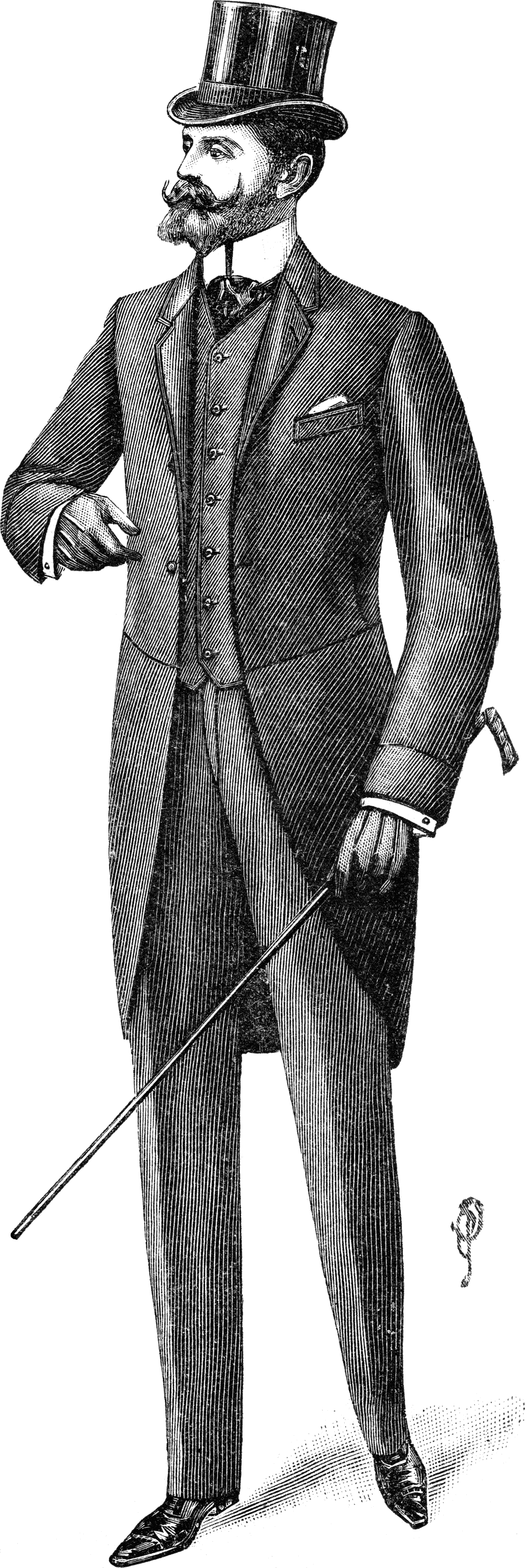
Мужской костюм для официальных выходов днём состоит из визитки, жилета с небольшим вырезом и брюк с отутюженными складками и скрытой застёжкой. Его дополняет рубашка с высоким воротником, цилиндр и перчатки. 1906 год.
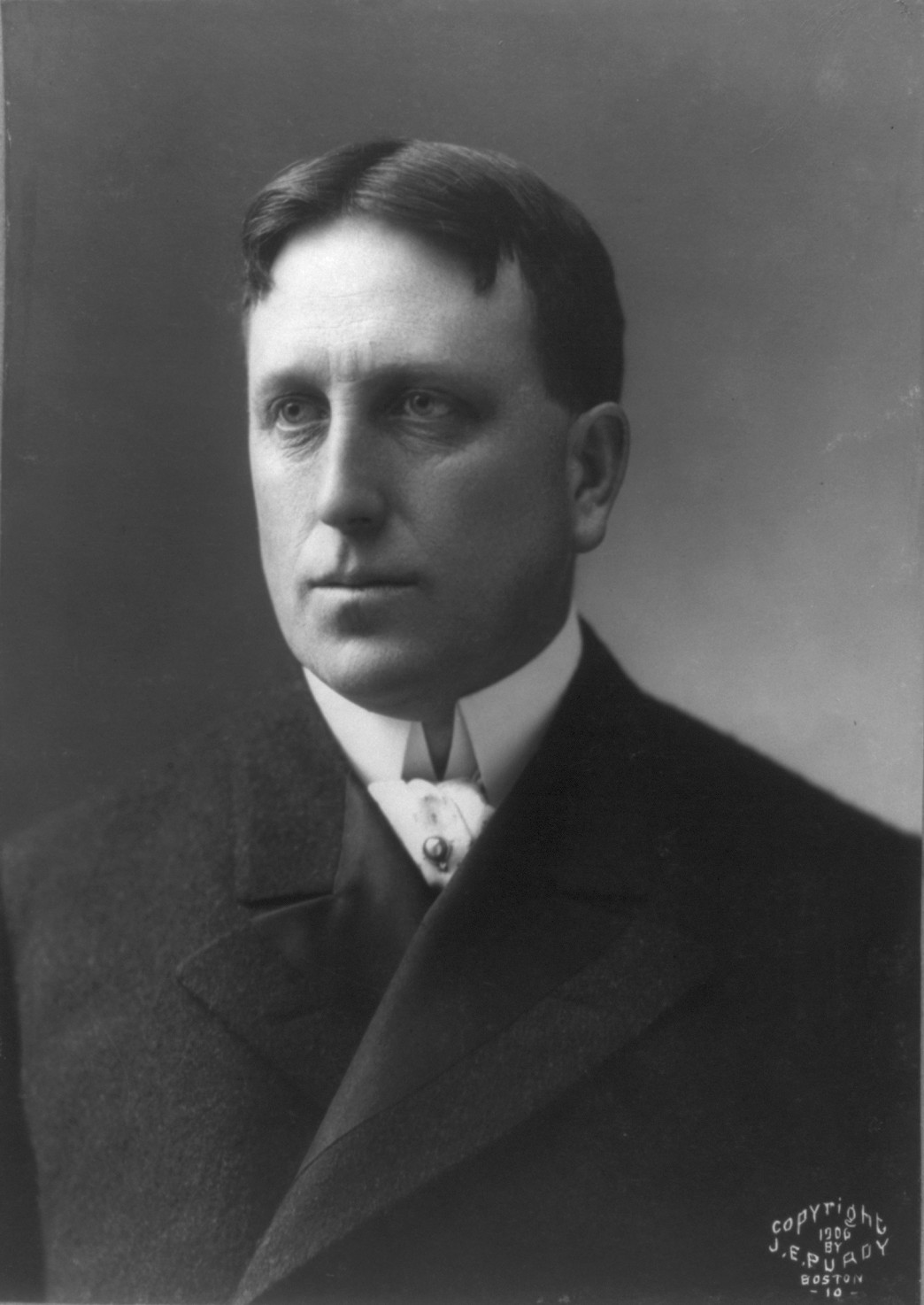
Уильям Рэндольф Херст в костюме с маленьким вырезом, рубашка имеет жёсткий воротник-стойку, а галстук заколот булавкой, 1906 год.
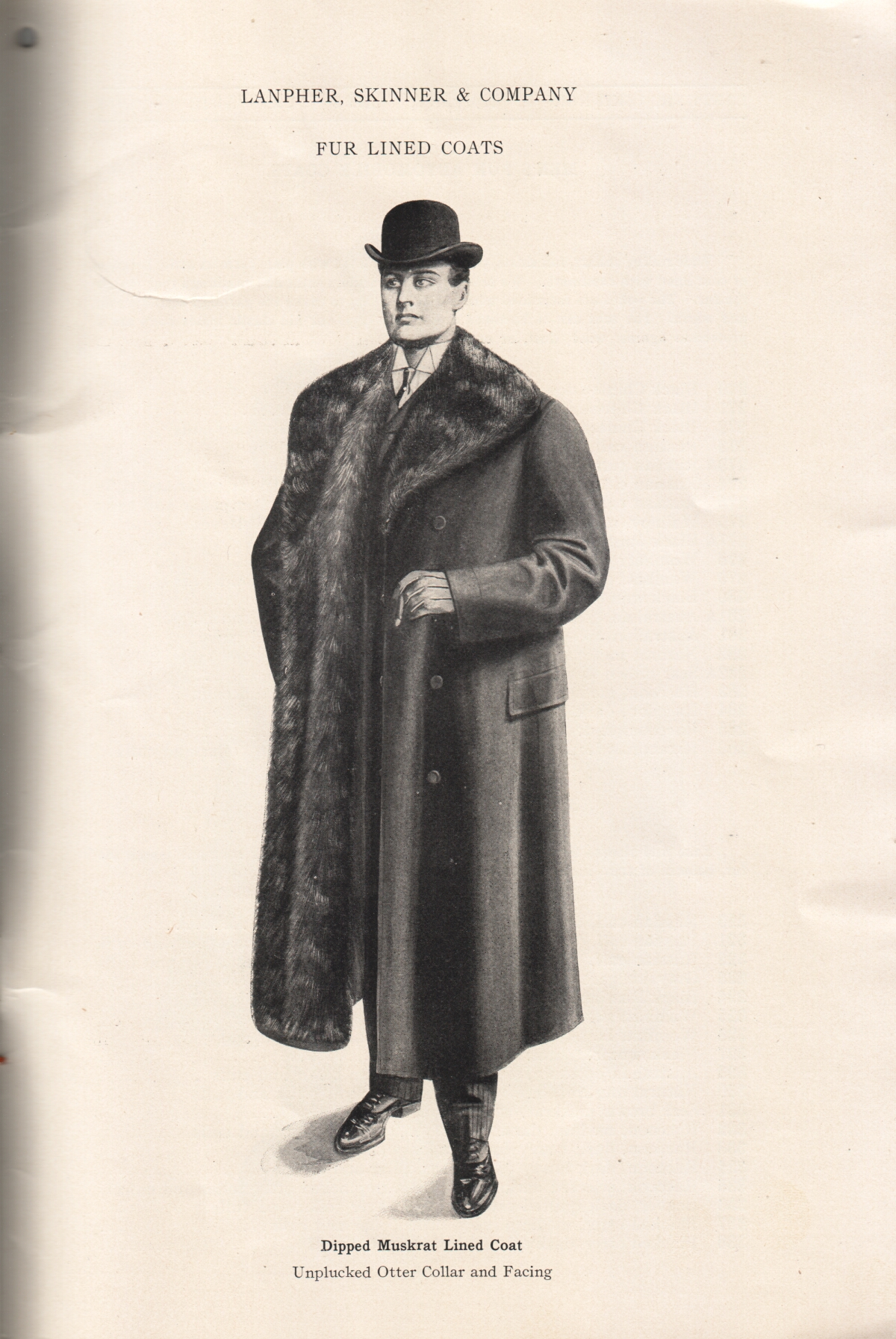
Меховое пальто с подкладкой из ондатры и выдровым воротником, из американского каталога меховых изделий 1906 г.
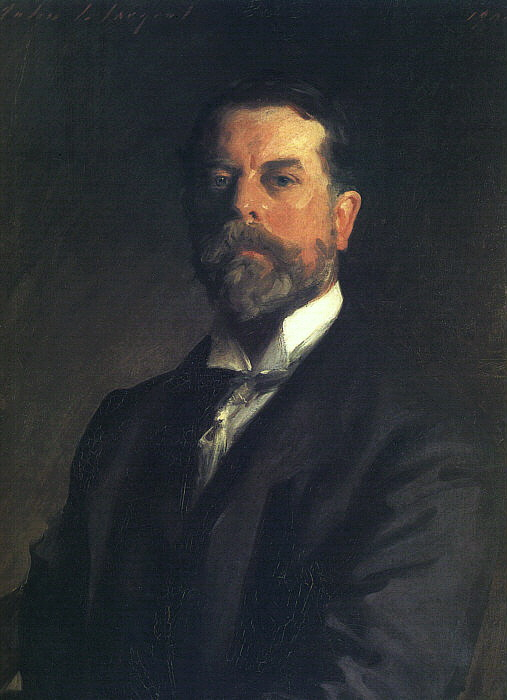
Автопортрет американского художника Джоне Сингера Сарджента, 1906 г. На нём надет серый костюм с воротником-«бабочкой».
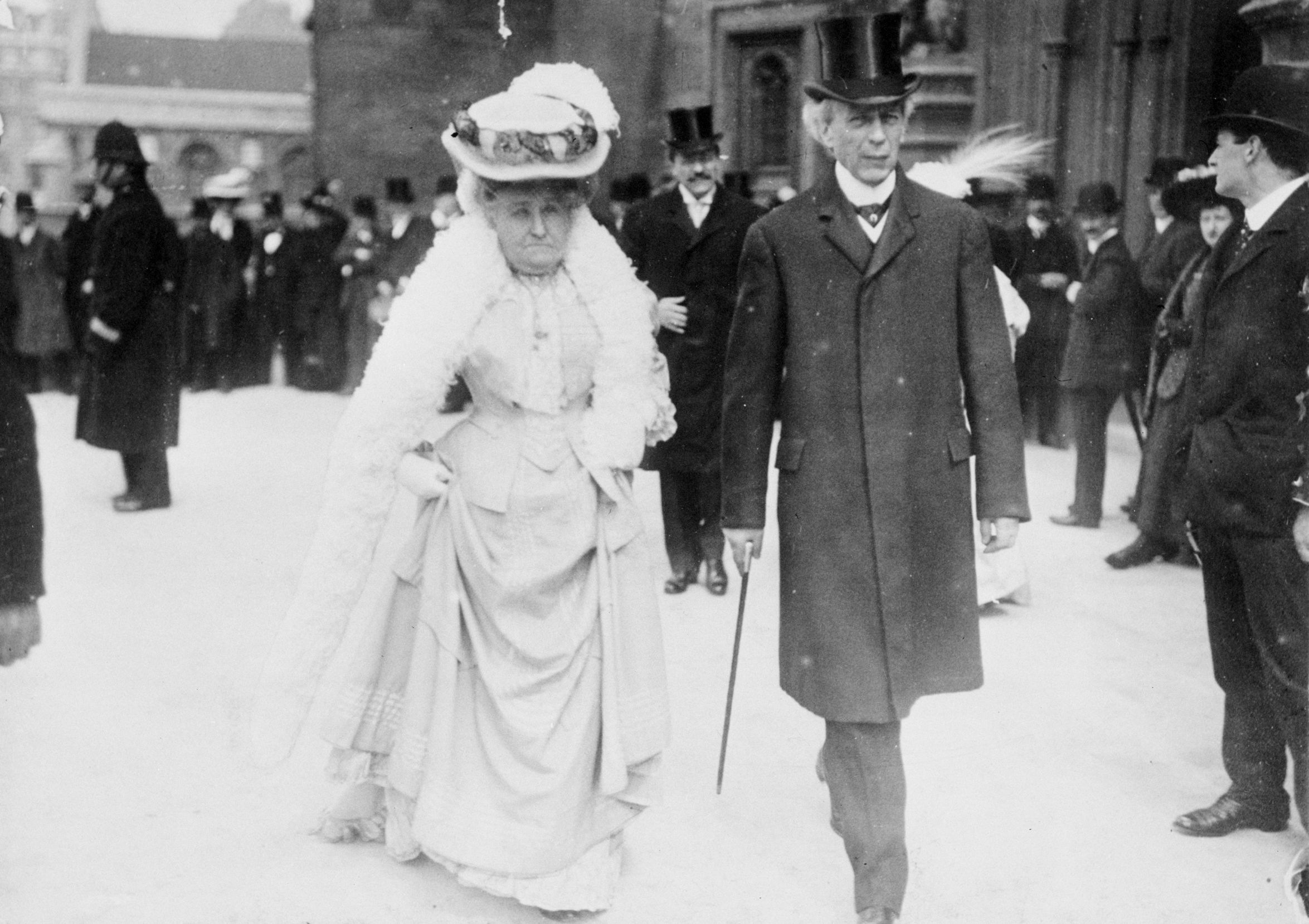
Премьер-министр Канады Уилфрид Лорье со своей женой, 1907 г.
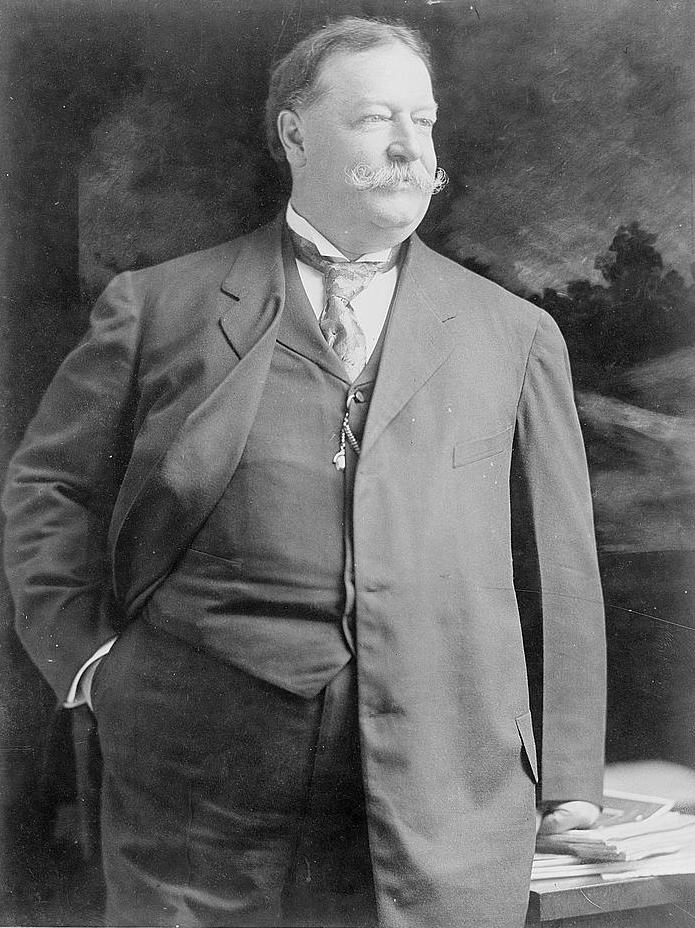
Военный министр США Уильям Говард Тафт в костюме-тройке, около 1907 г.
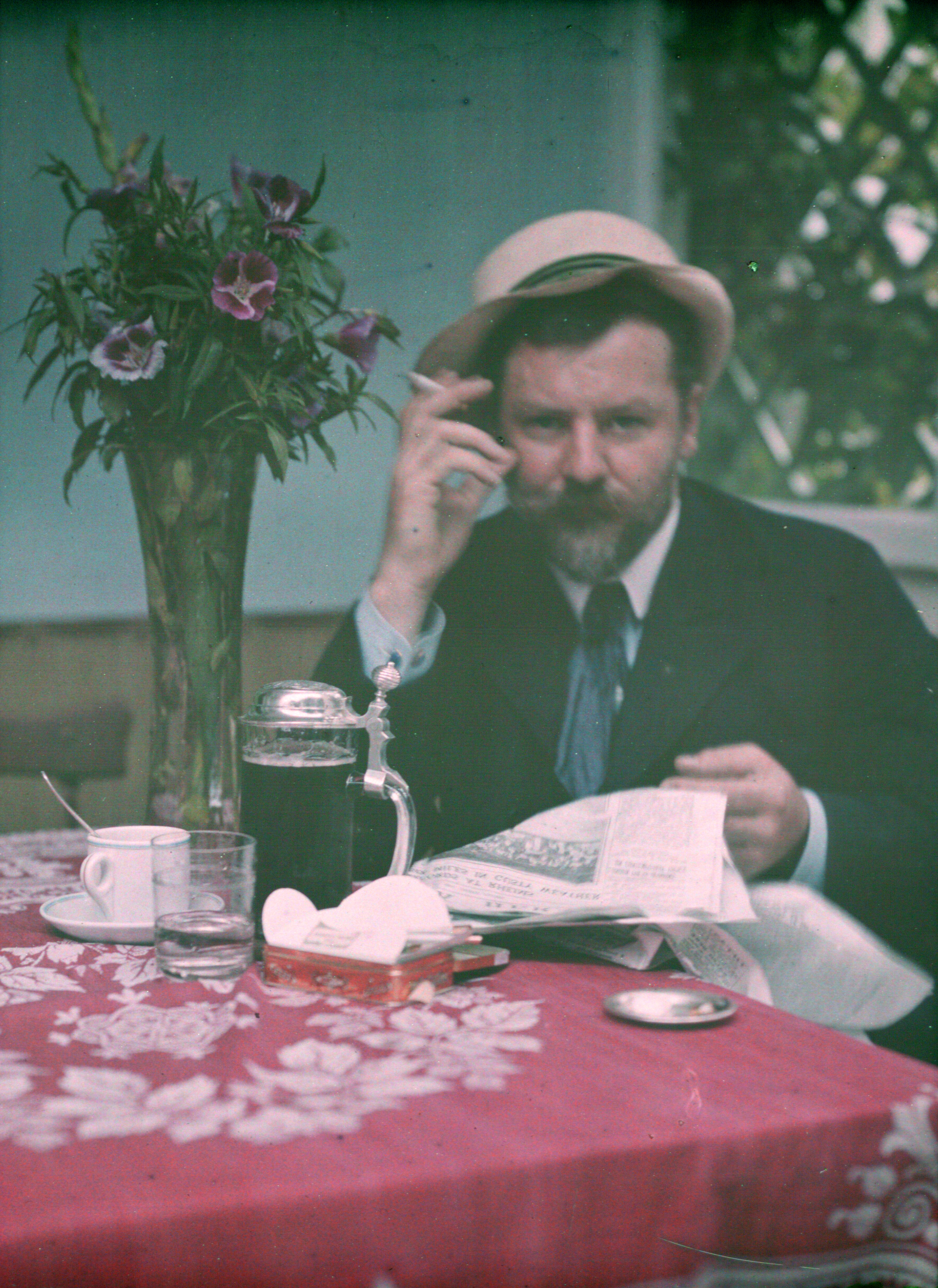
Фрэнк Юджин (немецкий художник американского происхождения), фотопортрет Альфреда Стиглица, ок. 1907 г.
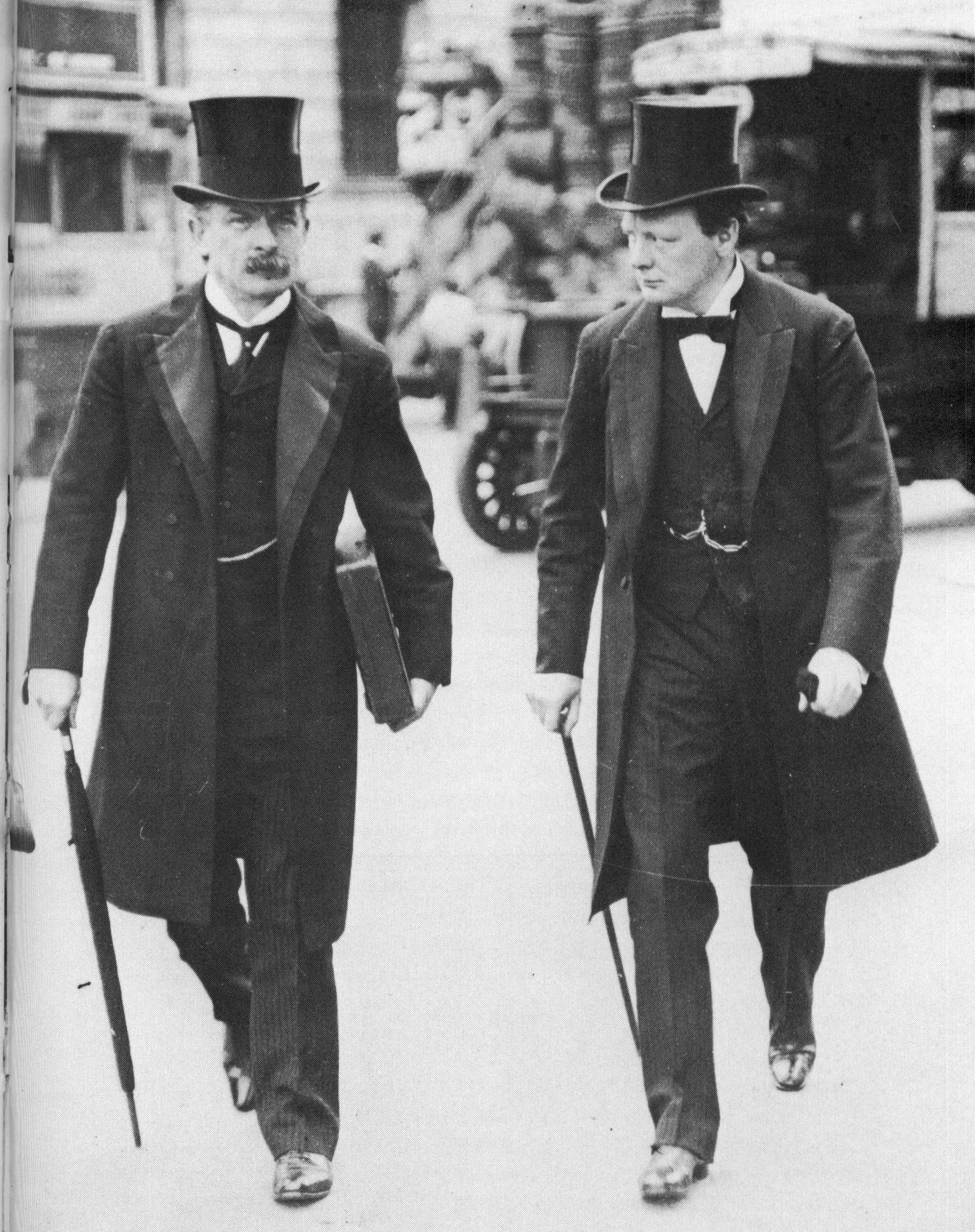
Английские парадные костюмы: Дэвид Ллойд Джордж (слева) и Уинстон Черчилль в сюртуках и цилиндрах, 1907 г.
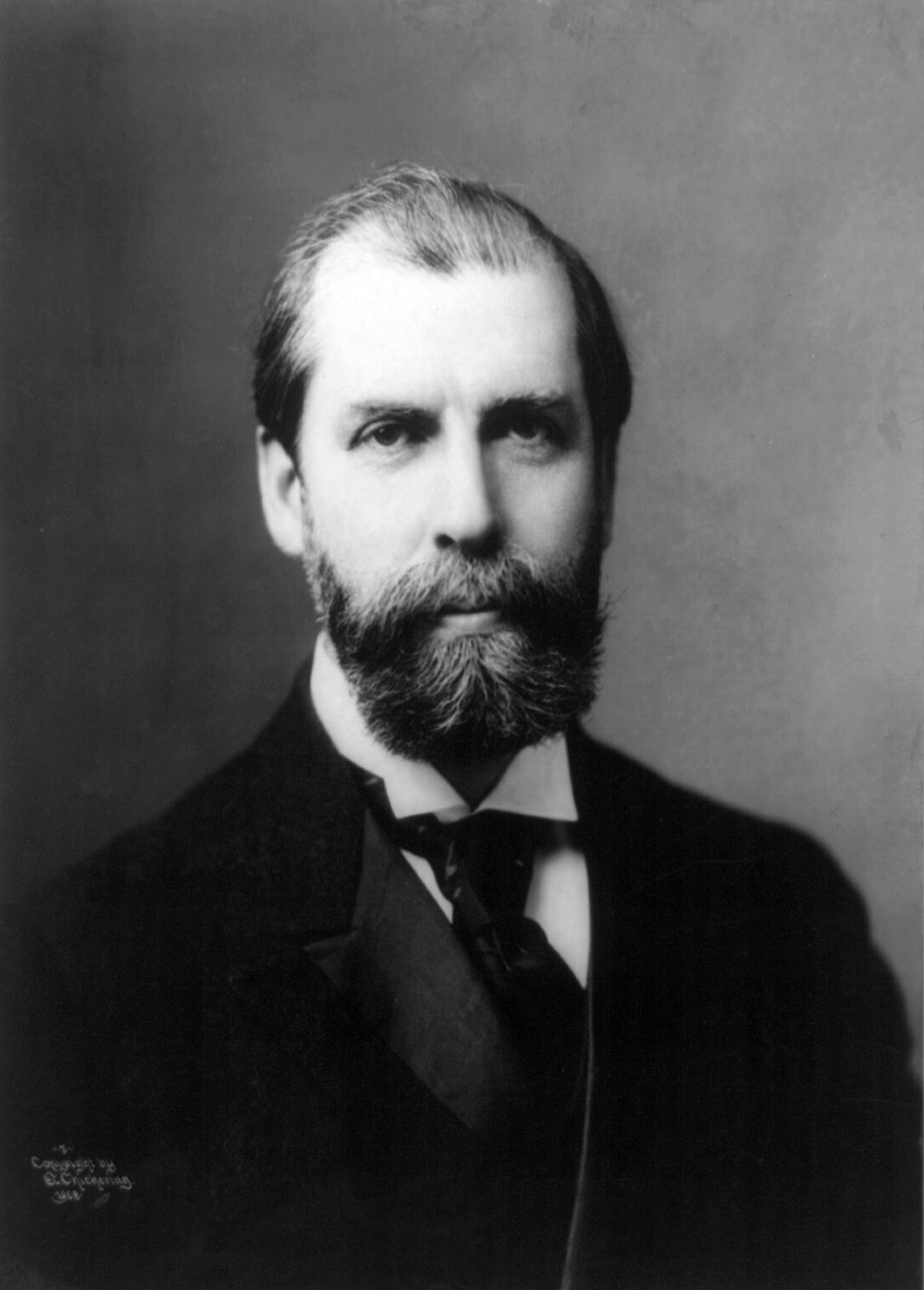
Американский политик-республиканец Чарльз Эванс Хьюз, 1908 г.
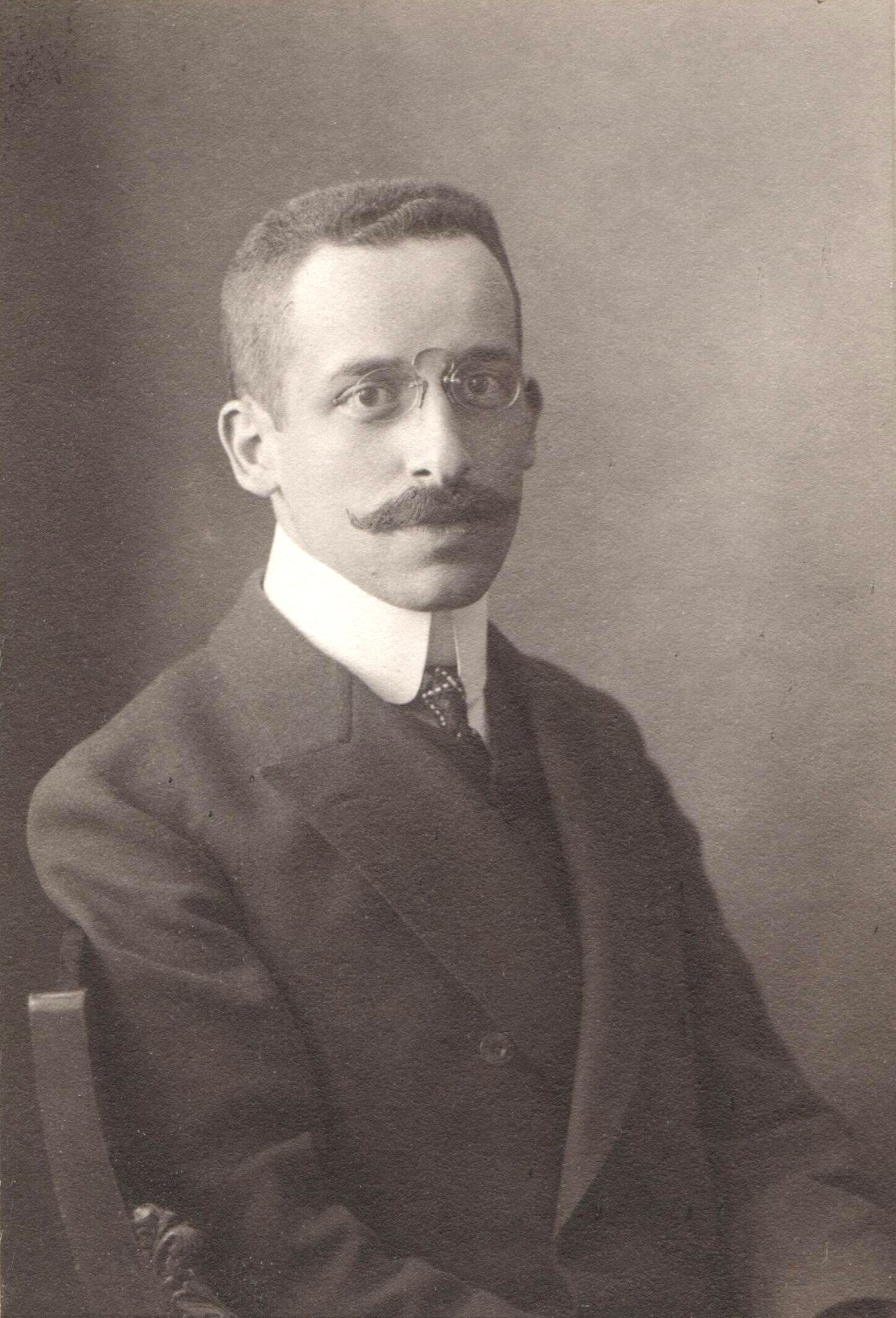
Павел Шаскольский, из архивов Петришуле, 1908 г.
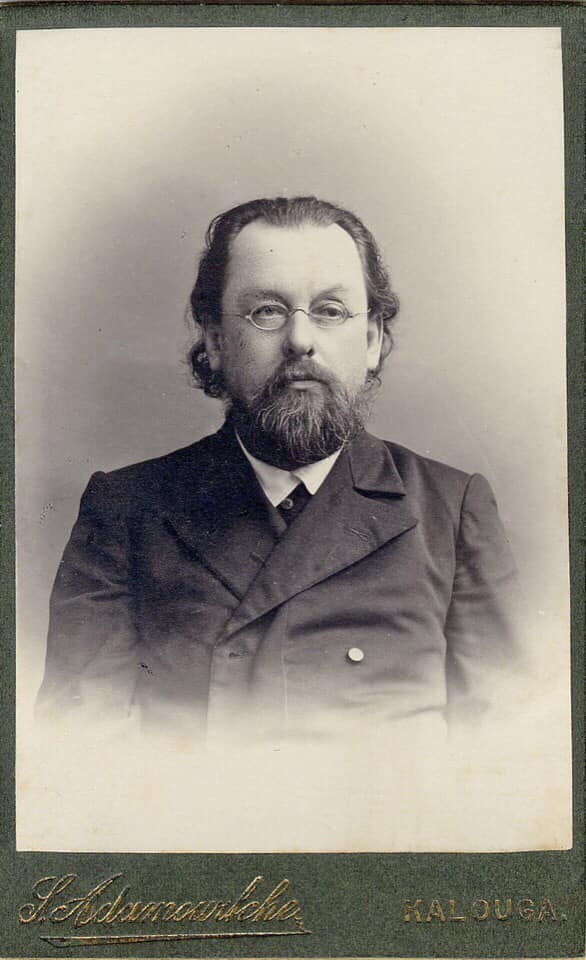
Константин Циолковский, 1908-1909 гг.
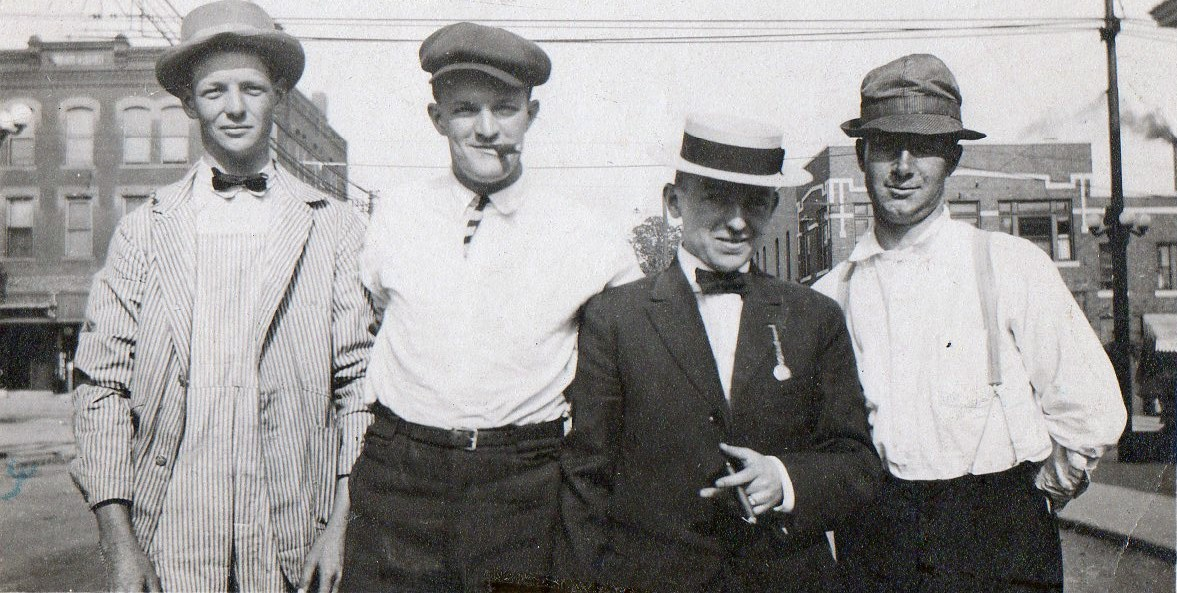
Ирландские иммигранты в Канзас-Сити, штат Миссури, 1909 г. Второй мужчина слева носит кепи.
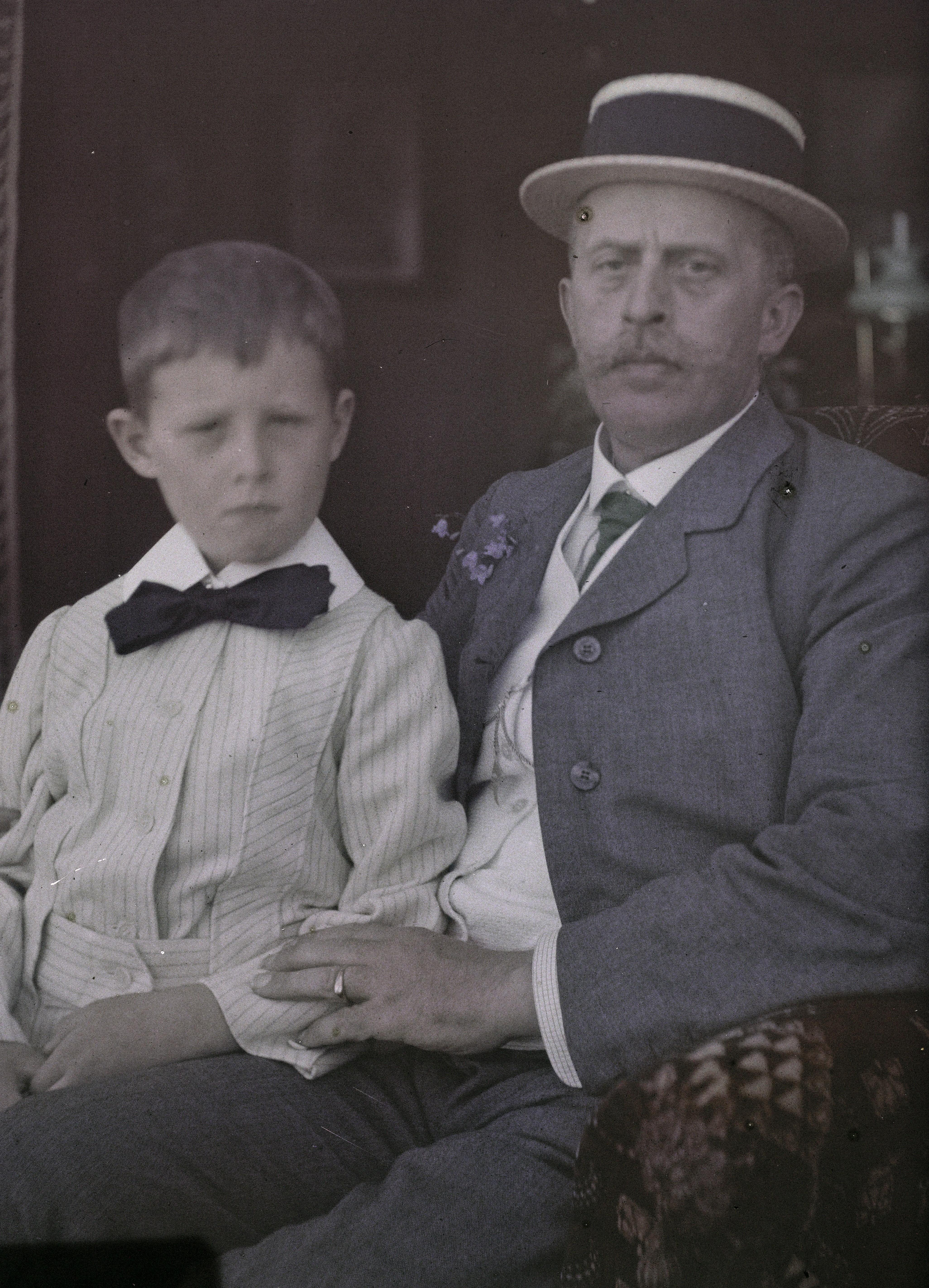
Автохромный автопортрет нидерландского фотографа Яна Зегерса с сыном, август 1909 г.

## Детская одежда
До трёх лет мальчиков и девочек одевали в яркие платьица с квадратным вырезом и с боковой застёжкой налево. Платья девочек были ярче, чем у мальчиков. Платья дополняли цветные пояса и кружевные вороты и манжеты. Дети этого возраста носили длинные волосы до плеч или подстриженные под калитку.
Одежда для девочек в эту эпоху подражает одежде взрослых женщин. Юные леди носили платья до колен, отделанные кружевом или вышивкой. В отличие от женских платей, на платьях для девочек отсутствовало декольте. Как правило, вместе с платьем полагалось надевать чёрные туфли, либо же ботинки, шнурованные или на пуговицах, чулки по погоде (шерстяные либо лёгкие), а также перчатки из лайки или вязанные крючком. С невыходными платьями часто носили фартучки, часто отделанные кружевами и прошивками и более нарядные, чем само платье. Фартучки делали из шёлковых или хлопчатобумажных тканей, как и белых, так и ярких, так и полосатых. Также девочки носили юбки и блузки, подпоясываясь широким поясом. Юбки были в складку или плиссированные. Что касается причёсок, это были длинные волосы, завитые в локоны и украшенные лентами и бантами. В России самой распространённой девочек были косы, украшавшиеся бантами, также носили распущенные волосы с одним или двумя бантами, а в торжественных случаях — завитые в крупные локоны. Для игр допускалось надевать шаровары и вязаную кофту. Результатом попыток сделать одежду более удобной для игр стали платья с коротким рукавом. Головными уборами девочек служили шляпки: соломенные, шёлковые, бархатные, украшавшиеся лентами и искусственными цветами.
Мода среди мальчиков во многом копирует мужскую, с тем лишь отличием, что вместо брюк и кальсон до лодыжек носились короткие штанишки-шорты и полукальсоны (а иногда нижнего белья вовсе не было), как правило с суконными гетрами до колена поверх чулок, также поверх них могли надевать и шерстяные гамаши. Полноценные брюки надевались только с наступлением холодов. Символом взросления мальчиков был переход с шорт на полноценные брюки, происходивший ориентировочно в 13-14 лет. Крестьянские дети до пяти-семи лет в некоторых странах Восточной Европы (в том числе и России) зачастую ходили в одной лишь рубахе, часто бывшей перекроенной рубахой для взрослого. Повседневные рубашки для детей были из практичных материалов, часто носились без галстуков. Типичный вид играющего ребёнка из простой семьи на улице — грубая рубашка с расстёгнутой вверху пуговицей, задранные высоко наверх шорты на подтяжках, расстёгнутая жилетка, гетры, потрёпанные ботинки на шнурках и грубая кепка. С холодами заботливые мамы надевали своим детям тёплые свитера и твидовые брюки, среди взрослых мужчин считавшиеся спортивной одеждой, но дети её активно использовали за счёт удобства. Одежда же мальчиков из богатых семей была ещё более похожа на взрослую мужскую, более аккуратно сидела, и они чаще носили брюки, чем шорты, за счёт обилия формальных ситуаций. Также у них часто были цилиндры, фраки и нарядные сорочки c крахмальными воротниками, как у их отцов. Верхней одеждой служило двубортное пальто, зимой носили ватную шубу с меховым воротом. Головными уборами служили кепки-восьмиклинки, панамы и матросские шапочки, украшавшиеся лентами. Маленькие мальчики носили цветастые жокейские картузы с большим козырьком. Зимой носили шерстяные шапки, в том числе и вязаные. В России мальчики редко носили меховые шапки, поскольку они считались «простонародными». Обувью служили чёрные или коричневые ботинки, зимой в России носили фетровые валенки или бурки.
Одним из популярных направлений детской моды (как и среди мальчиков, так и среди девочек) был матросский стиль: носились синие/белые брюки (как и до лодыжек, так и короткие)/юбки, порой расклёшенные, в белых блузках добавлялся треугольный кусок ткани, имитировавший тельняшку, поверх нашивался матросский воротник. С матроской носили панаму. Порой на юбке/штанах могли присутствовать пуговицы по бокам, имитирующие матросский лацбант. Мальчики также могли носить норфолкский костюм (в Российской Империи бывший известным под названием «охотничьего»).
Купальные костюмы для детей ничем не отличались от взрослых. Так, мальчишеский купальник, представленный в 27-м номере российского журнала «Вестник моды» ещё за 1898 год, представляет собой короткое трико из джерси в сине-белую полоску с застёжкой на белые перламутровые пуговицы и обшивкой синей могеровой тесьмой. Такие же купальники употреблялись и в данное десятилетие. Купальники для мальчиков и девочек, представленные в 31-номере того же журнала за 1909 год, представляют собой комплект из кофточки и шорт, изготовленные из саржи или джерси и вышитые белым сутажем, гарнированные белой тесьмой или отделан чёрной елочкой. Одна из представленных в этом номере моделей купальника, для девочек, удерживается резиновым пояском. Также мальчики носили и плавки. Так, в 1902 году в немецком городе Нойс, расположившемся на Рейне, представители общины отказались поддерживать общественную купальню, так как «мальчики, прикрытые лишь купальными штанишками, будут видать друг у друга голое тело». Этот случай был упомянут в труде немецкого политика Августа Бебеля «Женщина и социализм».

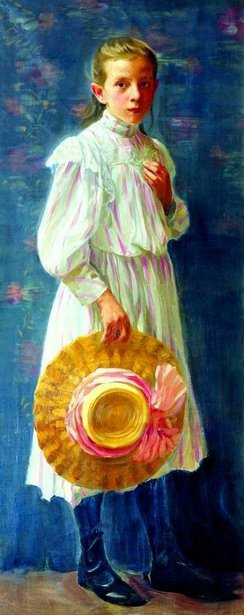
Иван Куликов «Портрет Нади Калининой», 1900-е
Детский купальник, 1902
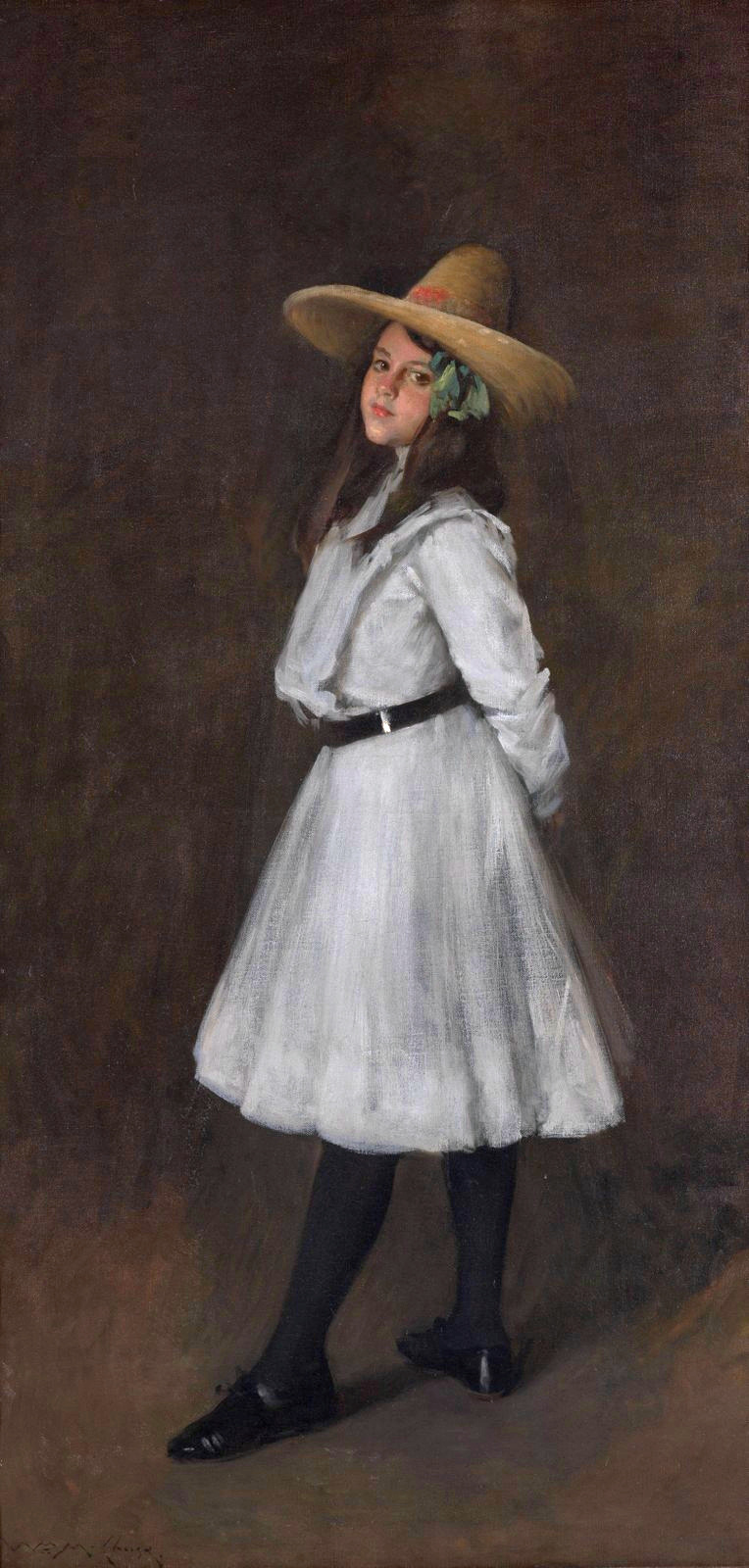
Уильям Чейз «Дороти», 1902
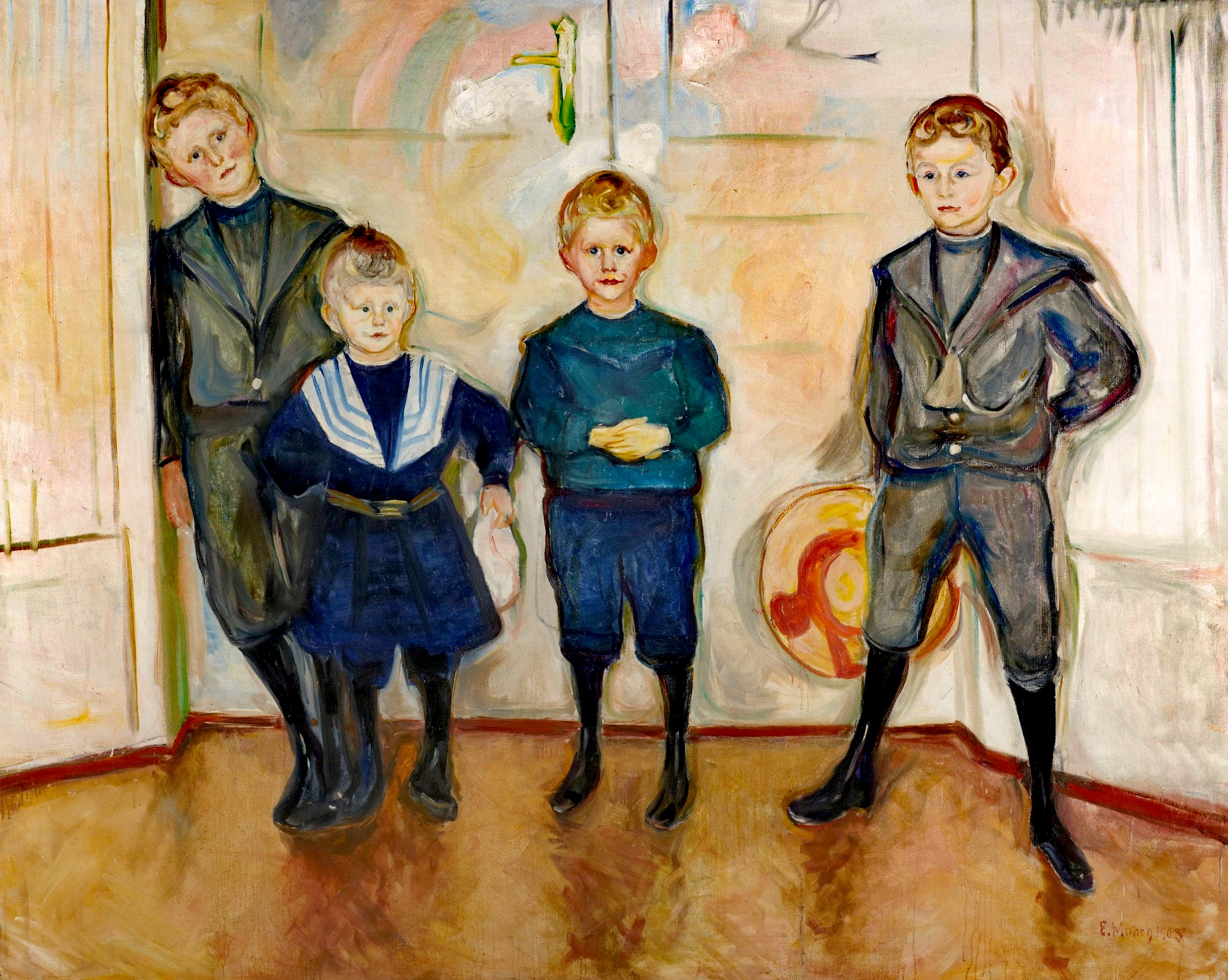
Эдвард Мунк. «Сыновья доктора Линде», 1903 год.
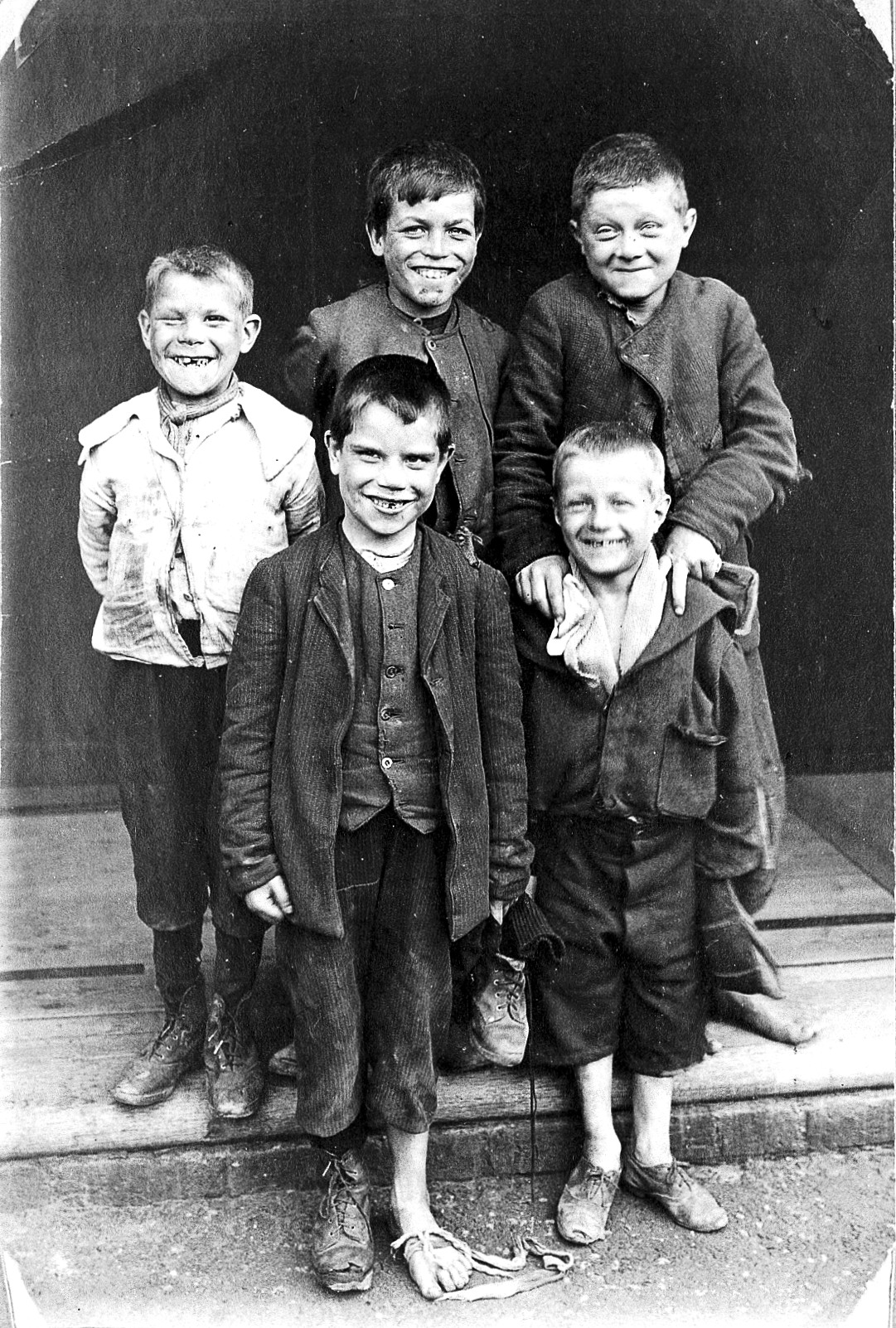
Дети из лондонского района Плейстоу, 1904 год.
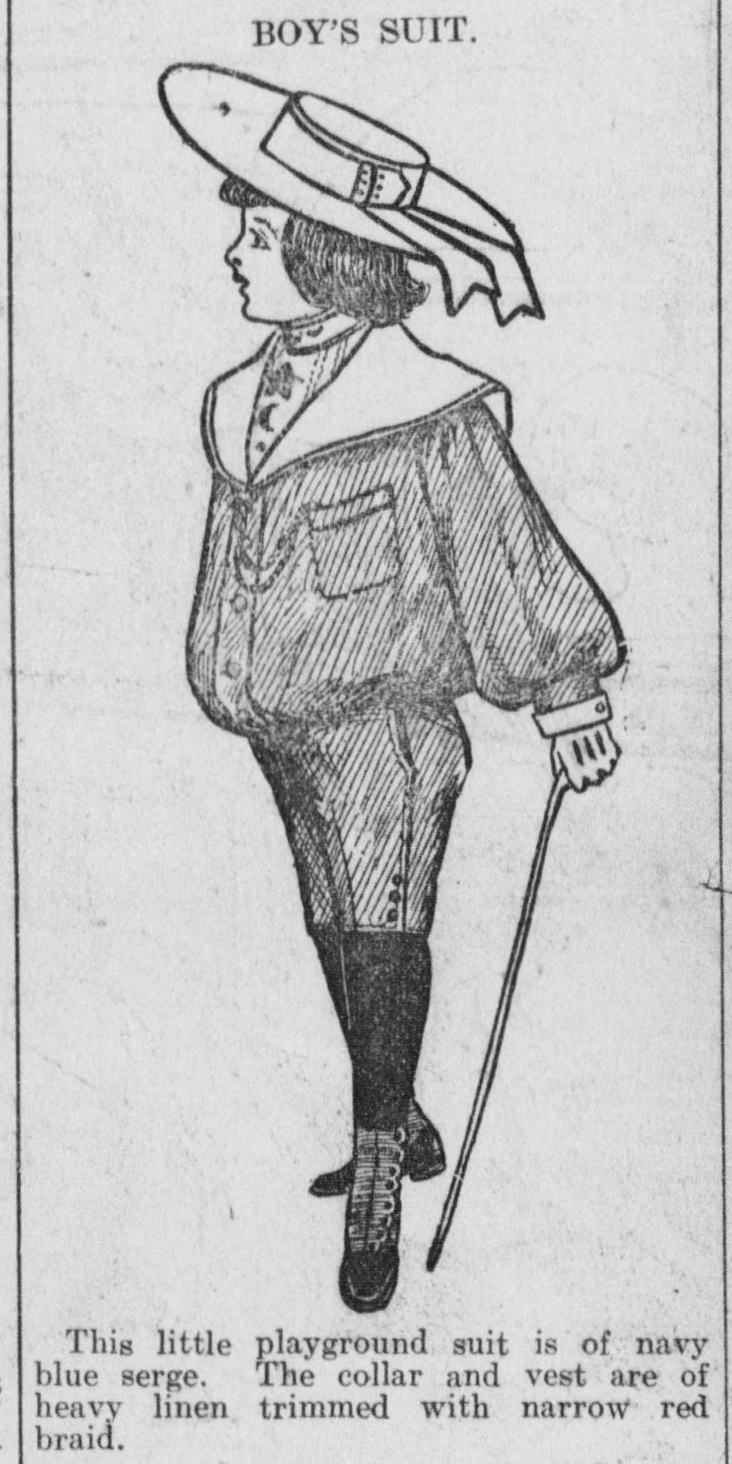
Мальчик в матроске, 1904 год
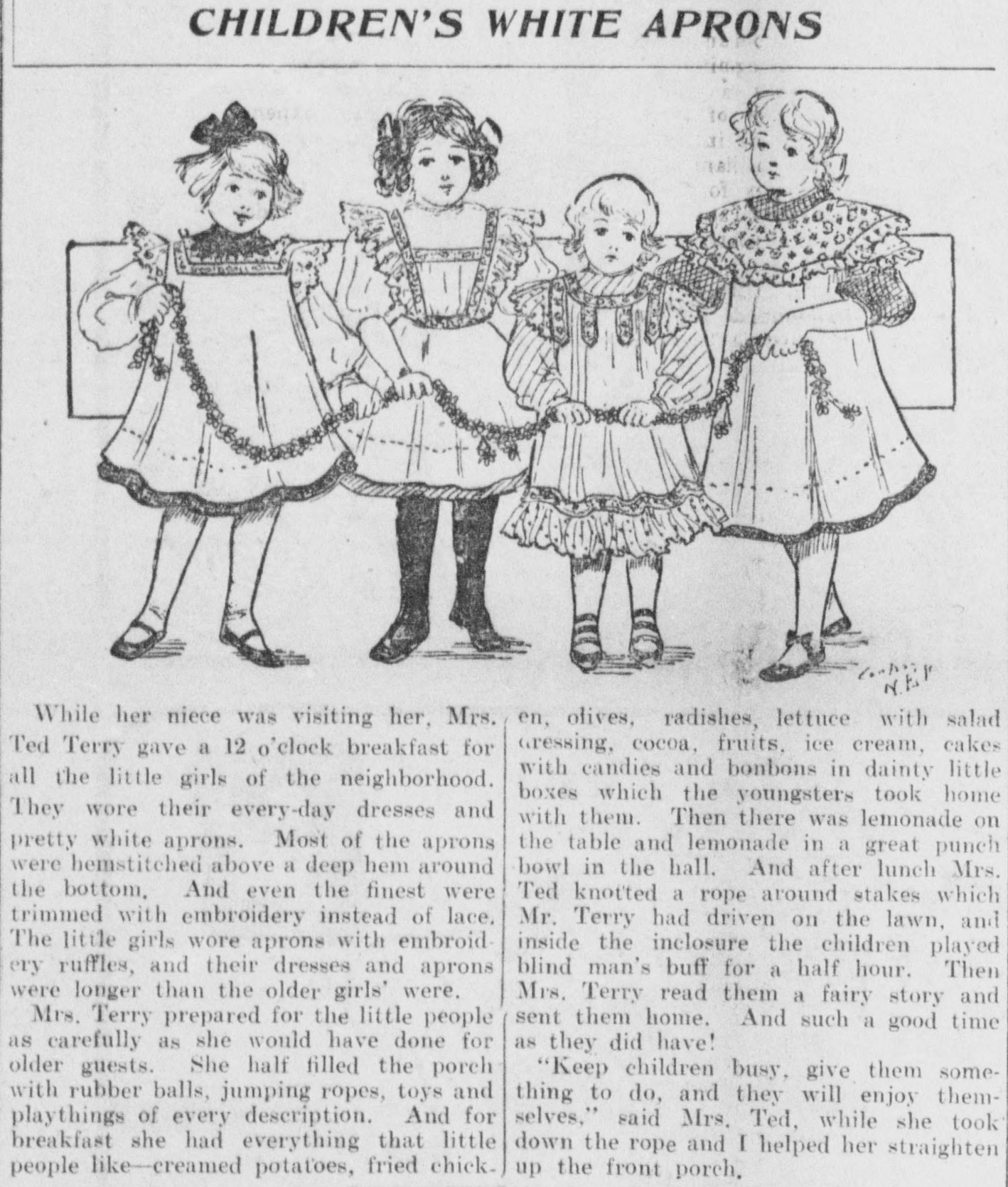
Каталог фартуков для девочек, рекламное объявление, 1904 год
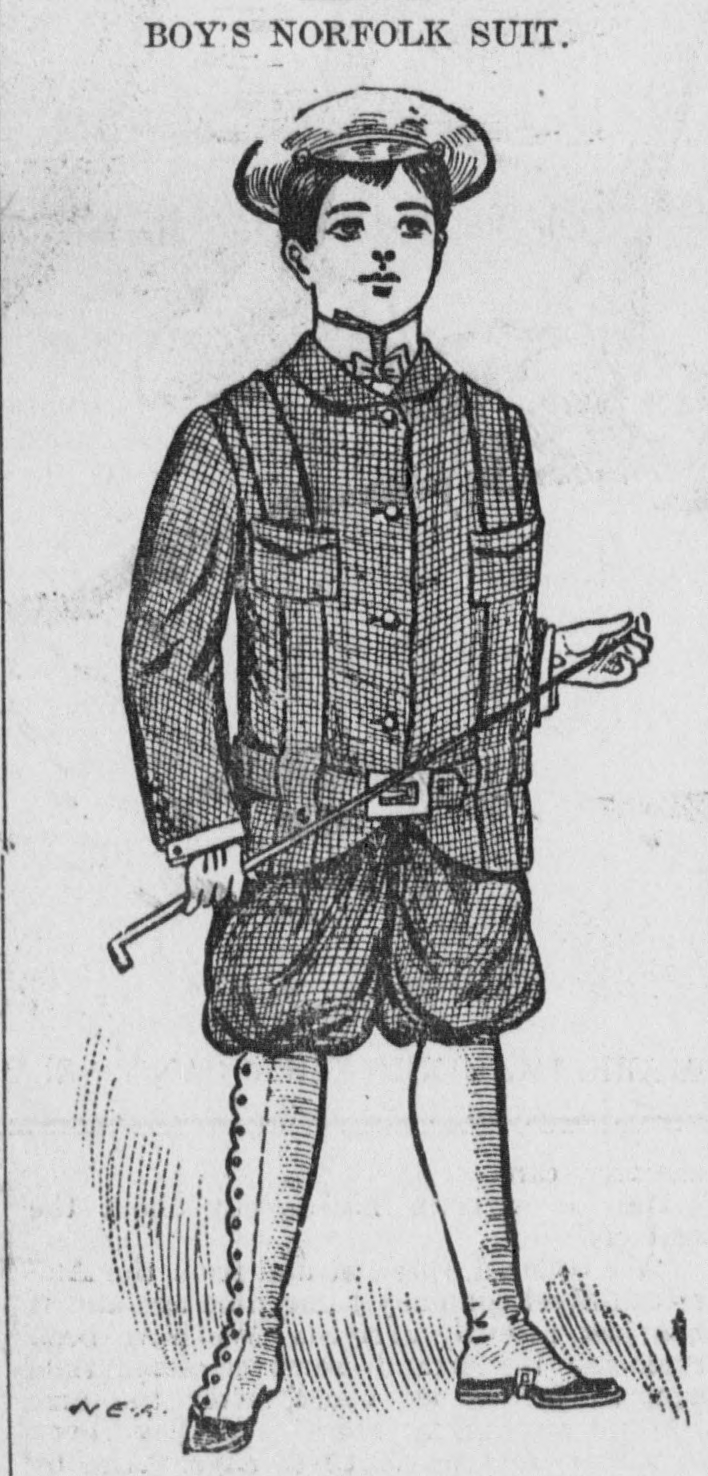
Костюм-норфолк для мальчиков, газетная иллюстрация, 1904 г.
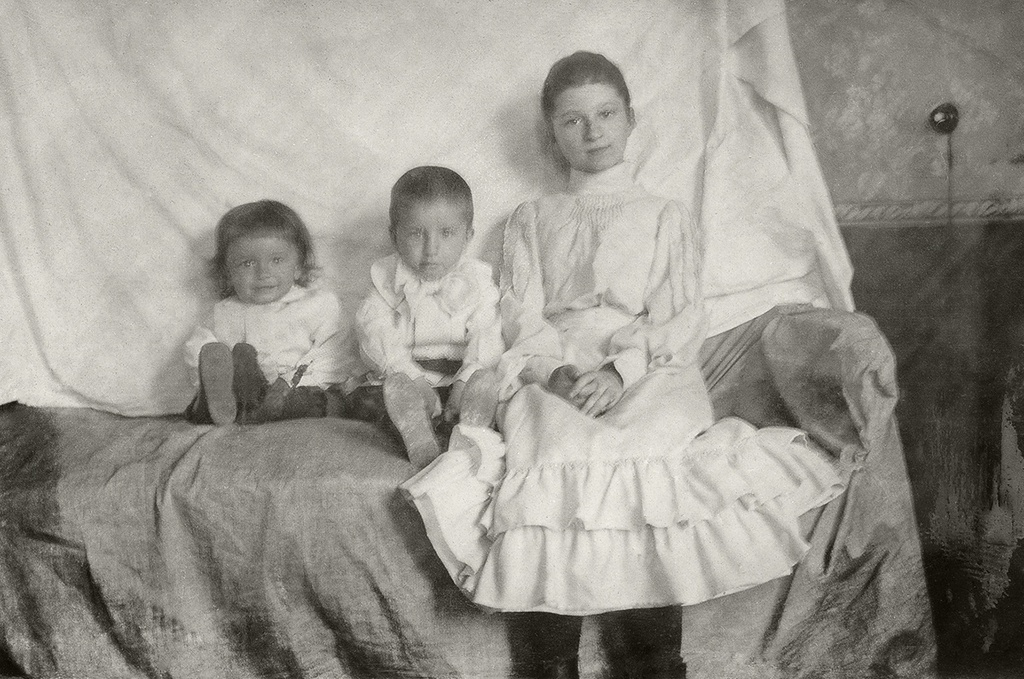
Дети Бориса Кустодиева в имении Николаевском (Кинешемский уезд Костромской губернии), июнь 1904 г.
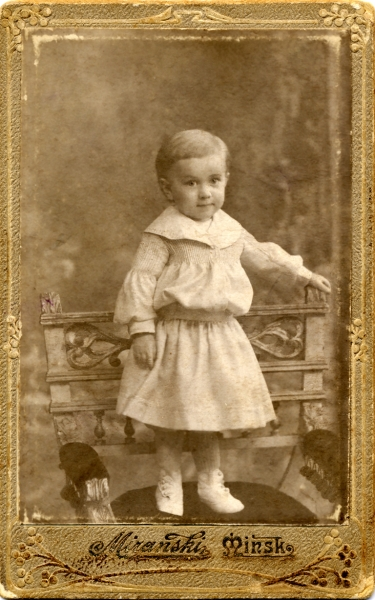
Костя Колобановский, фотография ателье Григория Миранского, Минск, 1904 г.
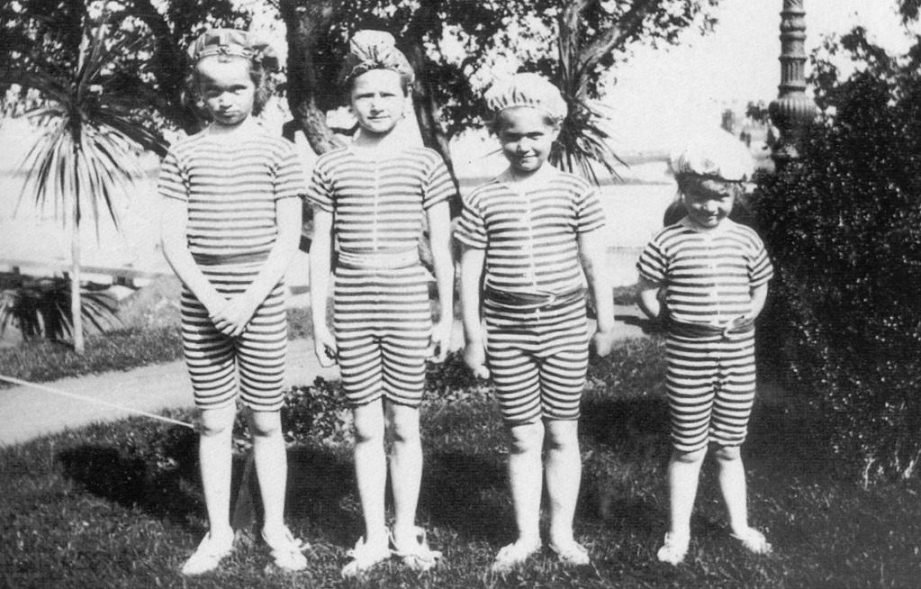
Дочери Николая II, царевны и великие княжны Ольга, Татьяна, Мария и Анастасия в купальниках, ок. 1905 г.
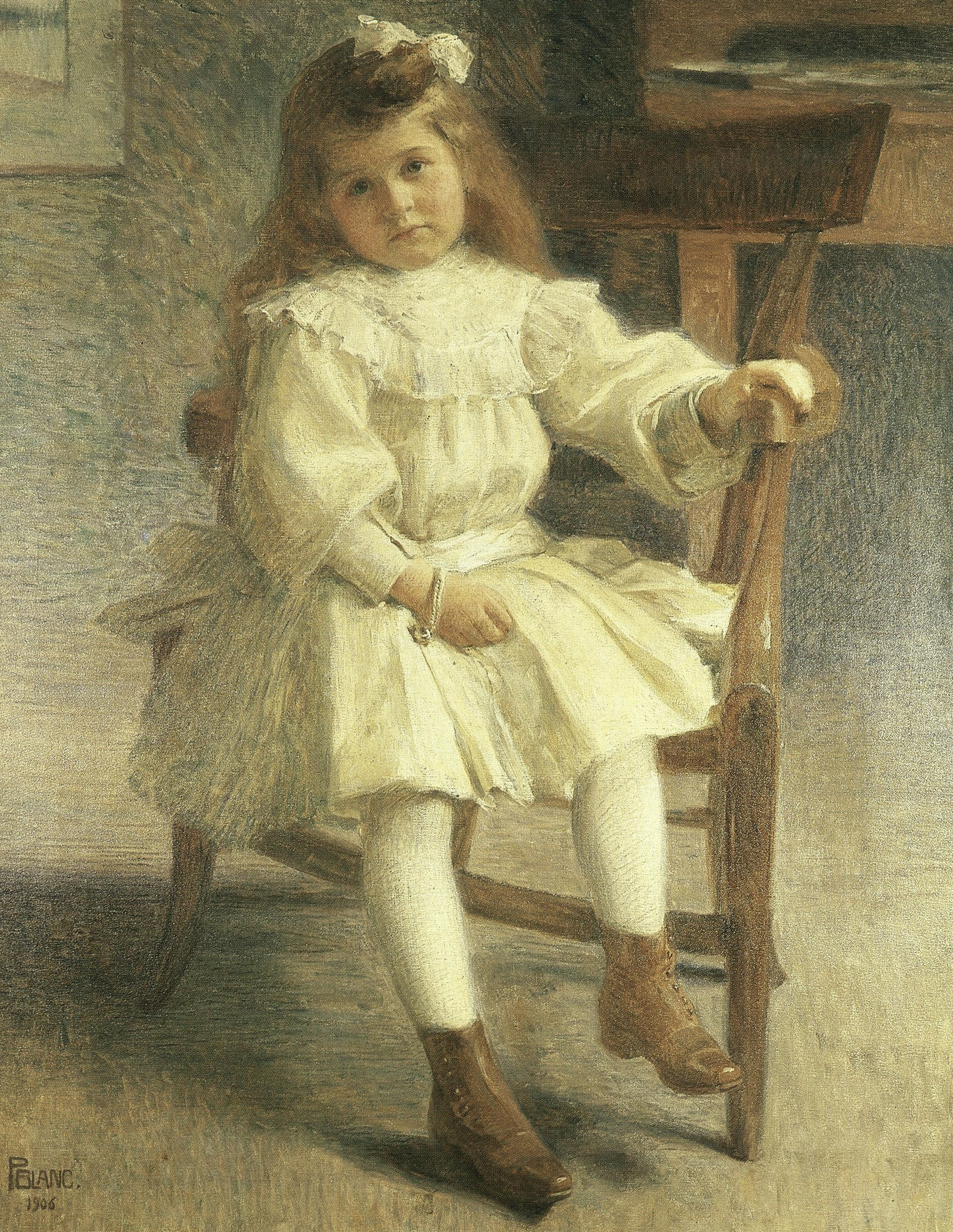
Пьер Бланк «Портрет Мари Бланк», 1906
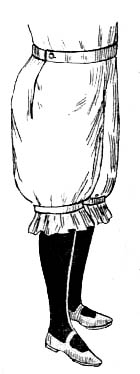
Панталоны для девочки. Иллюстрация из руководства «Как должны одеваться девочки школьного возраста?» Вацлава Езерского, 1906 год.
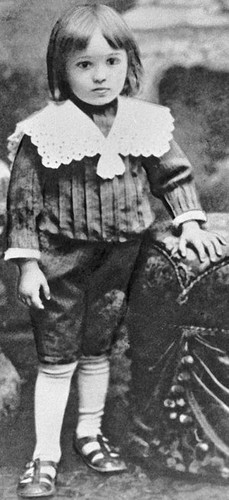
Серёжа Королёв, 1909 год
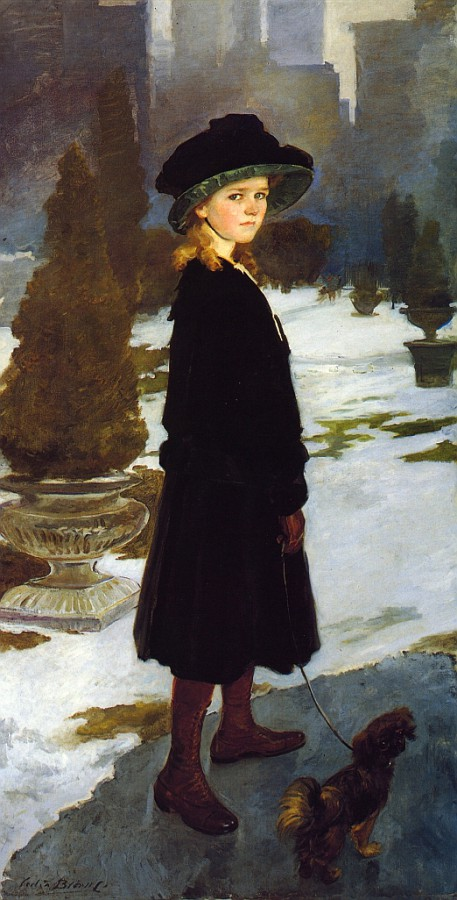
Сесилия Бо «Портрет Элис Дэвисон», 1909 год
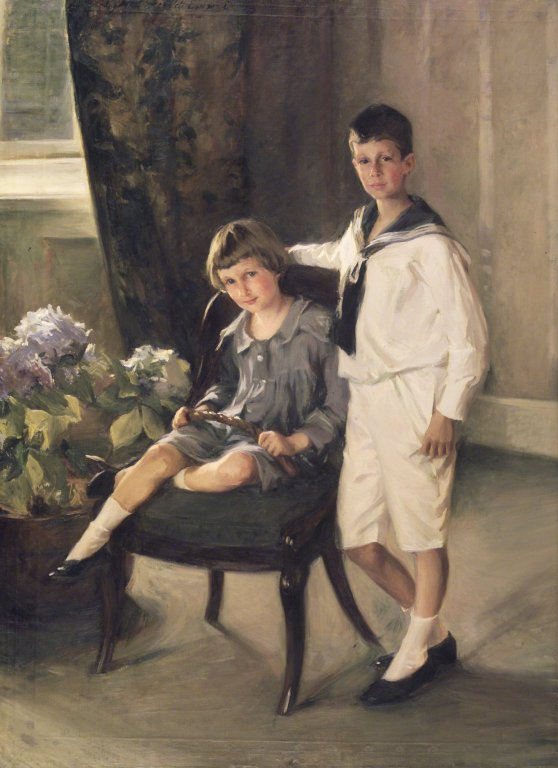
Лидия Эммет «Братья», ок. 1909
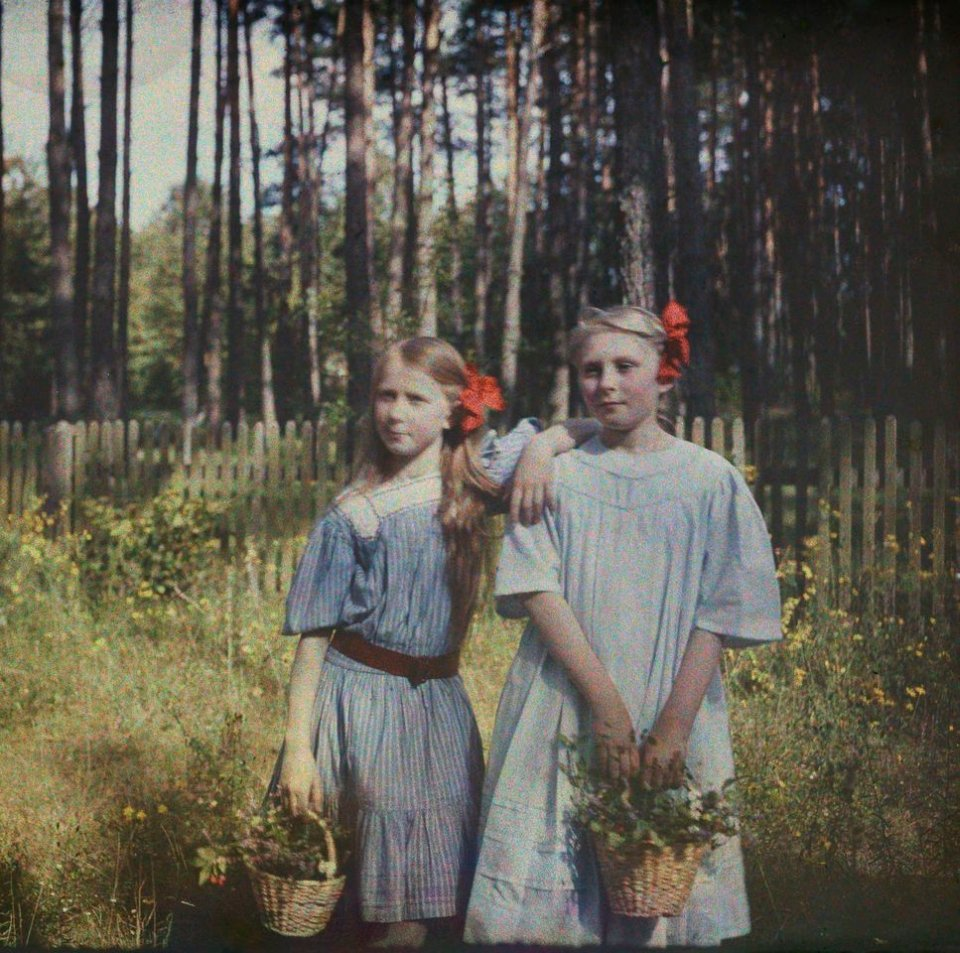
Две девочки. Фотография-автохром Станислава-Вильгельма Лилпопа, Польша, 1909 год.
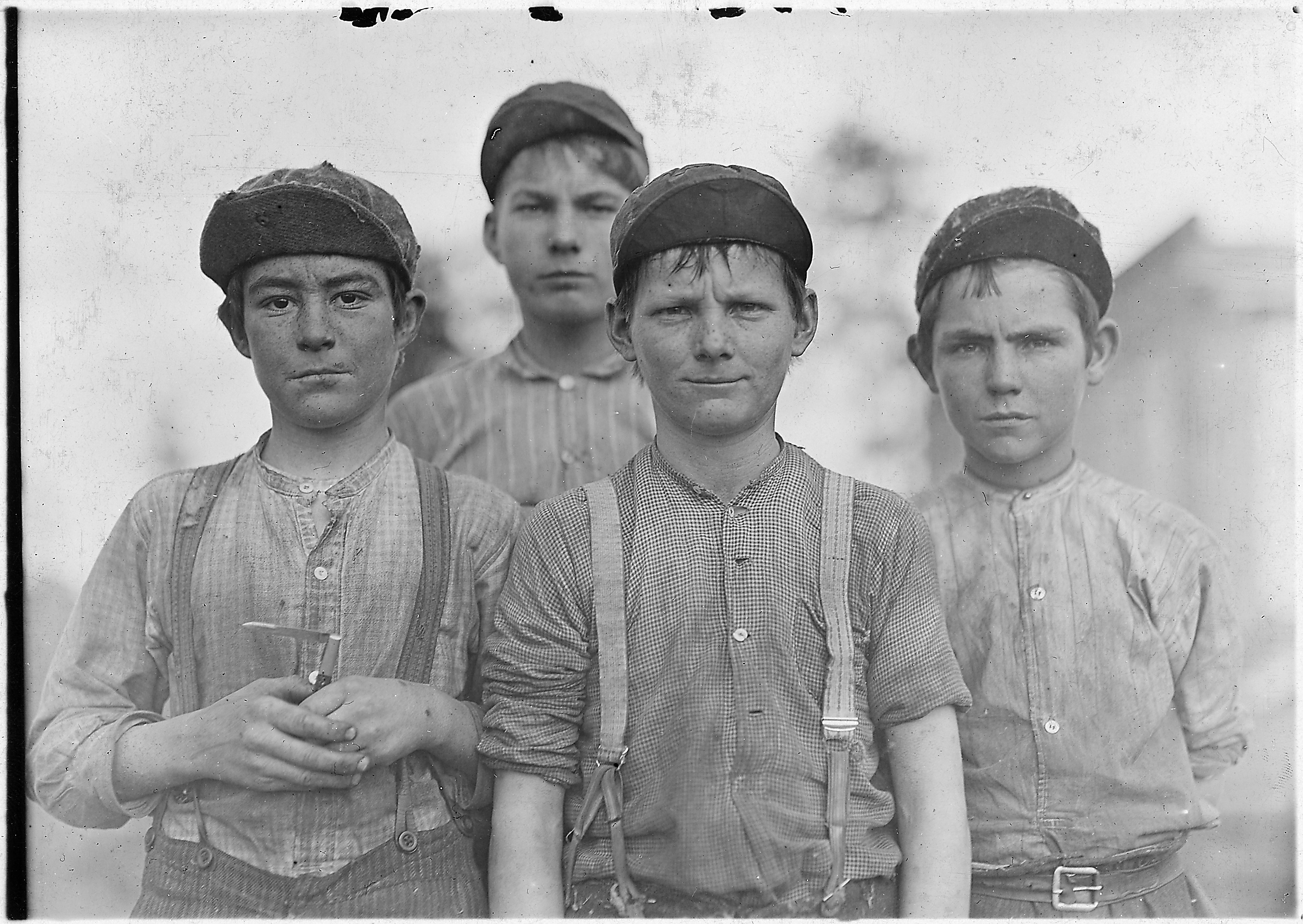
Мальчики-работники хлопкового завода, Мейкон (штат Джорджия, США), 1909 г.

В ряде стран существовала школьная форма. В Великобритании мальчики носили костюм, аналогичный одежде взрослых мужчин, но отличавшийся от них большим воротником, выходившим за лацканы пиджака и наличием шорт, которые носились с высокими гетрами по колено. Довольно часто дети из бедных семей, приходя из школы домой, связывали за шнурки свою обувь и вешали себе на шею (а присоединяясь к уличным играм, вешали на заборе) и ходили босиком, чтобы не изнашивать её. В Германии школьная форма существовала лишь в некоторых кадетских училищах и большинство немецких школьников шло на занятия в обычной одежде, мальчики-обучающиеся средних школ надевали на голову специальную фуражку (нем. Schülermütze) с небольшим околышем. В России же школьная форма была обязательная для почти всех учебных заведений, её носили с семи-восьми лет не только в учебных заведениях, но и во внеучебное время. Форму школьники не носили на даче и при поездках за границу. Например, гимназисты носили суконные гимнастёрки синего, реже светло-серого цвета со стоячим воротником и застёжкой на трёх пуговицах, а также брюки такого же цвета. Гимнастёрка подпоясывалась кожаным ремешком с никелированной пряжкой. Они в обязательном порядке носили фуражку (также синего цвета), на кокарде которой было написано название учебного заведения или его номер, также фуражка обладала серебристой кокардой. В холодную погоду надевали пальто. Девочки-гимназистки носили длинные платья тёмных цветов с белым фартуком. Одежда учащихся реальных училищ была очень похожа на гимнастическую, однако цветовая гамма гимнастёрки и брюк была тёмно-серая, шинели и фуражки были зелёными, а пуговицы и кокарды фуражек — золотистые. В целом подобная форма была и у других учебных заведений, с небольшими различиями в зависимости от его вида: например, вместо гимнастёрок могли быть двубортные тужурки. Летом гимнастёрки могли быть светлых цветов. Позднее, в 1940-е годы, эта видоизменённая форма будет введена в СССР. Ученики городских школ, как и в Германии, носили свою обычную одежду, а на голове — синие суконные фуражки с околышем и без канта.
Ученики сельских школ, как правило, школьную форму не носили за неимением средств на такую.

Зарубежная школьная форма
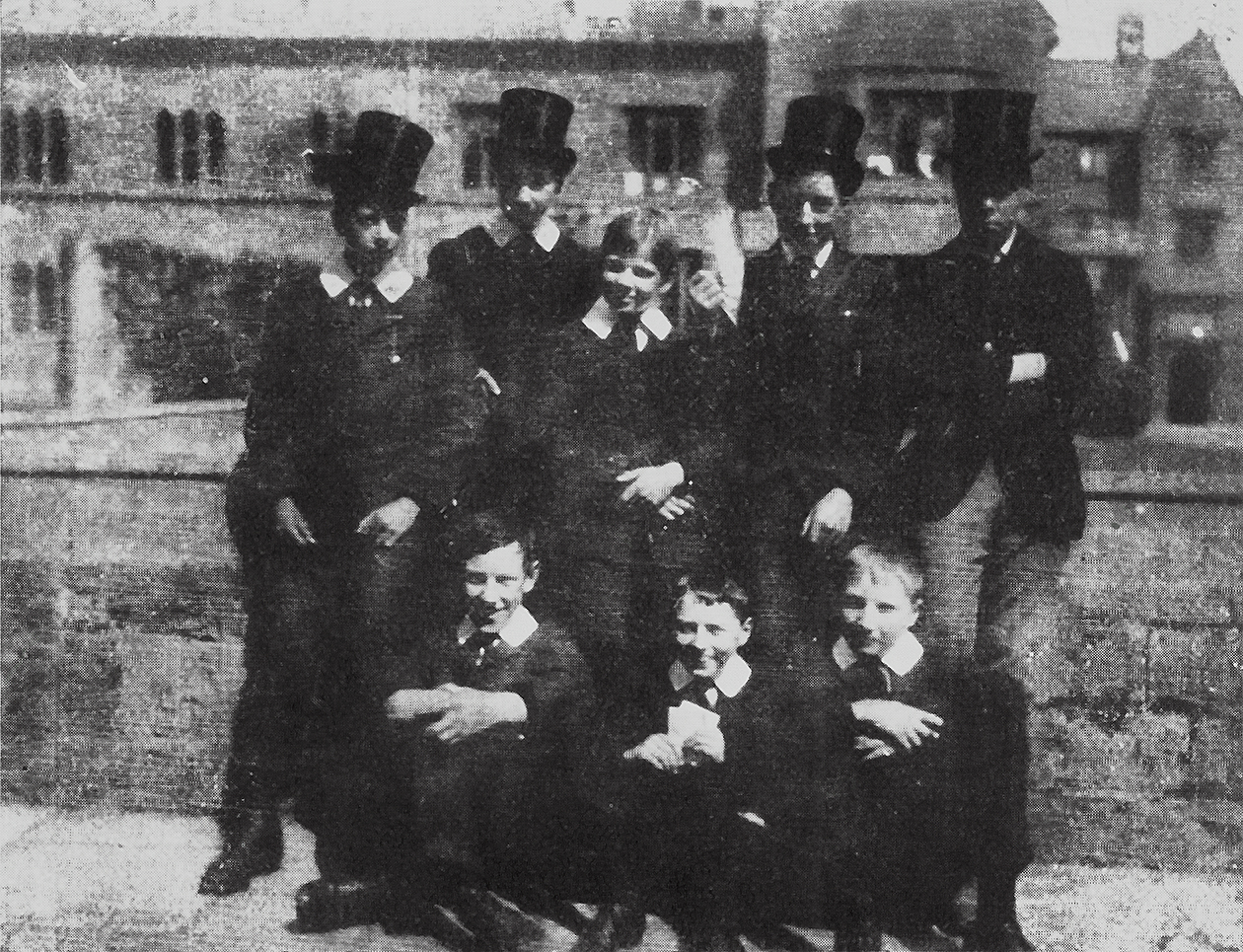
Ученики школы в Шерборне (графство Дорсет), Великобритания, 1906 год.
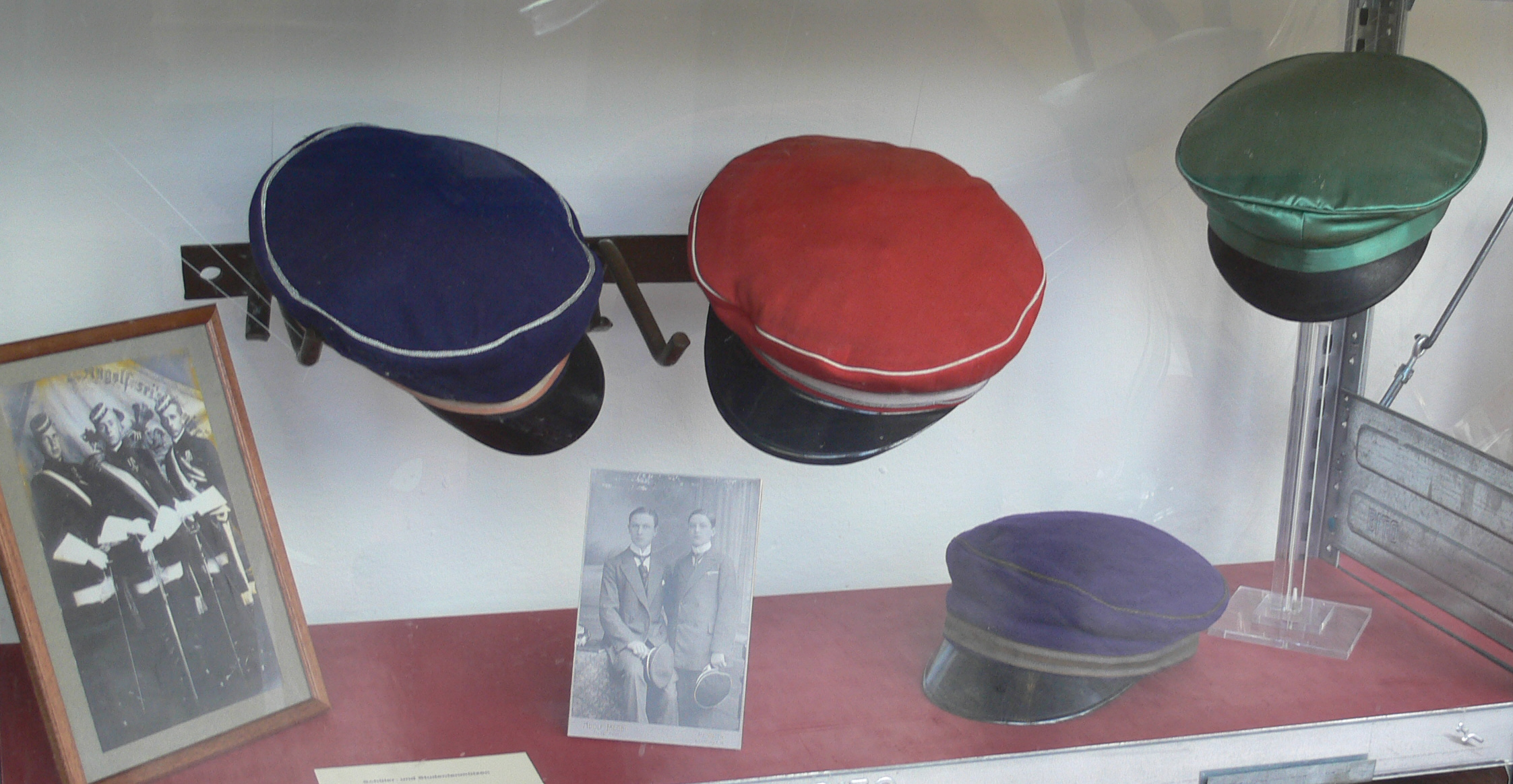
Фуражки (нем. Schülermützen) немецких школьников. Музей детства и юношества, Берлин.
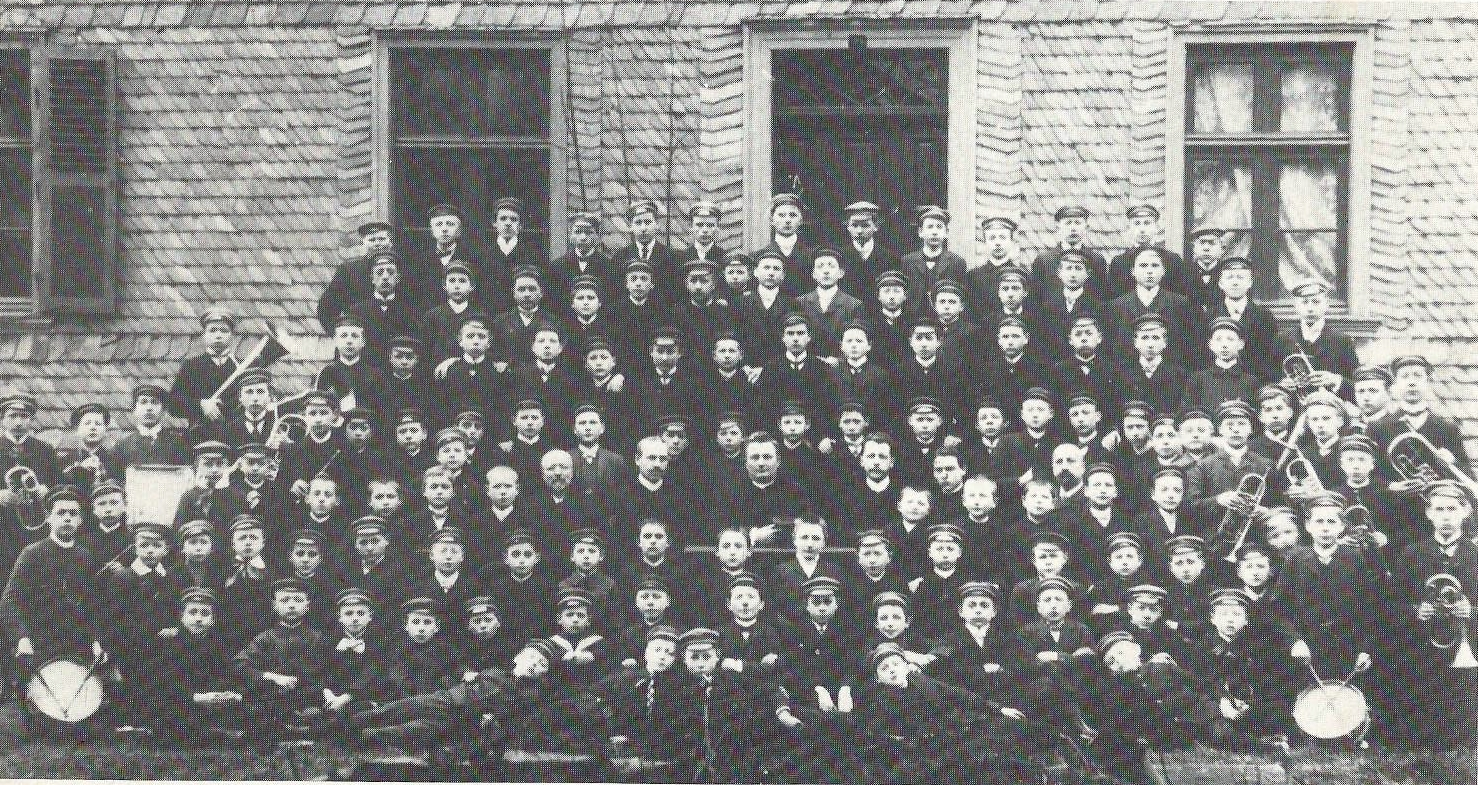
Ученики и персонал прогимназии в Верле, Германия, 1907 год.
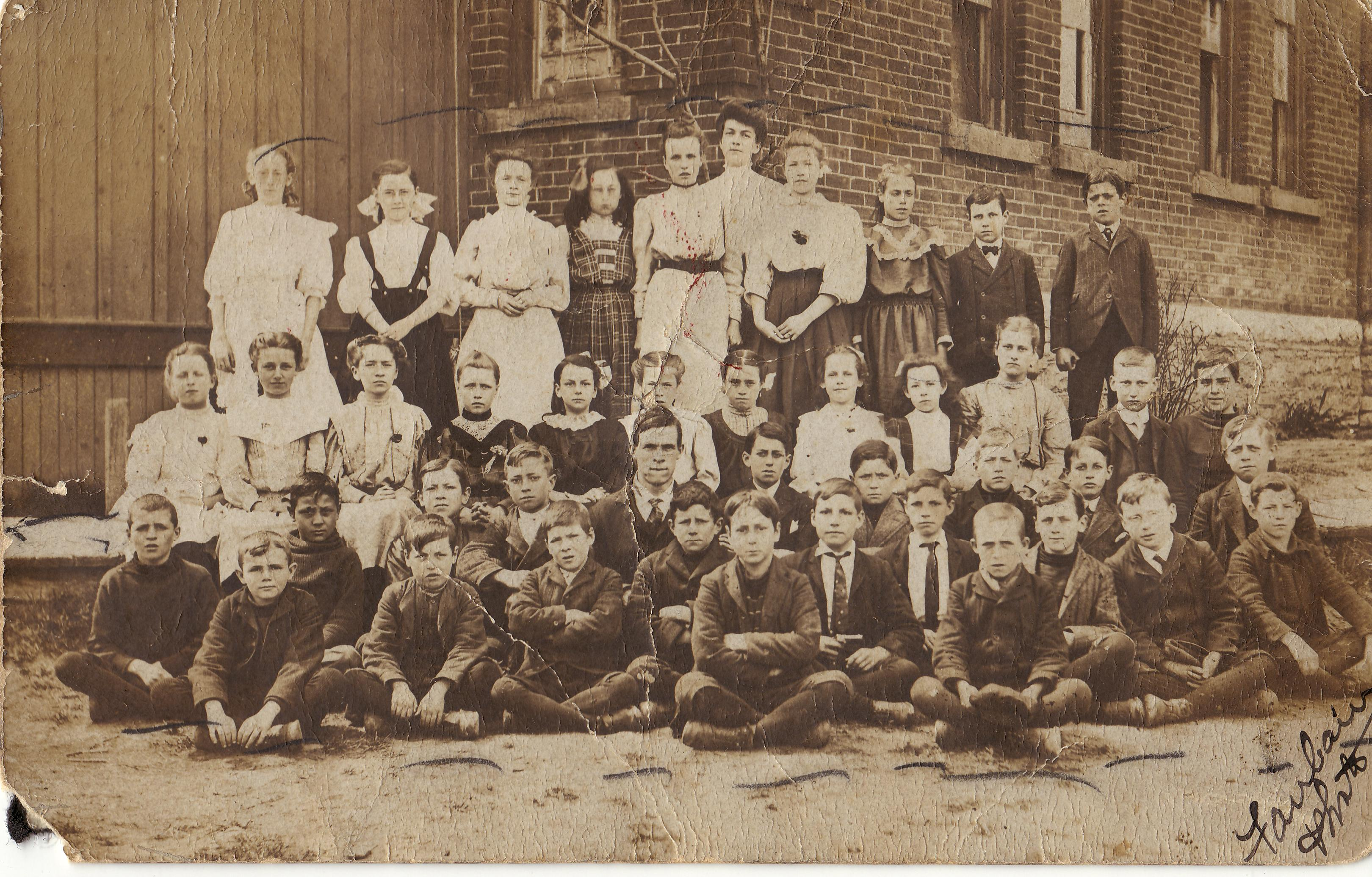
Ученики школы в Десеронто (провинция Онтарио), Канада. Около 1900 года
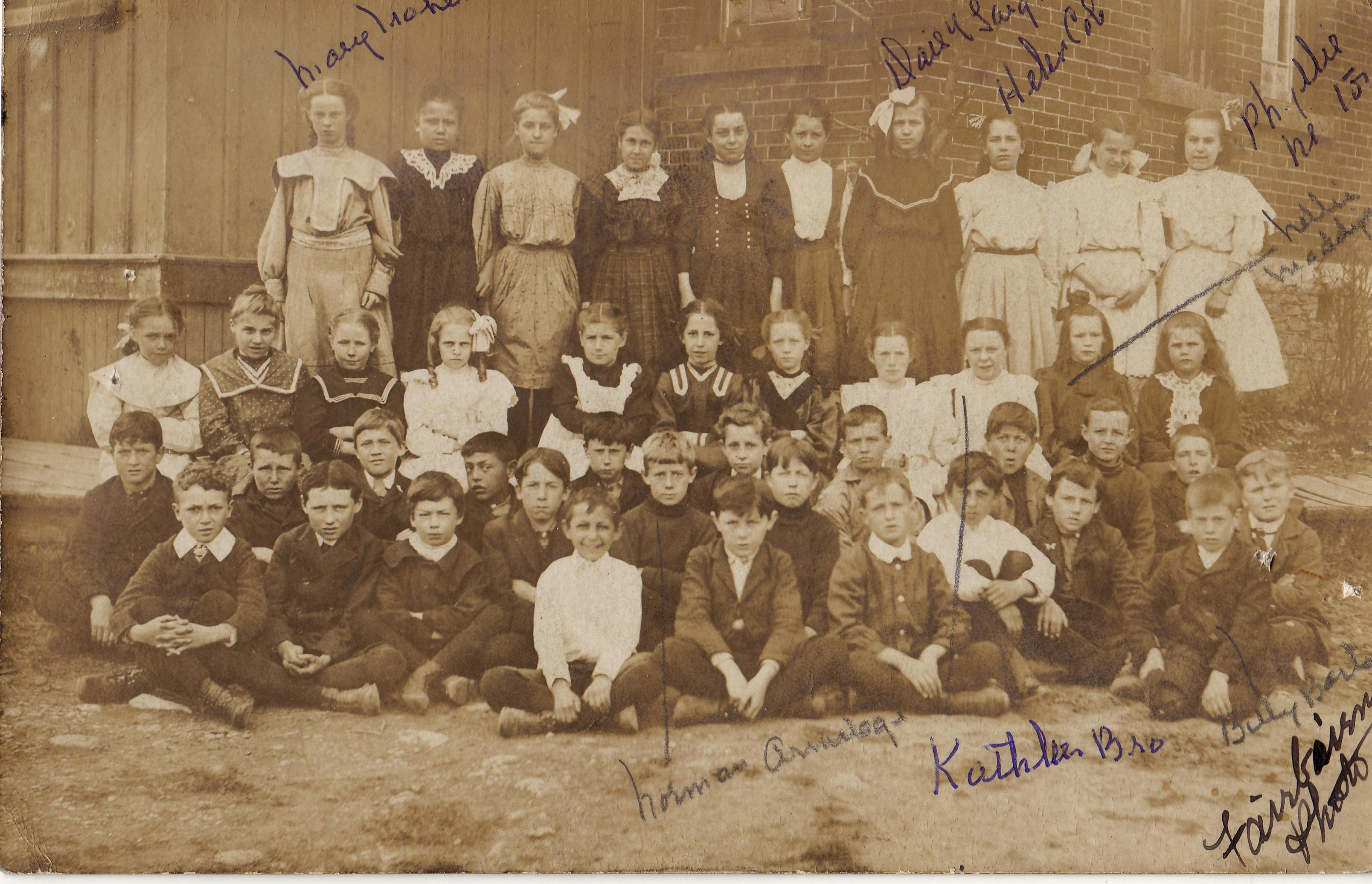
Ученики той же школы, 1905 год.
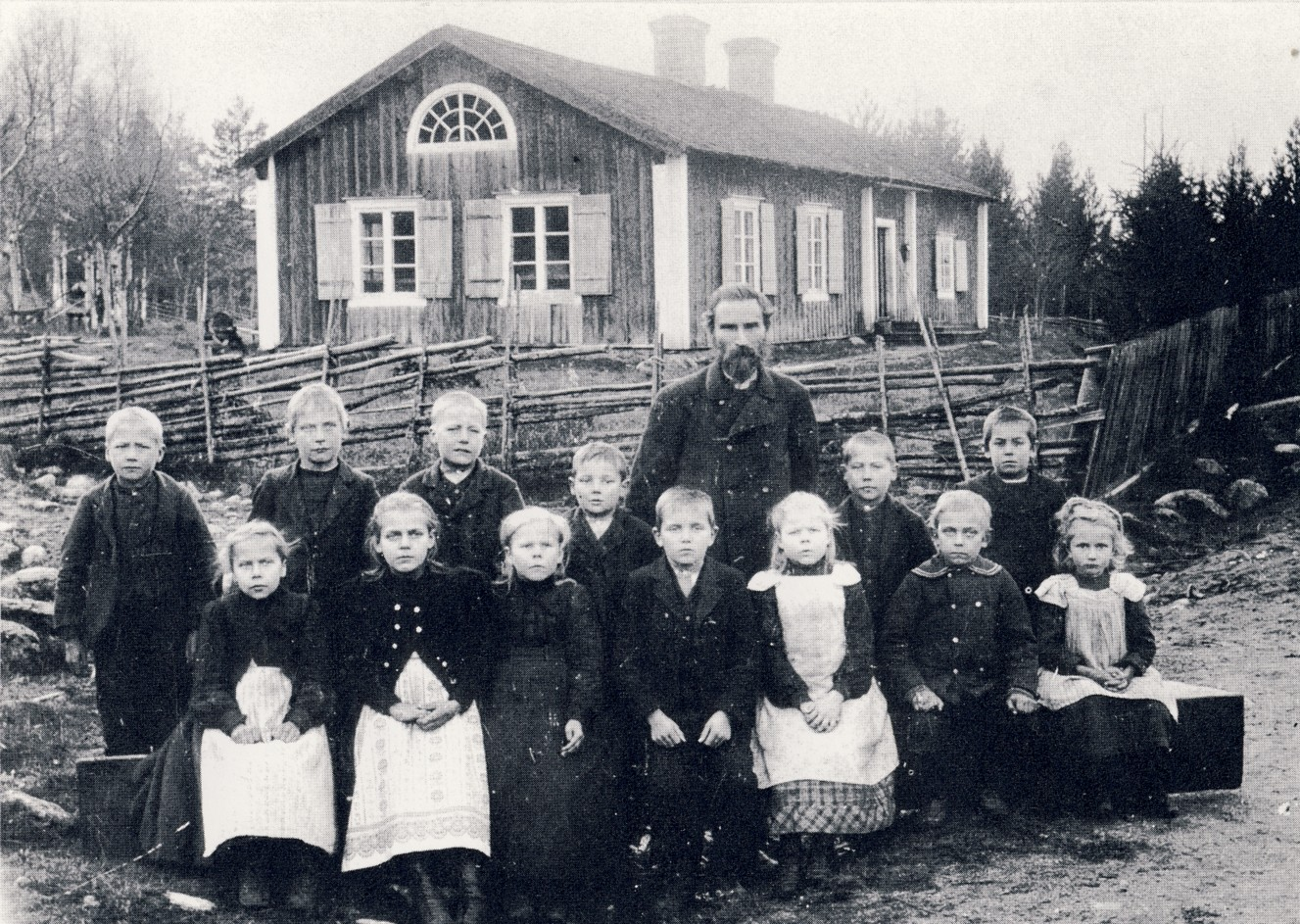
Педагог Адольф Андерссон (отец писателя Дана Андерссона) с учениками, Скаттлёсберг (Швеция), 1904 г.

Школьная форма в Российской империи
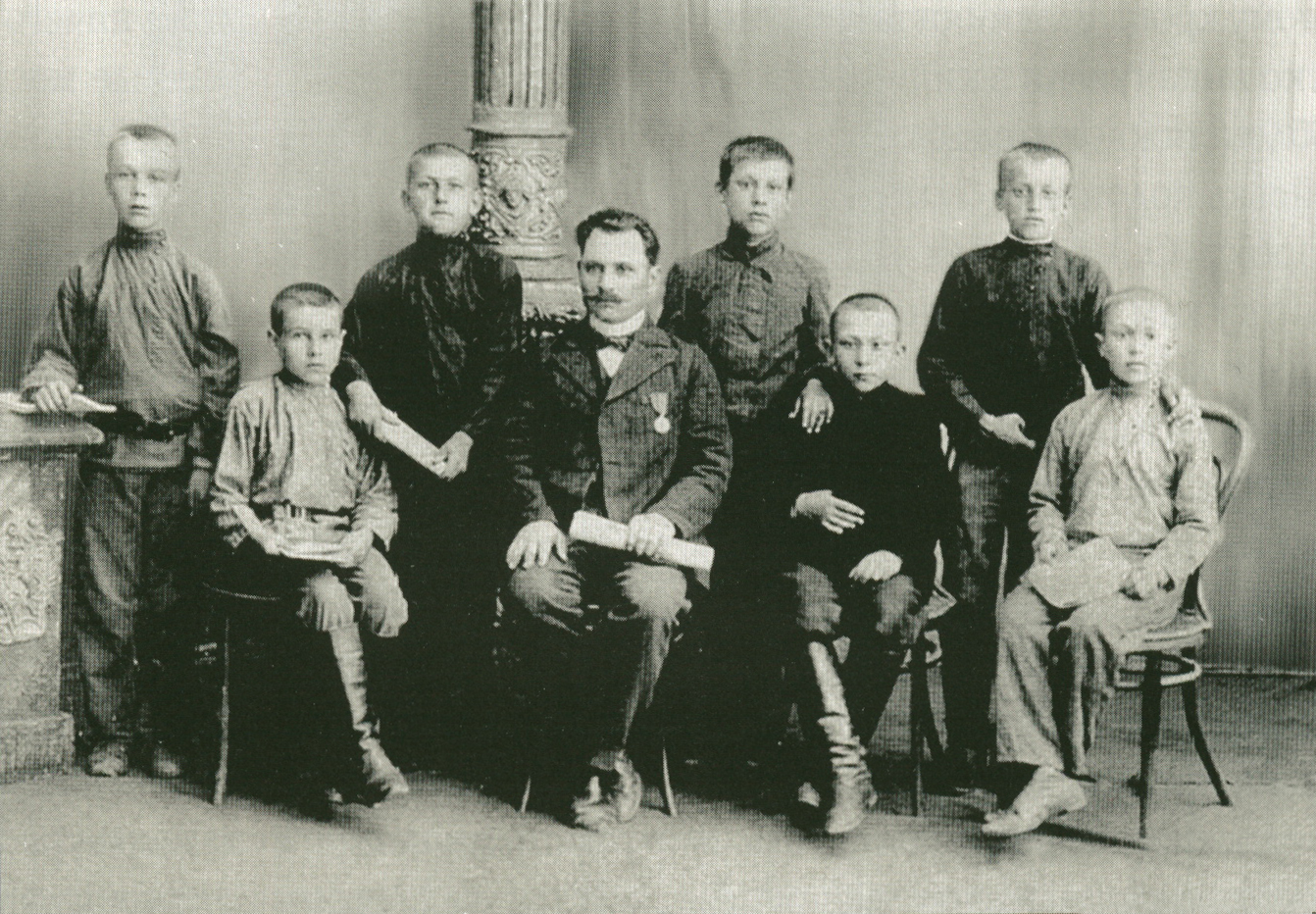
Учащиеся неполной средней школы в Юзовке (ныне Донецк), 1900 г.
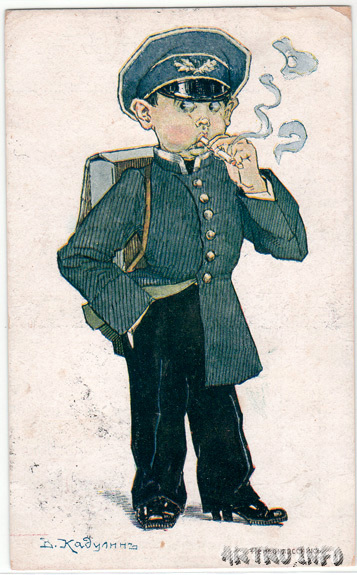
Гимназист. Открытка Владимира Кадулина, начало XX в.
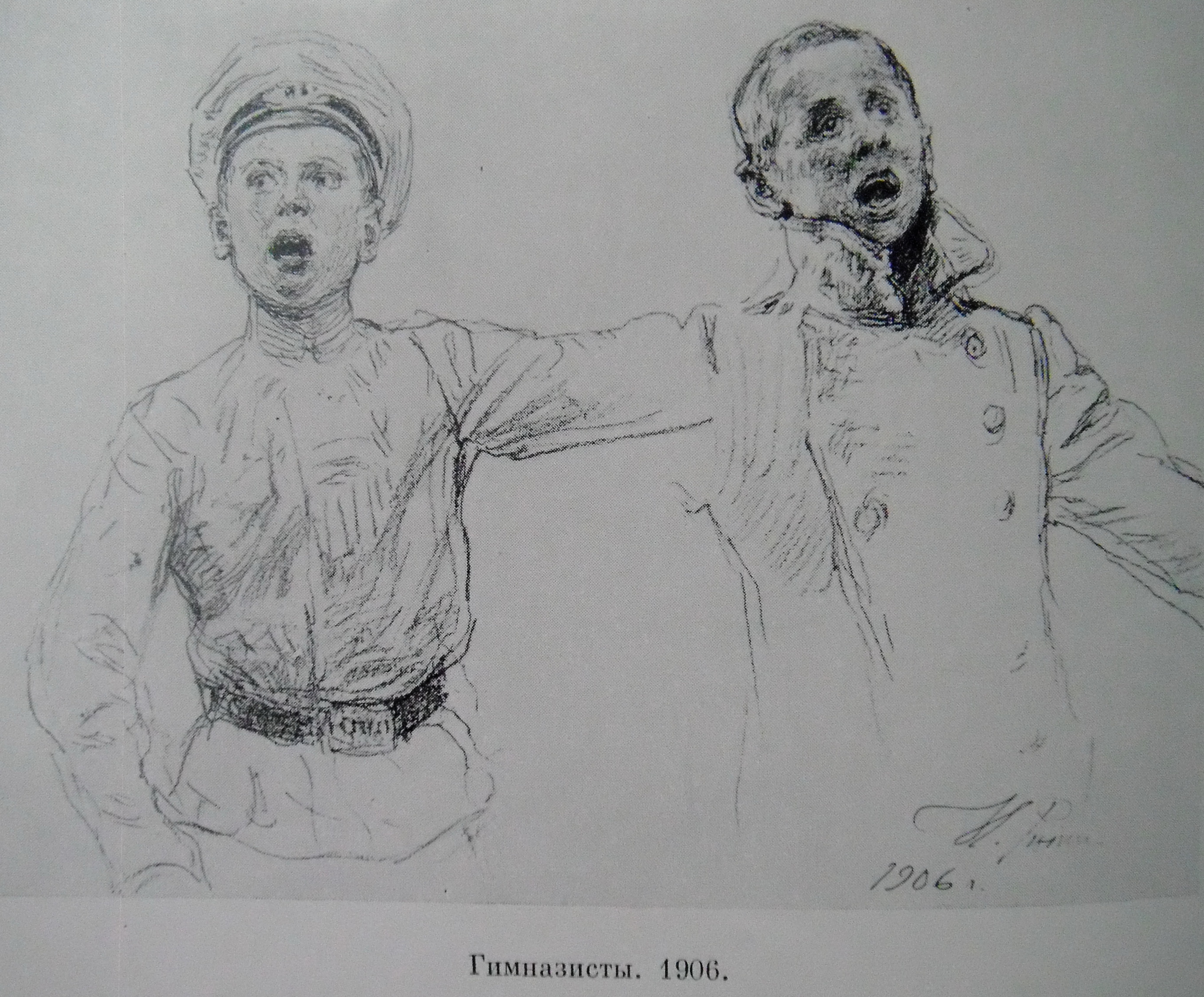
Гимназисты, рисунок Ильи Репина
Фото А. С. Антонова, ученика Тамбовского реального училища, а позднее революционера и организатора Тамбовского восстания.
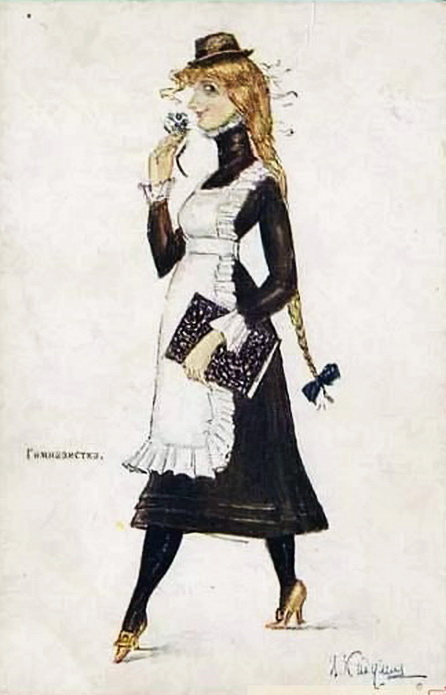
Гимназистка. Открытка Владимира Кадулина, начало XX в.
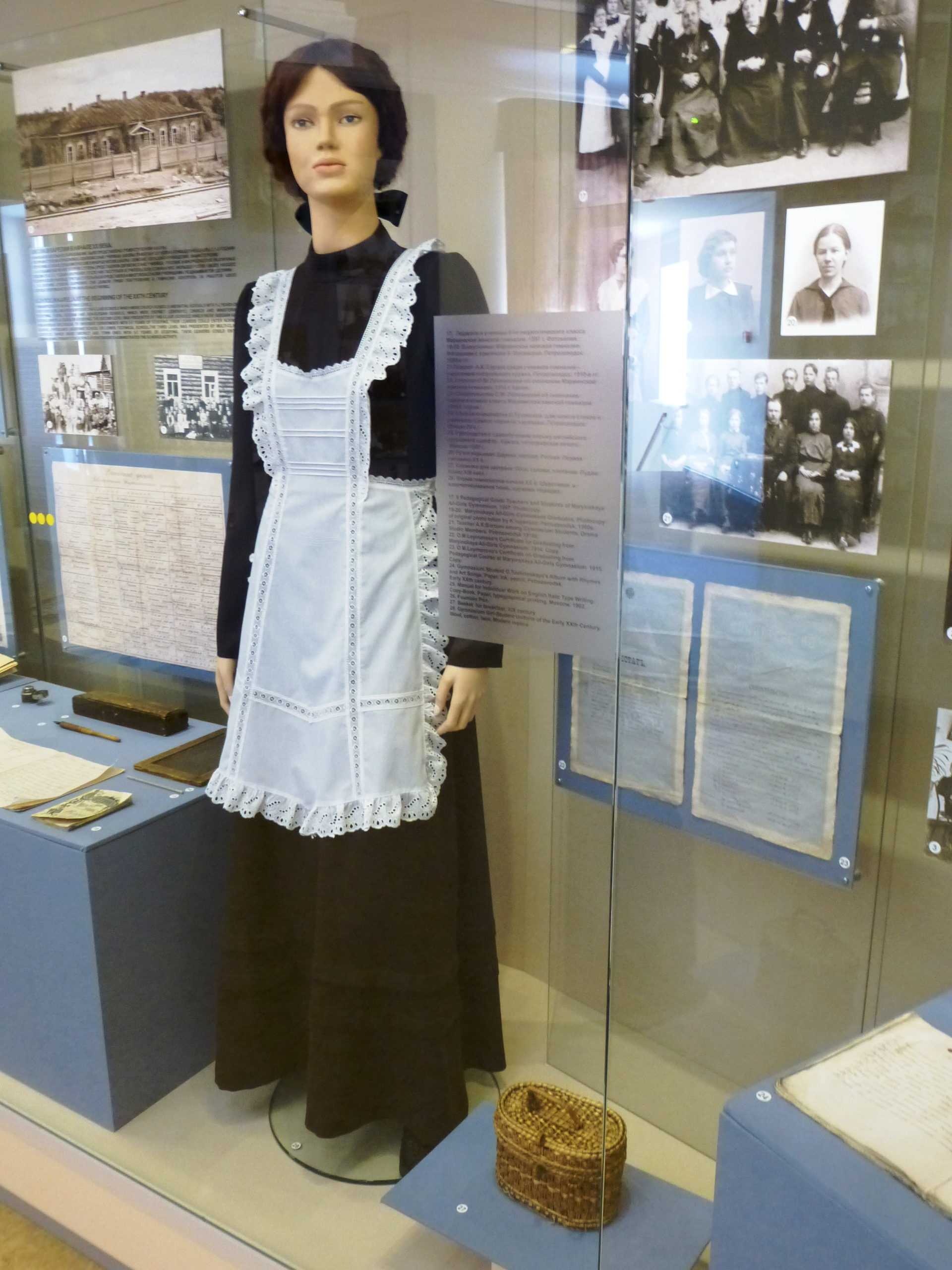
Платье гимназистки Мариинской женской гимназии Петрозаводска. Экспозиция Национального музея Карелии
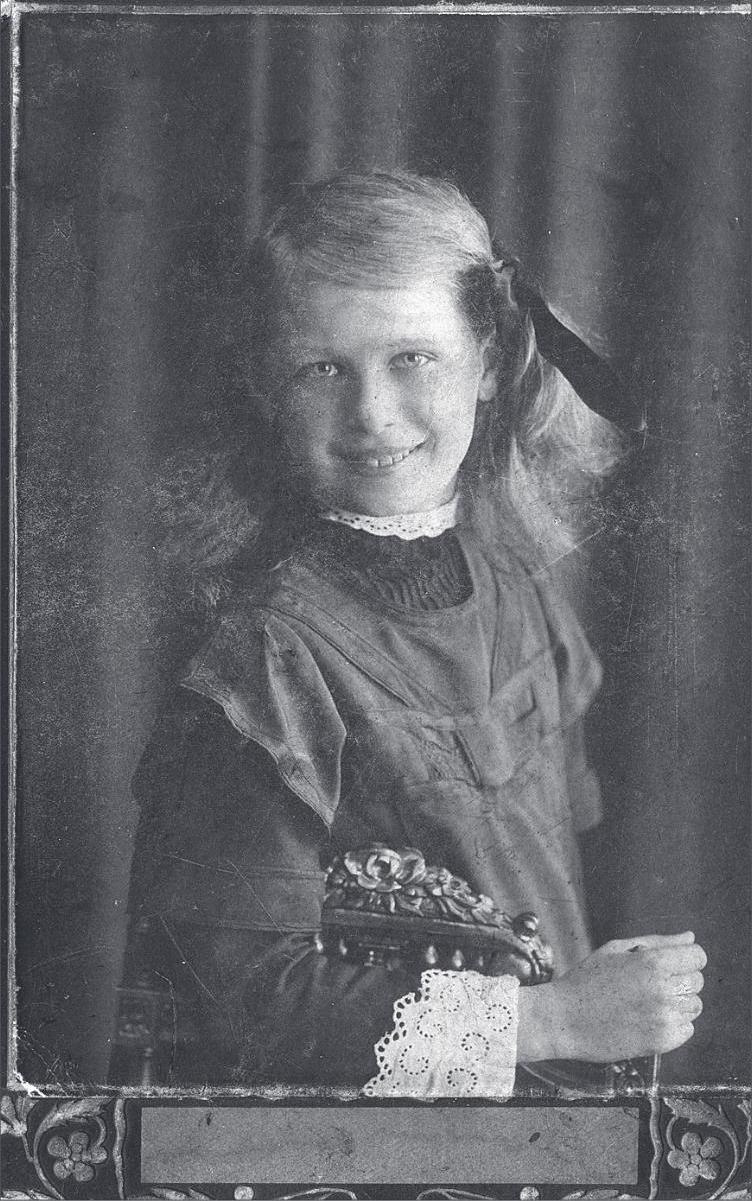
Зина, ученица гимназии и дочь псковского фотографа Михаила Герасимова на его же фотографии.
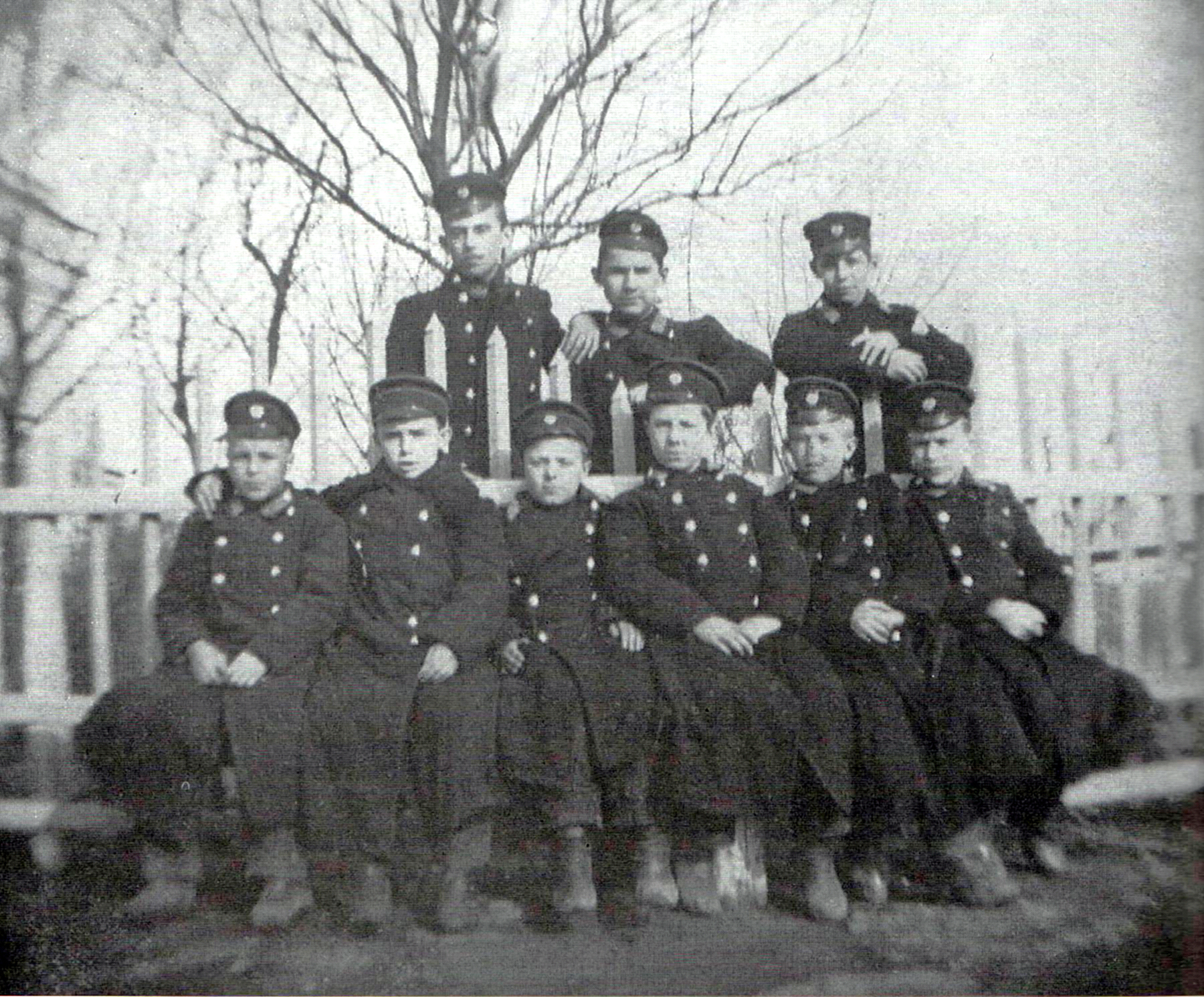
Ученики ливенского духовного училища, 1903 г. Третий слева в первом ряду — будущий авиаконструктор Николай Поликарпов
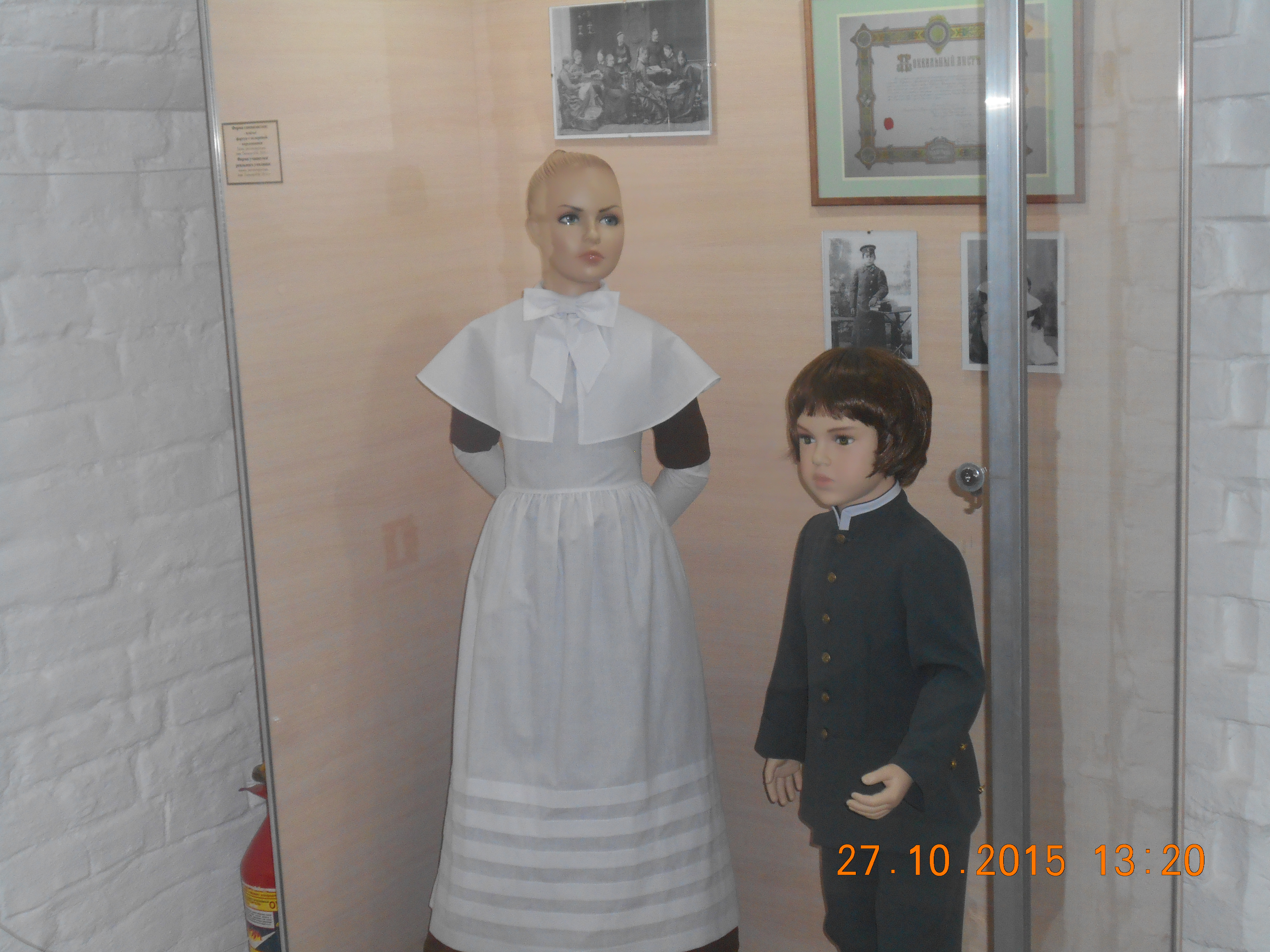
Школьная форма начала XX века, экспозиция Старочеркасского музея-заповедника

## Рабочая одежда
Рабочий класс по большей части носил костюм, схожий с костюмами богачей и среднего класса, но отличавшийся большей скудностью материалов и меньшей вариацией цветовой гаммы. Часто костюмы были потрёпанными, залатанными. грязными или растянутыми. Рабочие, приезжавшие в город на заработки из деревни, или проживавшие в нём незначительное время, сохраняли черты народного костюма. Повара, пекари и кондитеры одевались более-менее однообразно: они носили белые холщовую куртку, штаны и поварской колпак.
Французские и бельгийские рабочие носили рубаху со штанами, подпоясанными красным кушаком, поверх которых надевали синюю блузу (фр. sarrau), напоминавшую современный рабочий халат и выполнявшую его функции, защищая одежду от пыли и гряз. Шея обматывалась шейным платком. На голове носили картуз, берет или кепку. Позднее в быт вошёл свитер. Блузы, аналогичные франко-бельгийским, носили рабочие и крестьяне и в некоторых других западноевропейских странах: Нидерландах, Швейцарии, Дании и на севере Германии. В Великобритании, преимущественно на юге и центре же эти блузы (англ. smock-frock, smock) по большей части вышли из употребления в конце XIX века, однако в некоторых графствах (особенно на юго-западе Англии) их продолжали носить и в начале XX века, последнее упоминание о ношении блузы в Англии (в графстве Херфордшир) датируется 1911 годом, но встречаются утверждения, что носились они и до 1930-х годов. Их носили крестьяне, пастухи, возчики и сельскохозяйственные рабочие (в отличие от городских, которые не носили блузы).
Американские рабочие и фермеры носили джинсы и джинсовые комбинезоны (англ. overalls).
Российские рабочие (а также другие небогатые горожане, вроде дворников, лавочников и ремесленников) носили ситцевые, холщовые косоворотки невзрачных цветов (белые, синие, малиновые и т. д.), опоясанные ремнём или тканым поясом с кисточками на концах, суконные жилеты и штаны, заправленные в сапоги, в качестве головного убора также надевали тёмно-синий/чёрный картуз, фуражку или кепку, а зимой — меховые шапки. Изредка козырёк картуза был лакированным. Некоторые старые рабочие носили даже фетровые шляпы тёмных цветов. Как и обеспеченные горожане, рабочие на улице всегда носили головные уборы, даже летом. Верхней одеждой служила суконная тёмно-синяя или чёрная поддёвка (как и до колен, так и ниже), в холодную погоду носили шубы, полупальто и полушубки, «городские» пальто рабочие носили крайне редко. В «простонародной» одежде не пускали в общественные места для знати, буржуазии и интеллигенции вроде хороших ресторанов или партеров театров. Однако высококвалифицированные кадровые рабочие (особенно московские и петербургские) на выход одевались по-городскому, нося двубортный костюм-тройку, а на голове картузы, котелки, а летом — канотье, панамы и белые картузы. Аналогичным образом одевались и мастера в нерабочее время, одеждой подчёркивая своё отличие от основной массы рабочих. Выходной костюм мог присутствовать и у других рабочих. Выходные косоворотки были белыми или обладали «нежной» расцветкой — были голубыми, розовыми и светло-жёлтыми. Заправляя рубашку в брюки, надевали широкий пояс. Помимо галстуков, рабочие на выход повязывали на шею верёвочку. Зимой носили варежки и перчатки, преимущественно вязанные. Выходной костюм часто был единственным у рабочего ввиду бедности: его надевали на большие праздники и на семейные или фабричные торжества, иногда в нём рабочий венчался, в нём его и хоронили, из-за этого большинство рабочих было одето старомодно. Спецодежда у российских рабочих отсутствовала, поскольку фабриканты и владельцы заводов не были заинтересованы в технике безопасности на своих предприятиях, и им было легче нанять новых рабочих вместо получивших увечья, которым было достаточно грошовой компенсации. Одним из немногих исключений служили кожаный, парусиновый или клеёный фартук (у строителей — холщовый или из бараньей кожи) и рукавицы. Лучше всех одевались кадровые рабочие на металлообрабатывающих предприятиях (особенно в Москве и Петербурге) и типографские работники, старые кадровики-металлисты, помимо косовороток, носили и рубашки с отложным воротником и галстуком, а в нерабочее время — и пиджак поверх рубахи и жилета. Металлисты, как и французские рабочие, в качестве рабочей одежды носили длинную блузу со сборками на плечах и спину, сделанную из т. н. «чёртовой кожи», плотной хлопчатобумажной ткани с выделкой в рубчик. Из этой же ткани изготовлялись и рабочие брюки металлистов, но чаще в качестве рабочих донашивались старые. При работе на открытом воздухе металлисты носили двубортную куртку из тонкого сукна, обладавшие отложным воротом. Зимой рабочий костюм металлистов дополнял шерстяной шарф. Кожаные куртки (тогда они назывались «шведскими») довольно редко встречались, главным образом их носили мастера и рабочие-машинисты, обслуживавшие паровые машины и электродвигатели. Типографские рабочие одевались более по-городскому: помимо косовороток они также, как и металлисты носили рубашки с отложным воротом и иногда с галстуками, жилеты с пиджаками, блузы, а также брюки навыпуск, ботинки и штиблеты. Зимой они носили «финки» — кожаные шапки с меховой подкладкой, отдалённо напоминавшие ушанки. Шахтёры и строители, так как были одними из самых бедных категорий пролетариата, и зачастую бывшими сезонными рабочими, уходившими на заработки из деревни, носили народный костюм, разумеется, с лаптями. В отличие от европейских и американских коллег, охранных касок у них не было. Иногда вместо рубахи шахтёры носили куртку арестантского покроя. Несколько выделялись своим видом от основной массы шахтёров т. н. «запальщики», взрывавшие породу с помощью динамита и носившие брезентовые и иногда кожаные куртки и пальто с сапогами. Работавшие на деревообрабатывающих предприятиях — плотники, резчики, токари и столяры носили на голове кожаный ремень-налобник, позволявший волосам не спадать на лоб и глаза. Такой же налобник носили и кочегары. Кормилицы в России носили традиционный русский костюм: рубаху с пышными и расшитыми рукавами, нарядный сарафан и диадему наподобие кокошника с яркими лентами сзади. Цветастая гамма одежды кормилиц была, по сути, единственным ярким пятном среди преимущественно тёмной гаммы костюмов горожан.

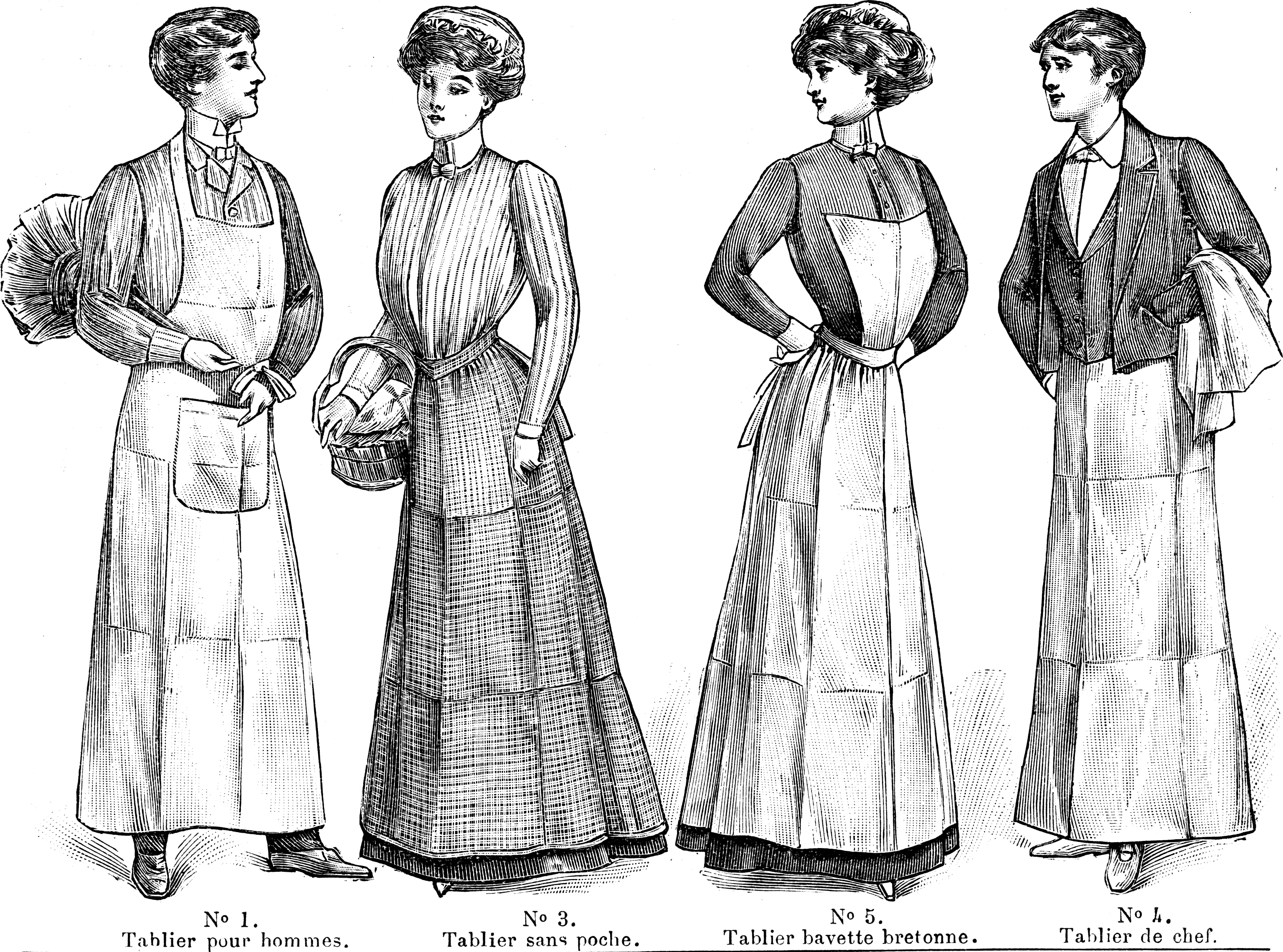
Фартуки, каталог 1909 года
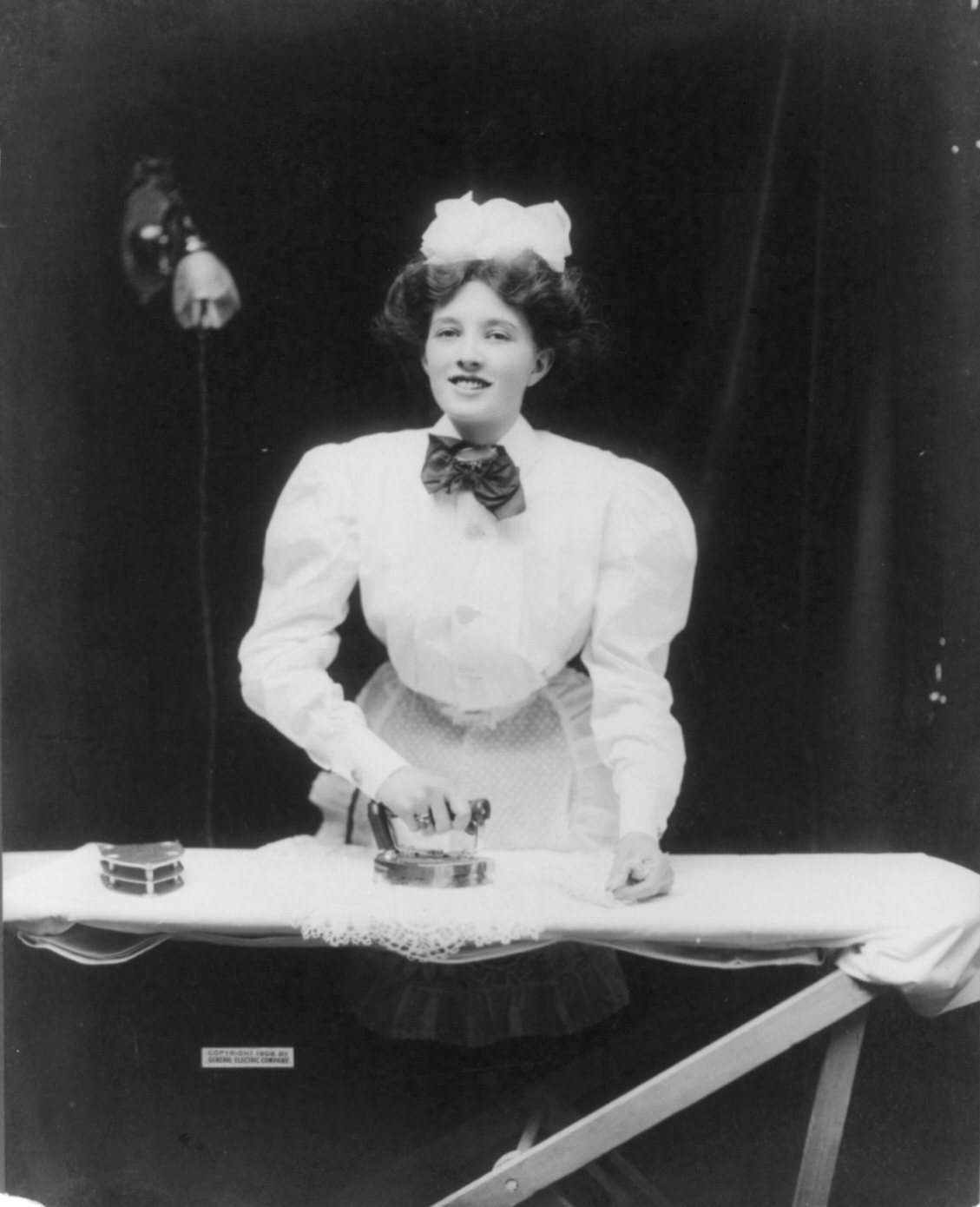
Горничная за глажкой одежды, 1908 год
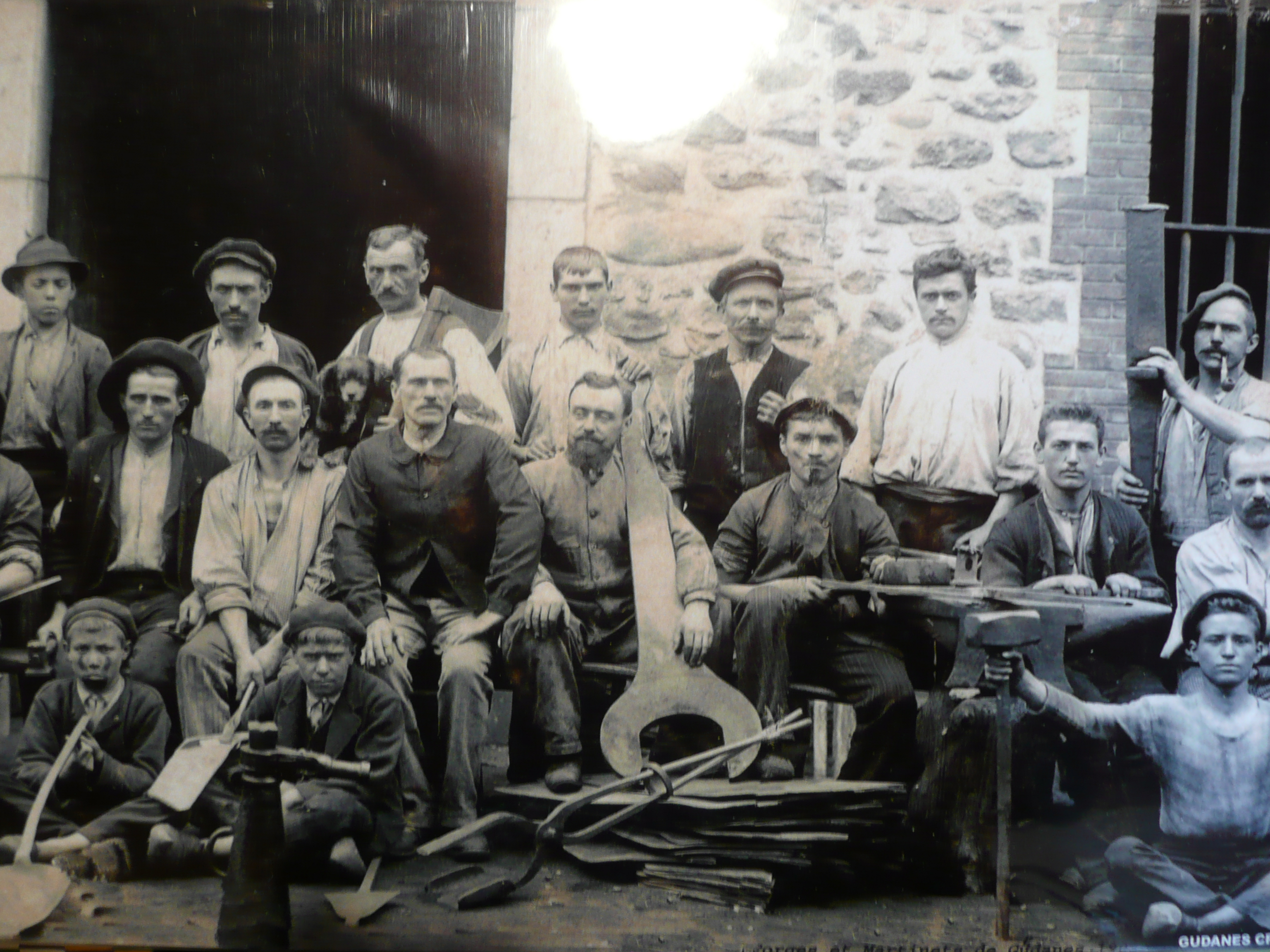
Кузнецы, Франция, 1903 год
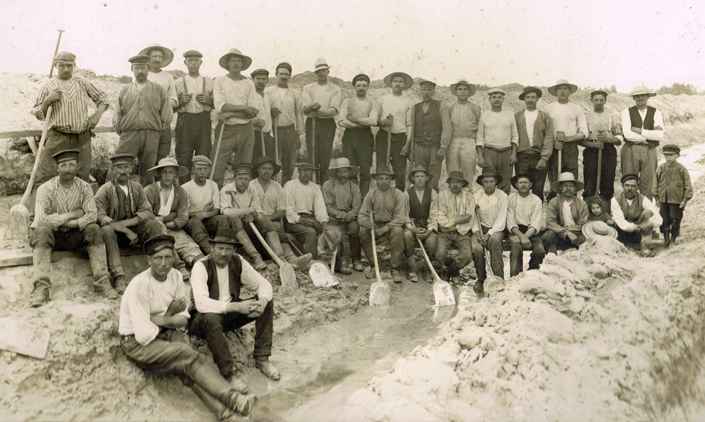
Рабочие на торфянике Мэстермир, Швеция, 1902-1910
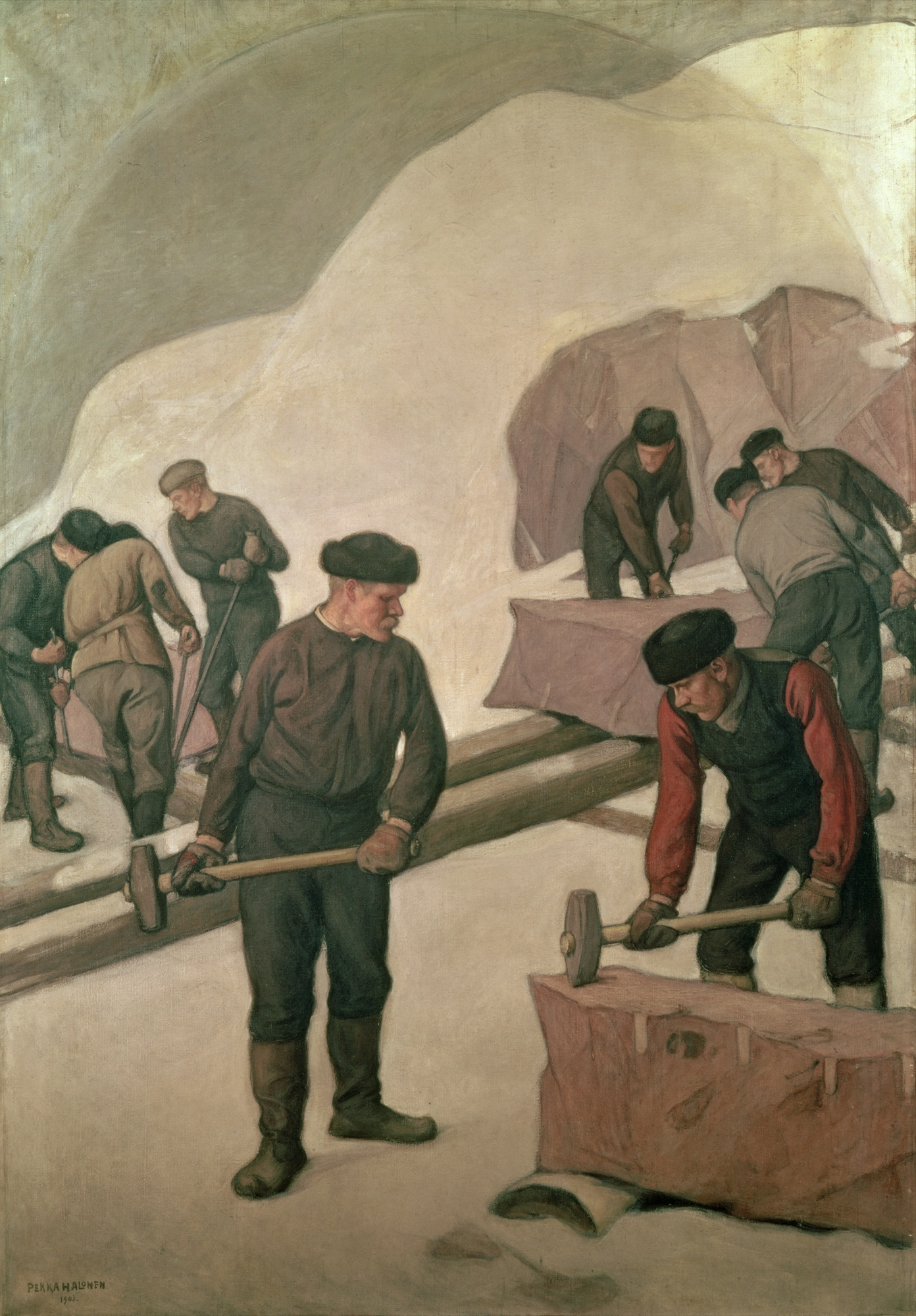
Каменщики на картине Пекки Халонена, 1903 год
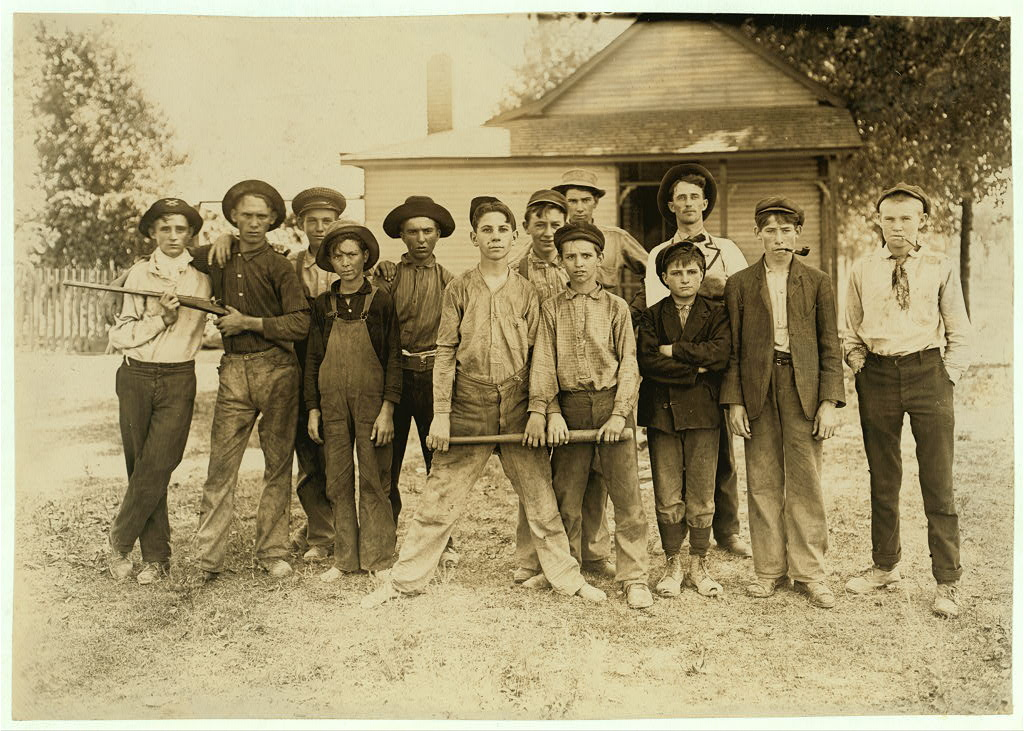
Рабочие-стекольники, Индиана (США), 1908 год
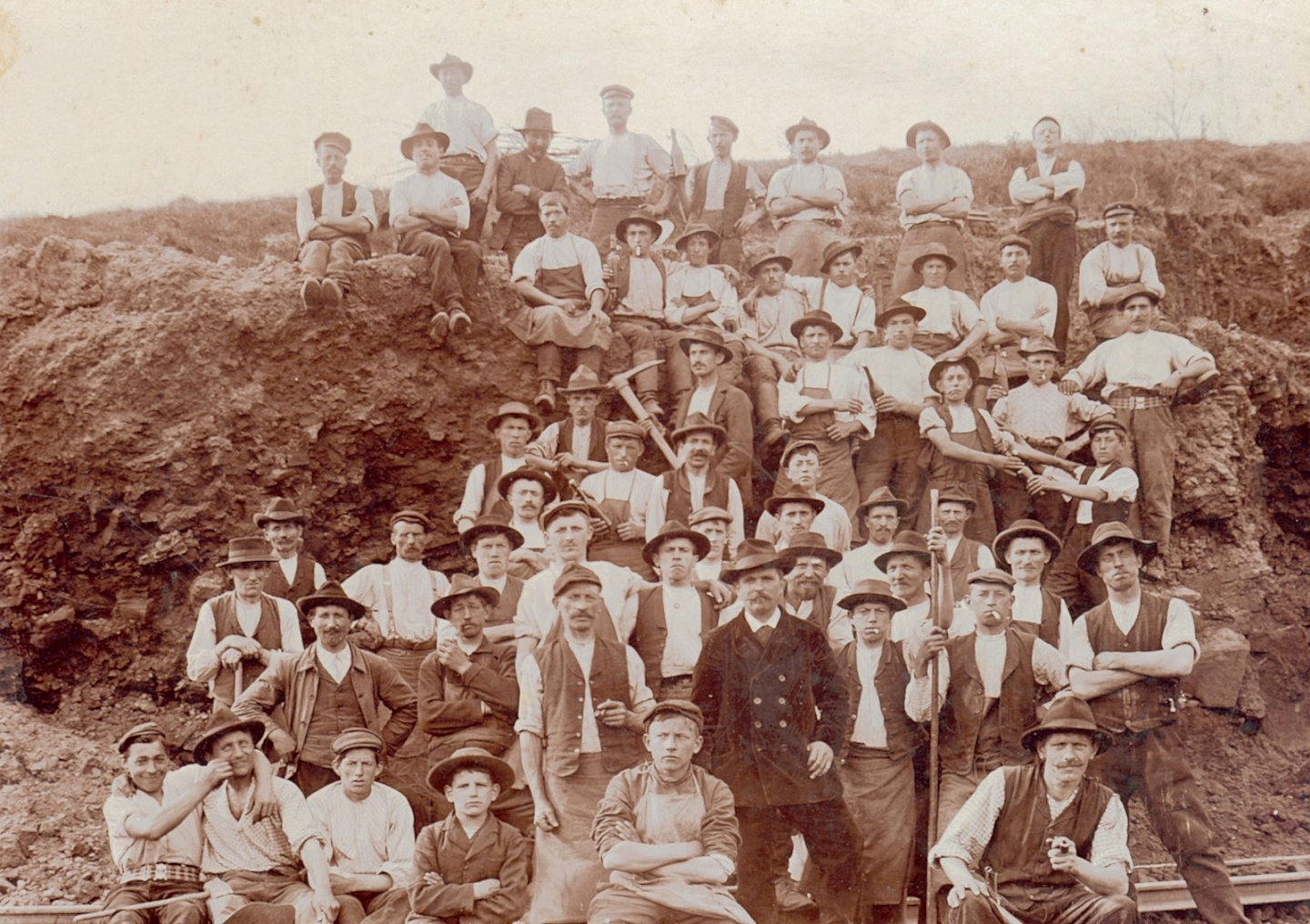
Строители-железнодорожники, Германия, 1909 год
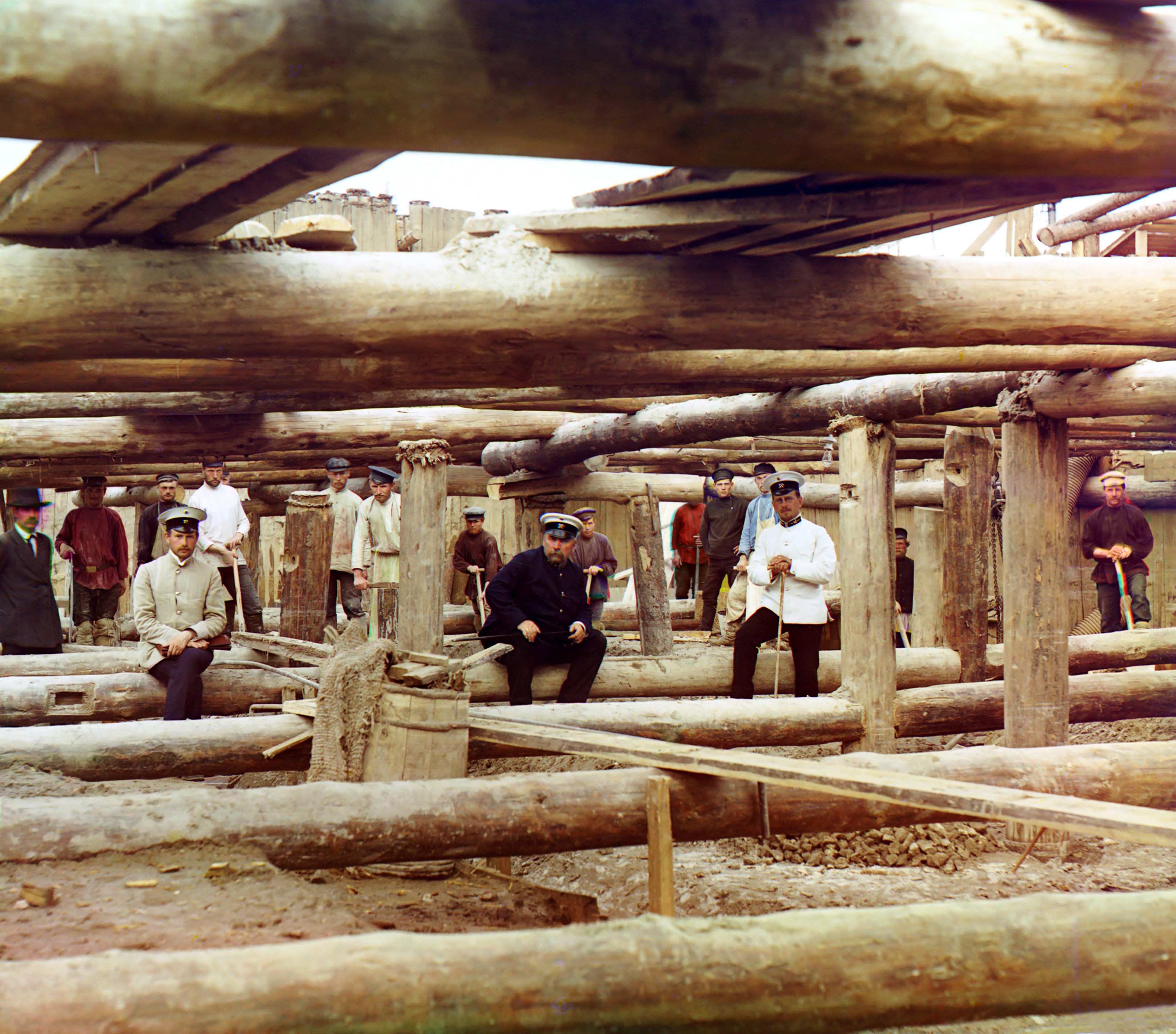
Рабочие и руководители на фоне плотины на Оке неподалёку от Белоомута (Московская губерния). Фотография Прокудина-Горского
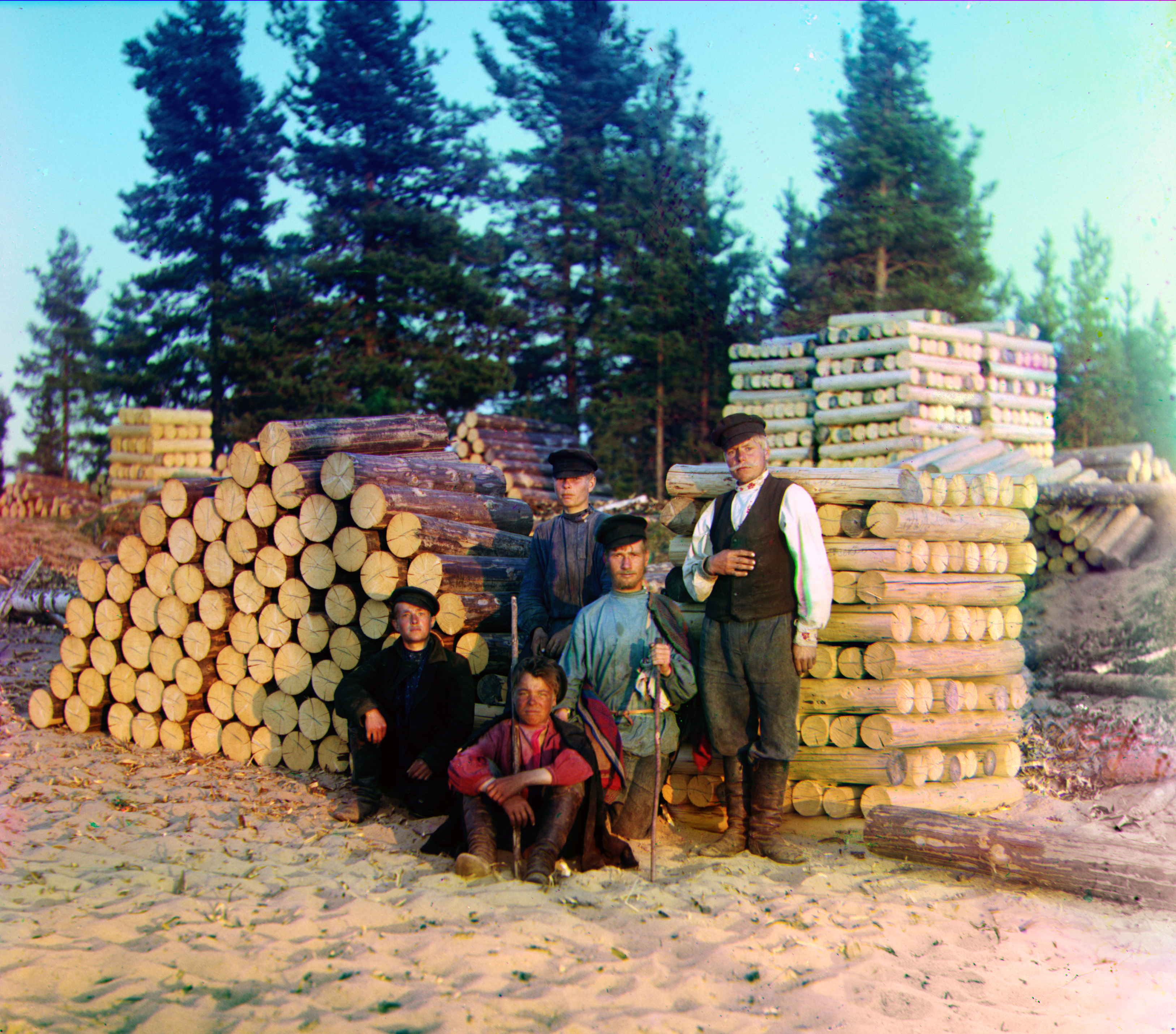
Рабочие-пильщики на Вытегре (Вологодская губерния). Фотография Прокудина-Горского, 1909 год
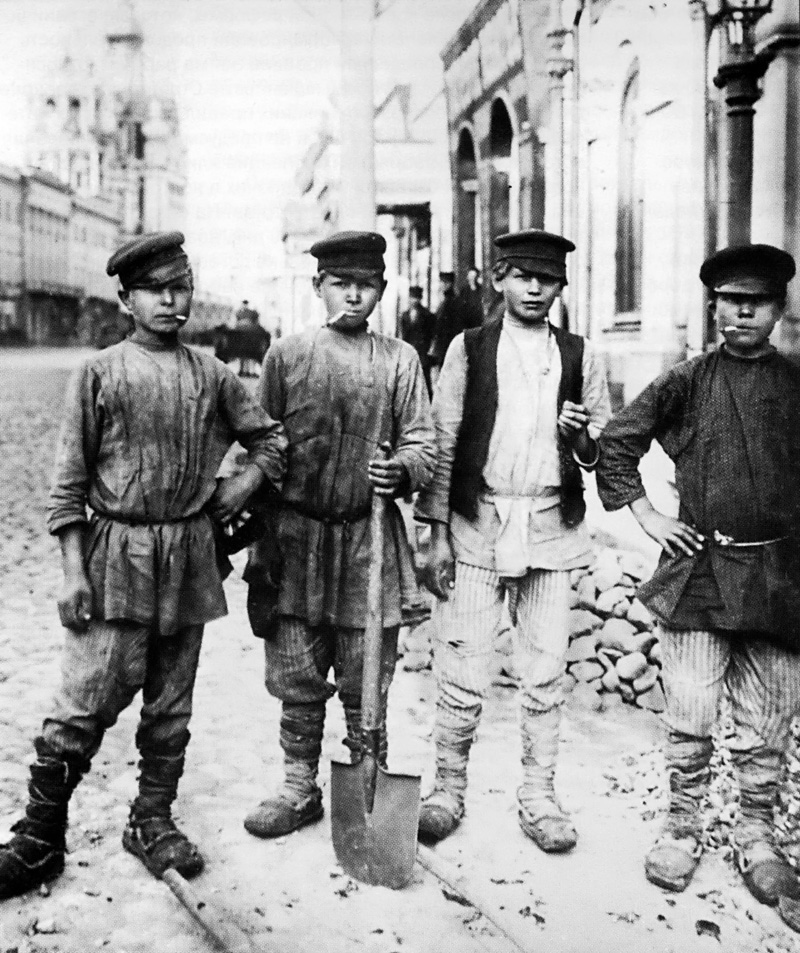
Мальчики-дорожные рабочие, Москва.
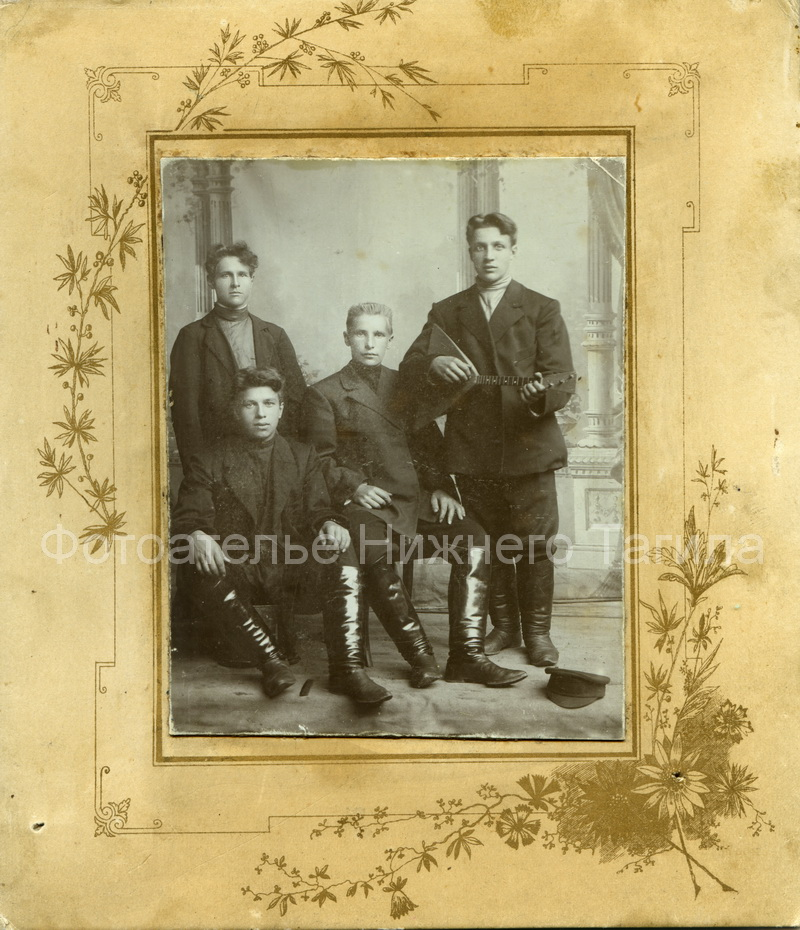
Рабочие Висимо-Шайтанского завода, 1908 г.
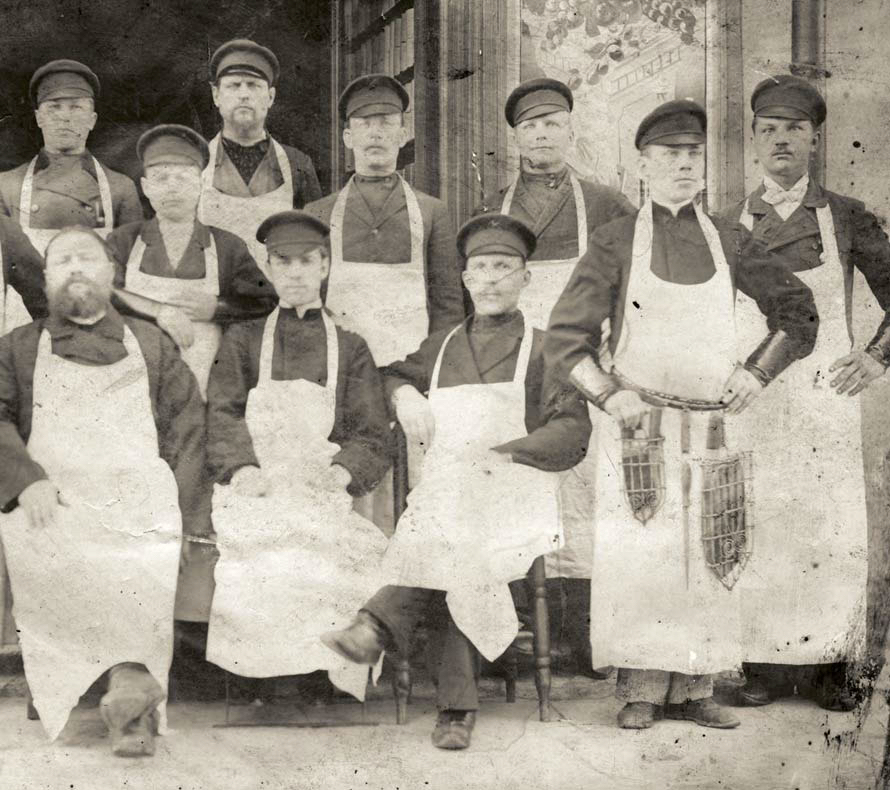
Мясники одного из московских рынков, 1900-е гг.
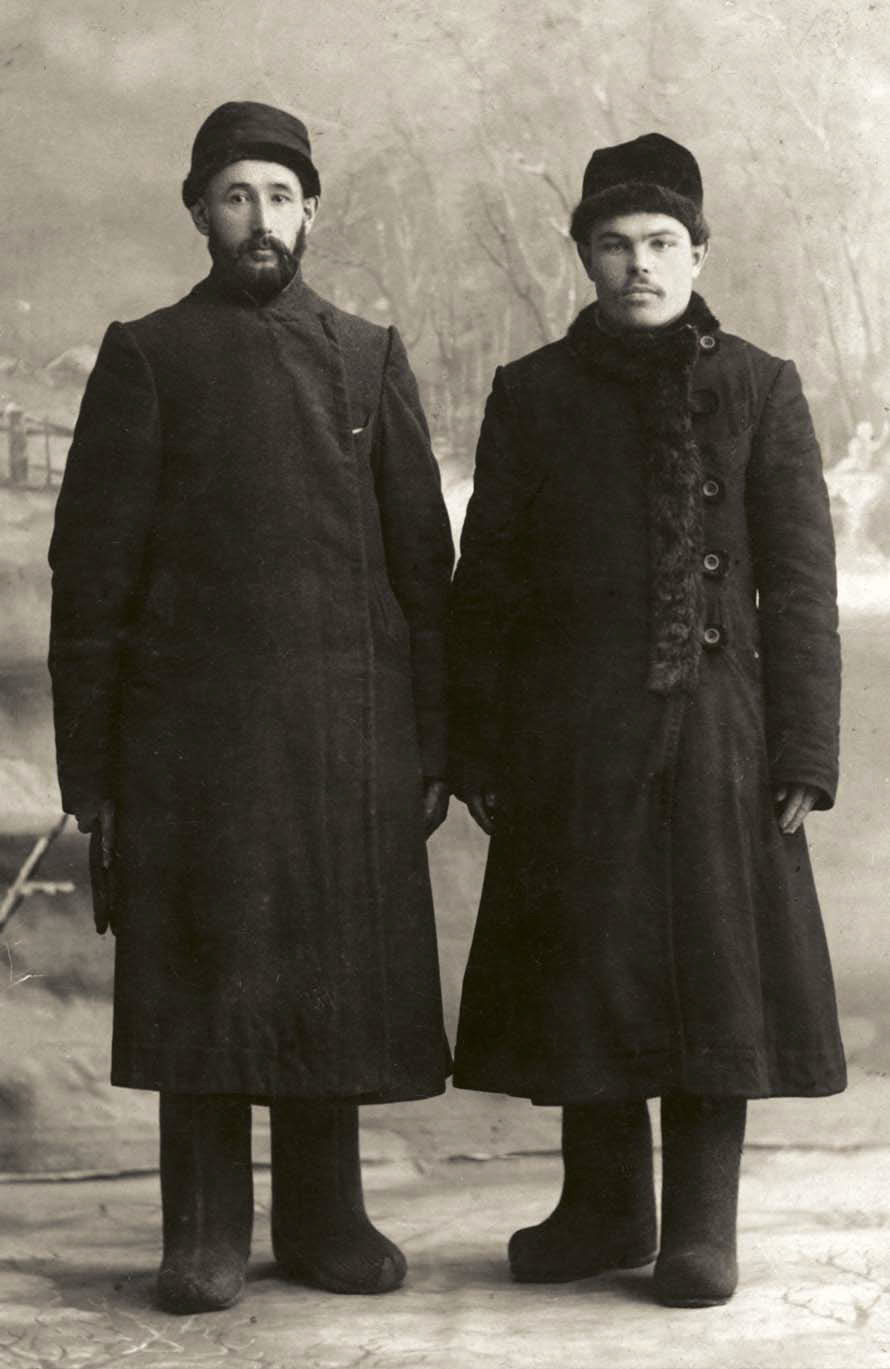
Извозчики в зимней одежде, 1900-е гг.
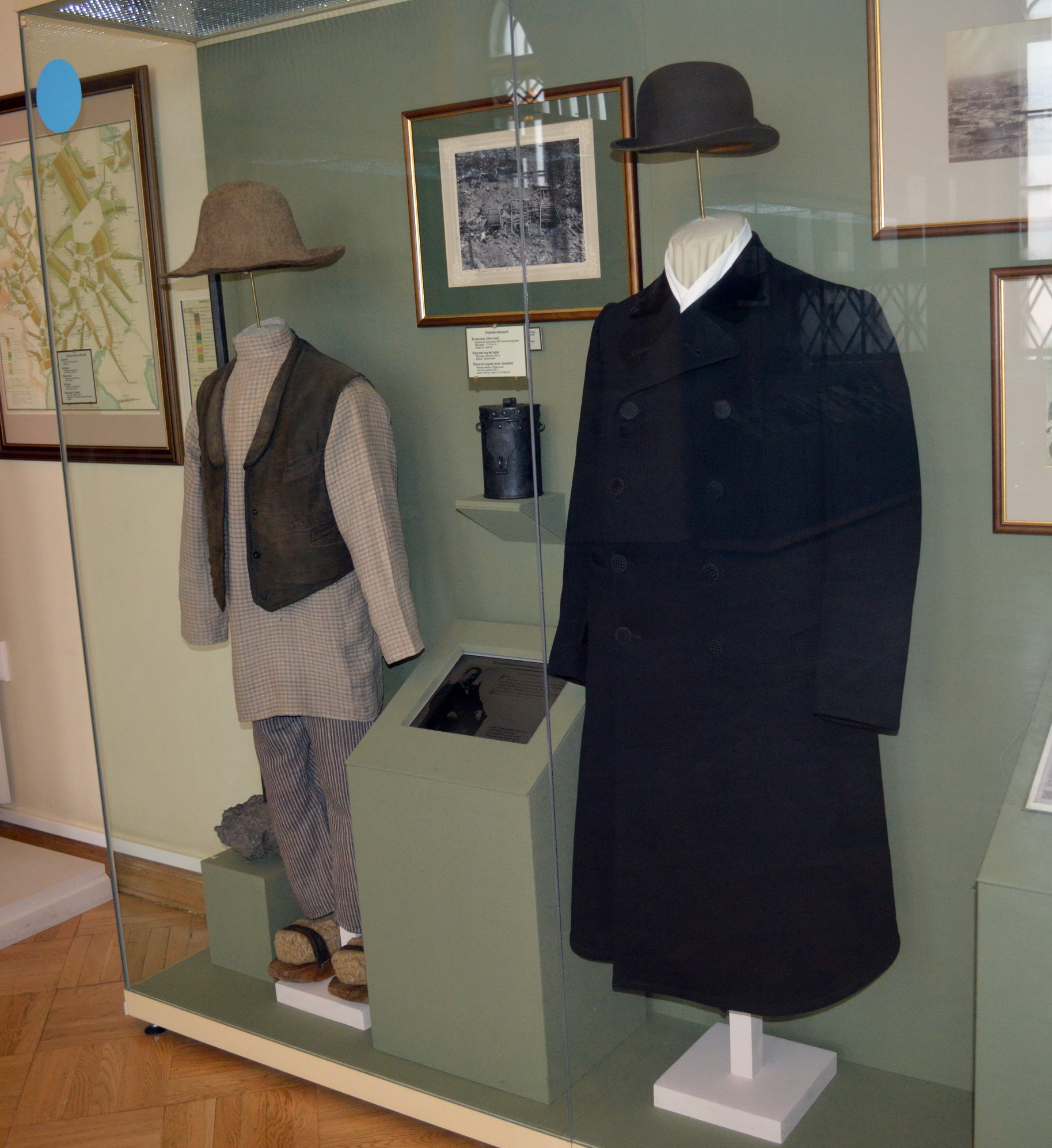
Слева направо: костюмы уральского рабочего и управляющего рубежа XIX-XX веков. ГИМ
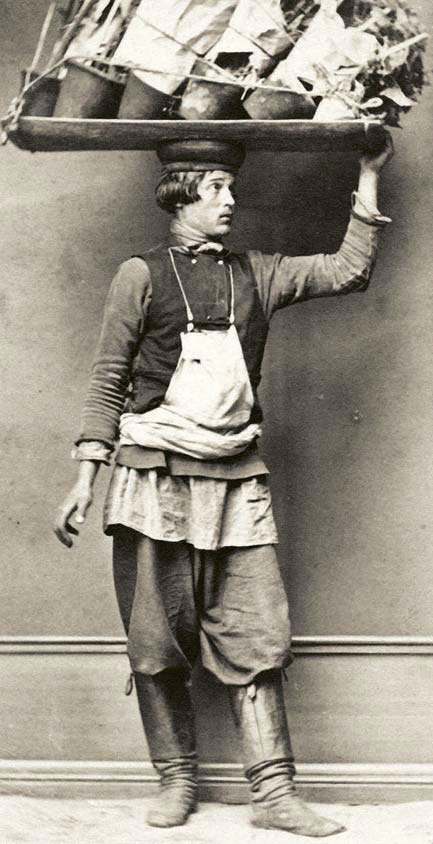
Разносчик, 1900-е гг., Российская империя
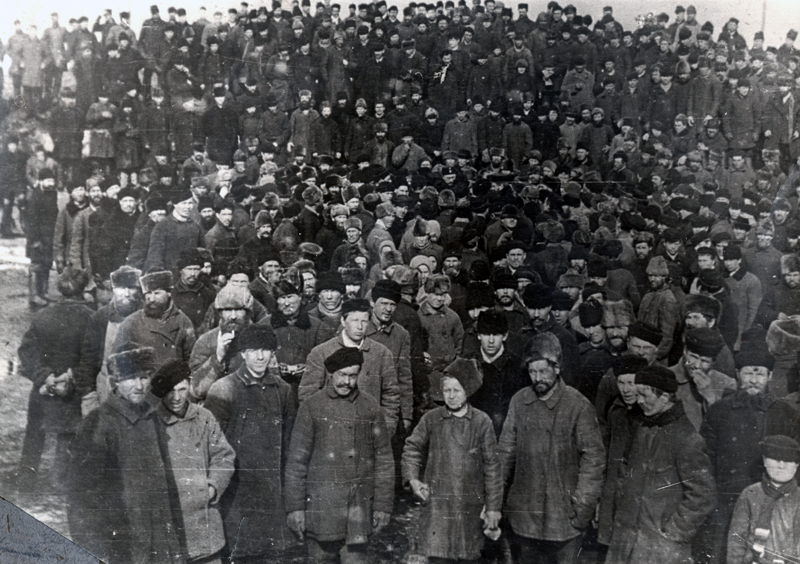
Рабочие Пермских пушечных заводов на митинге, Мотовилиха, декабрь 1905 года